# 孙权

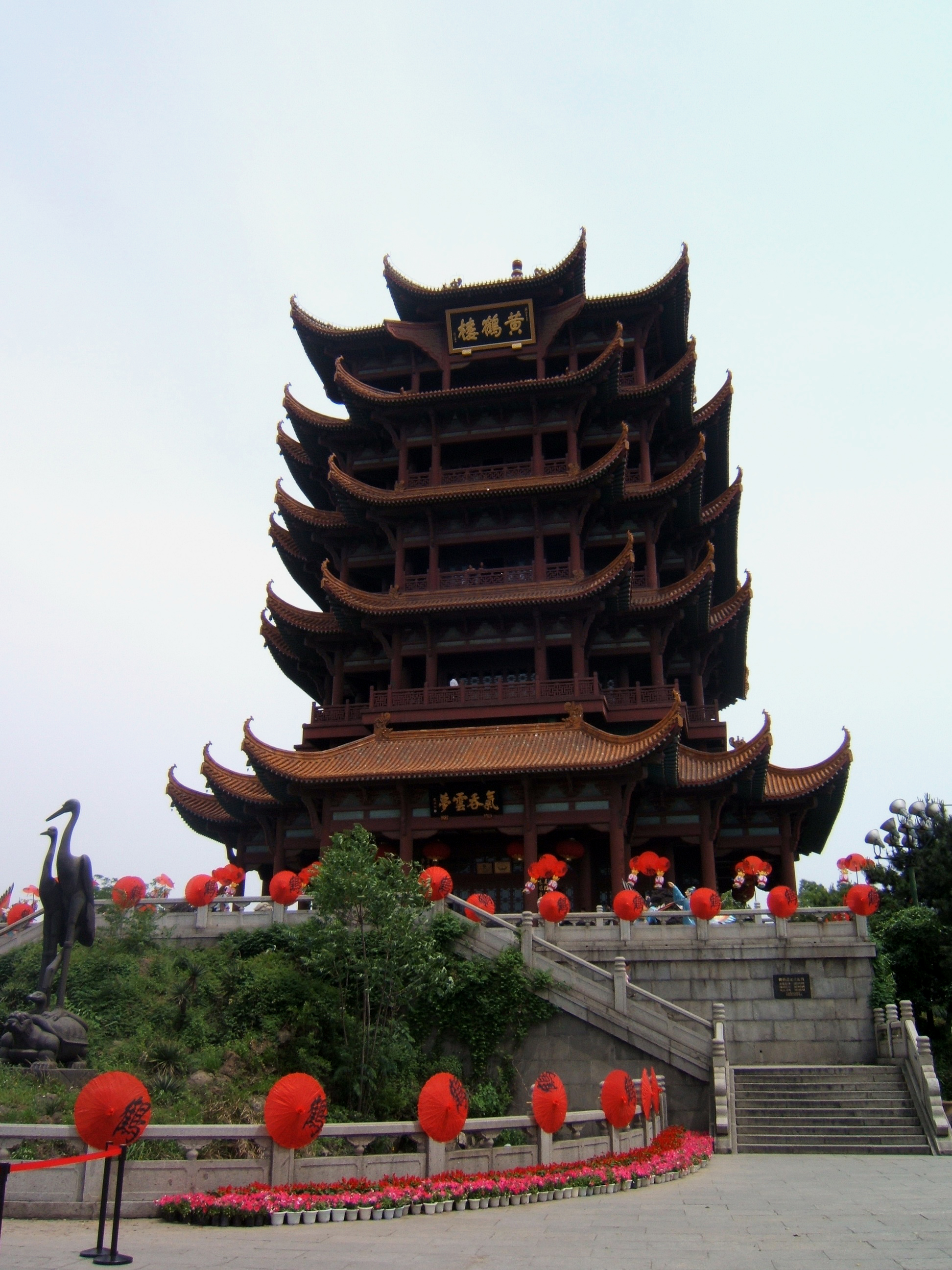
現代仿孫權所建造之黃鶴樓

吳大帝孫權（182年7月5日—252年5月21日），字仲謀，生於下邳（今江蘇省徐州市睢寧縣北郊），祖籍吴郡富春。東漢末至三國時期孫吳政治家、戰略家，同時是孫吳開國皇帝，六朝開拓者之首。在位23年，享壽69歲，安葬於蔣陵（今南京市玄武區），諡號為大皇帝，廟號太祖。亦有一称作大皇。三國志、資治通鑒記述吳的部分群臣及蜀漢的外交使者等對其稱呼為將軍或至尊，而三國志引注的《吳書》、《吳錄》、《吳歷》、《江表傳》、《漢晉春秋》、《獻帝春秋》則記述吳的群臣皆稱呼其為將軍。破虏将军孫堅次子、讨逆将军孫策之弟、偏將軍孫翊、烏程侯孫匡、孫夫人之二兄。

## 生平

### 出生异象
孫氏一族據說是春秋時期軍事家孫武後人，孤微發跡；孙权亦因此可能是孙武的第22代孙。
孫權生母为吳郡豪族出身的吳夫人，當初懷孕的時候，夢見月亮進去懷裡，之後生下了孫策。及後在懷孫權的時候，又夢見太陽進去懷裡。之後告訴孫堅說：“妾昔日懷著孫策的時候，夢見月亮入懷裡；如今又夢見太陽入懷裡，為什麼會這樣呢？”孫堅回答：「太陽和月亮，是陰陽的能量精氣，是極其貴象的征兆。我們的子孫大概會發家興旺吧！」

### 關於出身
漢光和五年（182年），孫權出生，其父孫堅於下邳（今江蘇省睢寧縣北郊）做官時生下孫權，據《邳州志》記載：「孫堅作下邳丞時生權，方頤大口，目有精光」。
據《建康實録》記載「太祖大皇帝姓孫氏，諱權，字仲謀，吳郡富春人也」，孙权籍贯為吴郡富春。

### 早年經歷
孫權六歲時，隨父離開下邳。
漢中平六年（189年），汉灵帝逝世，长沙（治所在今湖南省长沙市）太守的孙坚起兵从长沙经荆州响应讨伐董卓的关东联军。当时孙权的长兄孙策已在寿春淮南一带颇有名气。其中有庐江人周瑜前来拜会，在周瑜的建议下，孙策于是携母弟搬到庐江郡舒县（今安徽省庐江县西南）。
漢初平二年（191年），孙坚奉袁术之命讨伐荆州刘表，结果中刘表手下的黄祖的埋伏身亡。而孙坚遗子孫策孫權都跟随袁術行动 ，《江表传》也记载孫權常随从孙策左右。孫權为世所知後，孙策对这个弟弟感到很惊奇，自认为不如他。每当宴请宾客时，孙策常常回头看着孙权说：“这些人，以后都会是你的将领。”。後来孫策在江都遇到張紘，便托付他照看母弟。
漢初平四年（193年）因孙策到寿春去见袁術，就派呂範将孙权等人护送到住在曲阿的舅舅吴景那里居住。翌年，孙策击破了陆康为袁术取得了庐江郡。当时，还是扬州刺史的刘繇担心自己也会被袁氏吞并，与袁术和孙策产生嫌隙，于是将孙权堂兄孙贲和吴景驱逐出曲阿，只有孙权及其母弟弟们还留在那里，于是朱治特意将其从曲阿接到自己家里奉养卫护。孙权和母亲后来又迁至历阳县和阜陵县居住。
漢興平二年（195年）孙策渡江击败刘繇后，派遣陈宝迎接母亲弟弟。孙权到江東以后，与朱然胡综一起读书，结下了深厚的友谊。
漢建安元年（196年），孙权14岁的时候，由朱治举为孝廉，任阳羡县（今江苏宜兴）长，代行奉义校尉。当时已有属下周泰和潘璋。
孙策平定江东的丹阳、会稽和吴三郡后开始给汉廷进贡。建安二年（197年），汉廷派刘琬前往江东授予孙策会稽太守的职务，刘琬对人说：“我看孙家的兄弟虽然每个都才华横溢，智慧通达，都是荣华福贵不长久。只有次男孝廉，相貌高大挺拔，有大贵之表，且会是最為长寿的，你们等着瞧吧。”袁术与孙策决裂后，拉拢丹阳等六县及山贼头目祖郎，鼓动山越和自己一起共同对付孙策。当时孙策率兵前往讨山贼，仅孙权等数百人留在宣城，山贼数千人蜂拥而至，年轻的孙权在周泰的保护之下得以幸免。
漢建安四年（199年）末至次年初，孙权随同孙策征庐江太守刘勋于皖城。刘勋败逃后，又进军沙羡讨伐黄祖，与仇敌黄祖在沙羡一带展开大战，黄祖几乎全军覆没，韩唏战死，黄祖只身逃走，士卒溺死者达万人，豫章太守华歆又举城投降。平定了庐江豫章二郡。孫策與曹操交好，表面臣服於漢朝廷之下，曹操加封孫策為吳侯，并任命严象将孙权举为茂才。並以礼征辟孙权和孙权的弟弟孙翊到漢朝廷擔當漢臣職務，但二人均沒有前往。

### 繼任与立足江東
漢建安五年（200年）春，孙策遭到刺殺，臨終前將二弟孫權喚來病榻前，佩以印綬及兵符，將他指定為繼承人。孫權在大哥孫策去世的悲痛中而未主持公务，經過長史张昭勸說，乃除去喪服，由張昭扶上馬，外出巡察軍營，程普、朱治、周瑜、呂範等為孫權效力輔助，但自己地盤的人卻對孫權懷有疑心。
孫策平定江東的時候，曾對當地士族進行打壓、屠戮，導致孫家在本土得不到支持。未開發山地潛藏的山越也大規模發動叛亂，而江東許多的本地豪族士族與山越族群都有緊密聯繫，因此，在孫氏每次出征對外的時候，都給予江東內部很大的侵擾，也一直牽制著吳國數十年的對外作戰。當時只佔有江東会稽、吴郡、丹杨、豫章、庐陵、庐江六郡，而當中五郡卻不服從發生叛變，當地人士大量逃離江東投靠北方，山越也大規模發起叛亂。而堂兄孫輔懷疑孫權暗弱沒有能力保衛江東，於是与曹操暗通出賣孫權，被孫權察覺後給予制裁。堂兄孙暠（孫靜長子）欲攻打会稽郡夺取政權，但虞翻不從他。庐江太守李术不服從孫權，與梅乾、雷緒、陳蘭數萬人在集結淮水一帶騷擾破壞，孫權寫信要求李術扣留這些叛逃者。李術公開表示有德見歸，無德見叛，不應復還為由拒絕。在內外雙重壓力之下，孫權以张昭为師傅，並任用父兄留下的部將，著力懷柔本土士族，起用豪族子弟，穩定江東孫家政權，並且招納更多人才為自己效力。接著孫權用謀略寫信給曹操，說嚴象被殺是李術所為，所以不應該理會李術。孫權隨後與孫河、徐琨一起親征叛徒李術于皖城。皖城被孫權包圍，李術向曹操求救，但是曹操沒有到來，一切發展正如孫權所設計的一樣。城內糧盡只能用泥丸代替食糧充飢，隨即破皖城，李術被梟首，孫權迁徙城裡人及李術部将三万余人到江東，留下一座空城。
陆逊、徐盛、留贊、诸葛瑾、步骘、顾雍、是仪、吕岱、朱桓、骆統等贤才良将都在这一时期加入孙权麾下。魯肅本打算離開投靠北方，但是周瑜斷言孫權在南方成就帝業，并挽留魯肅而且把他推荐给孫權。孫權本意繼承其兄之志以「兾以輔漢」匡助漢室來成就齊桓晋文之業，鲁肃却向孙权說出漢室不能復興，曹操不能一時間消滅。應該割據江東靜觀其變，在北方多戰亂的時候乘勢應消滅劉表，佔據長江以南建立帝業的方案。曹操見孫策已死本打算伐吳，侍御史張紘勸諫曹操不該乘人之危。曹操聽從其言，透過东汉朝廷冊封孫權为討虏将军，兼领会稽太守，以吴县为治所。孫權派顧徽到北方，打探曹操的動向。
漢建安八年（203年），豫章鄱陽縣等地山越再起，孫權即刻命征虜中郎將呂範平定鄱陽、蕩寇中郎將程普討伐樂安，派賀齊討平東冶地，建昌都尉太史慈分頭進討山越，又派別部司馬黃蓋、韓當、呂蒙等人扼守山越經常出沒的郡縣，恢復了原設縣邑，穩定了秩序。漢建安十一年（206年）又率領孫瑜，周瑜，淩統，成功討平山越麻、保二屯。

### 鞏固江東

#### 数伐黃祖
漢建安八年（203年），孙权曾发起夏口之战并击败黄祖的水军。
漢建安十二年（207年），自黄祖一处来降的甘寧說：「今漢已經日漸衰微，曹操為滿足自己的心，終於成了篡漢的盜賊。南荊之地，山陵地勢有利，江川流通，國的西邊的確是這樣的形勢。我已看透劉表，考慮的不夠長遠，兒子也是無能的人，不是能夠承傳基業之才。主公應當盡早規劃，不能落入曹操手上。進圖之計，先取黃祖為佳。黃祖如今年老，老邁衰退嚴重，錢財糧谷都已經缺乏，左右矇騙他，事出於錢財私利，侵要吏士的錢財，吏士心裏都憤怒。舟船戰具，廢棄也不修理，耕農懶惰，軍隊沒有法紀。如果主公現在去攻打，必定能大敗。一旦打敗黃祖軍，擊鼓行軍至西，西據楚關，大局趨勢擴張，這樣就可以逐漸進取巴蜀。」孫權贊同並採納。張昭當時就在席上坐，難言道：「吳國如今危懼，如果行軍攻打，必然招致恐慌。」甘寧回答道：「國家將蕭何的重任交給君，君留置守護卻擔心憂亂，那為什麼還要仰慕古人？」孫權對舉起酒杯附於甘寧說：「興霸，今年行軍討伐，就如這杯酒，決意託付給卿你。卿盡量提出方略，如能夠破黃祖，則是卿的功勞，不要因為張長史（張昭）之言而放棄。」出兵虏其人民而还。
漢建安十三年（208年），孙权發動江夏之戰率軍再次進攻江夏郡南部，以周瑜為大督，眾將隨軍出征。黃祖見孫權兵來，急派水軍都督陳就率兵反擊，呂蒙統率前鋒部隊，身先戰陣，親自斬殺陳就。擄獲其船隻、士兵。返回到孫權大軍，並引領自軍兼程趕路，水路兩路齊進。黃祖用水軍攔截去路，董襲和凌統身先士卒以輕裝上前突擊，並攻下江夏等地，黃祖隻身逃竄，被孫權軍中的騎兵馮則所斬殺。此戰，孫權成功收取江夏郡南部一帶，後将治所自吴移居至京口。

#### 赤壁之戰與孫劉聯盟

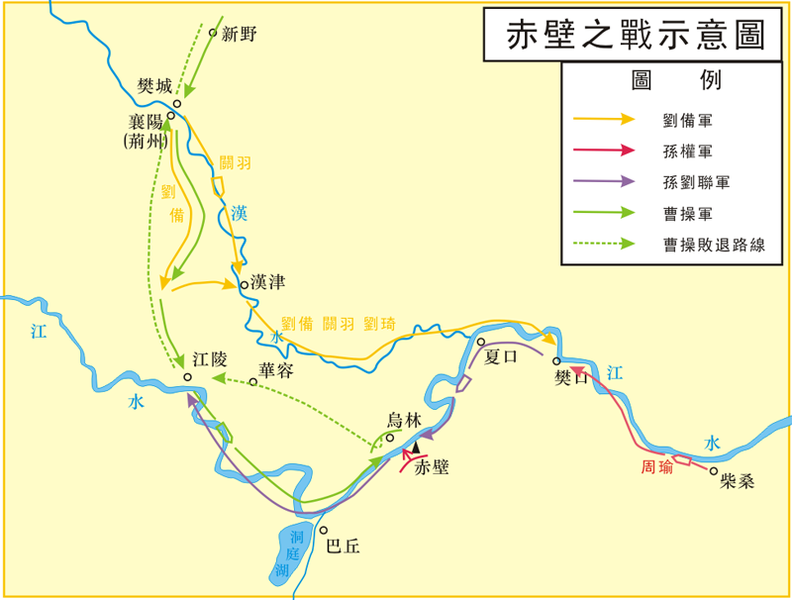
刘备南下和赤壁之战。

漢建安十三年（208年）秋，曹操對孫權發出以八十萬軍力會獵江東的書信，孫權打算與曹操決一死戰，但張昭等群臣勸孫權歸降，礙於豪族群臣的壓力下孫權沒有表達自己的意見，聽後離開席間換衣服，唯獨魯肅離座找孫權說要對抗曹操，孫權很高興魯肅與自己的想法一致，對張昭等人所說的感到非常失望，魯肅勸孫權召回進兵鄱陽的周瑜，並邀請劉備加盟的提議。孫權答應，隨即派魯肅到荊州打探情況。當時荆州牧刘表病死，劉表次子劉琮投降曹操。鲁肃到荊州之前劉備被曹操打敗，荊州已經落入曹操之手，劉備南渡长江，魯肅與他相遇詢問去向，劉備打算到蒼梧投靠朋友吳巨，魯肅則說明孫權的意向和實力，邀請劉備加盟孫權共同對抗曹操，而不是投靠力弱的人。刘备很高興孫權的邀請，聽後見事態緊急隨即派诸葛亮去求見孙权，諸葛亮以激將法和對曹軍弱點的分析說動孫權。周瑜向群臣分析曹操與孫權兩軍的優劣勝敗，指出：「其一，曹軍背後仍有後顧之憂，西涼有馬騰、韓遂等軍閥，戰端一開，必偷襲曹軍背後。」、「其二，北方人慣習陸戰而不擅水戰，竟敢捨馬鞍而就船槳，此乃捨長就短。」、「其三，寒冬將至，曹軍兵缺衣食，馬無藁草，兵卒士氣低落。」、「其四，曹軍遠途跋涉，奔襲千里，水土不服，多生病患。」既而進步分析了曹軍的實際力量，指出來自中原的曹軍不過十五六萬，而且所得劉表新降的七八萬人，人心並不向曹。」此時只有周瑜、鲁肃坚持抗击曹操的主张，意见与孙权相合。隨即以決斷之勢拔劍砍掉桌子一角，說：「敢再有言降曹者，如同此案！」藉此將投降派氣焰壓倒，並將一早已經準備好的三萬軍隊交給周瑜指揮。周瑜、程普分别被任命为左、右都督，魯肅為贊軍校尉輔助周瑜。另外派賀齊和蔣欽前往後方平定山越騷亂。孫權派周瑜與劉備會師，與曹操大軍對峙，在赤壁与曹军相遇，周瑜採納黃蓋計謀大敗曹操軍，曹操只好撤回北方，與沒有參戰的曹仁匯合。孫權與眾將跟隨周瑜登陸赤壁北岸的烏林再次大破了曹軍，乘勝進攻荊州南郡。周瑜派甘宁攻夷陵，曹操的盟友益州牧刘璋部将袭肃投降，但是甘宁被曹仁的萬人軍隊包围。當時甘寧被曹仁圍攻多日也沒有被攻破，於是周瑜采纳吕蒙的计策，留下凌统抗拒曹仁，用其中一半兵力驰救甘宁，軍隊將曹仁擊破，最終甘寧攻下夷陵（宜都）。
漢建安十四年（209年），曹仁得到後方大軍的多方面支援，因此周瑜和曹仁兩軍在南郡相持了一年。而劉備以張飛和一千人向周瑜換取二千名江東兵，轉攻並收服长沙、桂阳、武陵、零陵荊南四郡。孙权為了減低周瑜的前線壓力，於208年親率軍數萬至十萬围合肥，是為第一次合肥之戰，派遣張昭進攻當塗，張昭失利。孫權相持合肥一个多月至百日，分散敵人軍力，幾乎取得優勢，城牆都已經在雨中將要崩塌，卻因孫權中了蔣濟的虛報援軍之計而撤退。曹仁軍最終被周瑜重創撤退，而關羽絕北道可能阻止了曹軍北來援軍，但無記載其何時結束，最終曹仁成功撤出南郡。孫劉聯軍攻下南郡，荊州大體平定，将势力延伸到荊南四郡。孫權以孫夫人聯姻來鞏固孙刘联盟的關係，孫權拜周瑜為偏將軍兼領南郡太守，以長沙郡的下雋、漢昌、劉陽、南郡的州陵為領地奉邑，屯駐在江陵，拜程普為裨將軍兼領江夏太守，以江夏的沙羨為領地，其中四縣為其食邑。全柔為桂陽太守在桂陽當地負責運米回吳。武陵一帶發生蠻夷騷亂，任命黃蓋為武陵太守並到任前往平定，後再轉戰到長沙平定山賊。而蔣欽討伐會稽亂賊平定五縣有功，遷升為討越中郎將，以涇拘、零陵郡的昭陽為奉邑領地。孫權表劉備為荊州牧，之後劉備向周瑜借地，周瑜分南岸地給刘备，後劉備將南岸地一處地油江口改名為公安。周泰當時屯兵在公安附近的岑。劉備因為地少無法容納麾下人馬百姓，親自到京口見孙权「借」荊州數郡或督領荊州，由於歸屬問題理解不同和借的法理不明，埋下兩家衝突的禍根。周瑜和呂範知道劉備到京城提議軟禁他，而魯肅建議孫權借荊州給劉備。但是，在伐蜀的途中周瑜病逝，程普代領為南郡太守。按周瑜遺言孫權任命魯肅接替其職務，孫權此時將長沙郡分為漢昌，以魯肅為漢昌太守屯駐陸口，後來採納魯肅建議借地給劉備，程普還領江夏太守。刘备上表奏封孙权代理车骑将军，兼任徐州牧。曾經，周瑜和甘寧勸孫權入蜀，孫權邀請劉備共同取益州，劉備以劉璋是同祖宗為由拒絕，並說如果孫權打劉璋自己一定阻止，如果攻擊劉璋的話，我必定會披髮入山林歸隱，不做攻取同宗的事。孫權不聽並進攻益州，周瑜中途病故由孫瑜繼續進攻，但劉備阻止並不給孫瑜前進的去路，並說不能這樣做，孫權只有下令退還。

#### 遠征交州
漢建安十五年（210年），遷步骘為交州刺史，南征交州，211年拜其為征南中郎將。步騭到達交州，士燮率领家族臣服。刘表所置苍梧太守吴巨率多人馬軍迎接，步騭對此猜疑，結局被步骘發現有異心，於是在酒席間斬殺，聲名大振。孙权自此得到交州九郡領有權，并加封臣服于自己的士燮为左将军。南海郡、郁林郡、苍梧郡、交阯郡、日南郡、珠崖郡、儋耳郡、九真郡、合浦郡則屬於孫權領土，但實際是士夑獨立管治。

#### 定都建業
建安十三年（208年），諸葛亮在赤壁之戰前夕出使孫吳，經過當時的秣陵，讚歎道：“鐘山龍盤，石頭虎踞，此乃帝王之宅也。”
建安十五年（210年）劉備去京口拜訪孫權，經過秣陵時力勸孫權定都於此。
建安十六年（211年），孙权将治所迁至秣陵（今江蘇省南京市）。建安十七年（212年），孙权修筑石头城，改秣陵为建业。
改秣陵為建業，並在金陵邑的基礎上修城，“用儲軍糧、器械”，這就是著名的石頭城（又稱石首城）。石頭城臨江控淮，恃要憑險，是東吳水軍江防要塞和城防據點。石頭城跨水而立，周圍數十里裏，設有子、羅城二重城，商業繁華，盛況非常。吳之名臣張紘以為此地有天子氣，勸其主定都於此。

### 濡須抗敵
聽聞曹操率四十萬大軍進攻，孫權打算興建水塢，部將大家都認為直接上下船就能著陸登船，建造水塢沒用，只有呂蒙認為這個塢可以給步兵快速登船進退不失的便利，於是孫權同意呂蒙看法，派呂蒙建造濡须坞作為進出濡須到巢湖的水軍防衛要塞，也是濡須之戰的重要補給據點，與日後曹魏建造的合肥新城是互相對應的防衛設施。同時孫權向劉備發出救援，當時劉備作為客將在劉璋之下，劉備以救孫權、關羽為由向劉璋借兵去救孫權，其實先前劉備已經聽從龐統戰略建議準備攻取益州，以實現孫劉聯盟北伐曹操的一貫戰略目標。劉璋對劉備猜疑所以只給他一半軍需和4000兵馬，劉備藉此對部眾說劉璋吝嗇物資，張松寫信勸劉備不要離益州，被劉璋處死，劉璋遂禁止各要塞關隘交通劉備，劉備大怒，於是反戈「偷襲」劉璋。
建安十八年（213年）正月，曹操親率四十萬大軍攻孫權於濡須口，濡須口的江西營被曹軍攻破都督公孫陽被俘虜。劉備此時因為張松暴露、劉璋開始防禦之，不可能援助孫權。孫權知道劉備自己攻取益州，大罵劉備是狡猾的傢伙竟然敢使詐。濡須戰場最後只有孫權軍獨力以七萬大軍抵擋曹操號稱的四十萬大軍，董襲趕往救援江西的途中遇溺身亡。之後，曹操作油船在夜中攻擊洲上的孫權軍。孫權親自率軍反擊，驅使水軍包圍了曹操，曹操軍戰死溺死有數千人，被孫權俘虜的敵兵人數也有三千餘人。孫權乘勝追擊，並對曹操進行多次挑釁，但是曹操受到孫權的打擊下而不敢出擊接戰。孫權見曹操堅守不出，親自督一艘船從濡須塢出擊進入曹操大軍陣地觀陣，《吳錄》記載曹操軍眾人打算射擊孫權的船，但曹操知道孫權來觀陣下令不要妄動，孫權在曹操大營饒了一圈，曹操看到孫權的膽量還有船上士兵器械嚴整，讚歎：「生子當如孫仲謀，劉景升兒子像豬狗」。隨後，孫權下令吹號回營。而《魏略》記載则是說孫權進了曹操軍陣地，曹操命部下拉箭亂射，孫權船身一則被箭矢射滿將要翻船，孫權隨即下令調轉船身擋箭，船身也因此得到平衡，孫權從容地回營。此時戰鬥已經過了一個月有餘，曹操仍然無法打敗孫權也無法攻克嚴防的濡須塢，孫權便寫信給曹操說春天水增您應該快離開，並在另一封信寫上您不死我不安樂。孫權給曹操一個撤退的下台階，曹操收到信後，對左右說孫權不會騙我，隨即下令撤軍。
建安十九年（214年）五月，孙权亲征庐江治所皖城。在半日内就攻破皖城，俘虜了庐江太守朱光及参军董和，男女数万人。在夾石趕來救援的張遼聽到城被攻落只好歸還。7月，曹操不聽從傅幹諫言率十萬人攻取濡須一帶，但受到甘寧100人奇襲而撤退。
建安二十年（215年），劉備得到益州，於是孙权派诸葛瑾向刘备讨还荊州或荆州爭議地區數郡。刘备拒絕，並說得到涼州後再把荊州「相與」即授予（當時益州與涼州之間還有一個漢中，而漢中當時是張魯的領地），劉備從未如吳人一樣認為其統領荊州數郡是借所得。孫權經過益州一事後認為劉備的意思為借了不還、推託假話，隨即派三名官吏去長沙、零陵、桂陽三郡赴任，但被關羽逐出。於是孫權遣魯肅、甘寧率軍到益陽牽制關羽，吕蒙指挥孫皎、潘璋、呂岱、鲜于丹、徐忠、孙规等领兵二万，公開對劉備發動軍事進攻，攻取长沙、零、桂三郡。孙权住在陆口，为各路军队的指挥、调度。吕蒙军队一到，长沙、桂阳二郡全部归服，同時以虛假情報書信將零陵太守郝普誘騙至開城投降，接著率軍與魯肅匯合。劉備聞聽孫權發起吞併荊州的戰鬥，於是親率五萬軍抵達公安，令關羽爭奪三郡，雙方全面戰爭在即。接著單刀會上魯肅嚴厲攻擊劉備一方忘恩負義貪得無厭、孫權是可憐其兵少勢弱才「借」土地給劉備，關羽稱劉備在赤壁-烏林戰役亦是勞苦功高豈能不得寸土，雙方激烈爭論，吳書稱關羽無言以對。這時，曹操準備攻取漢中，刘备害怕丢失益州，便派使者求和停戰，把长沙、桂阳兩個郡以東割讓給孫權，同時孫權返還零陵給劉備，于是以湘水為界，江夏、長沙、桂陽屬孫權領有，南郡、武陵、零陵則為劉備領有。江夏郡南部是孫權攻破黃祖後一直領有並沒有借出，而當時江夏郡北部為曹操所擁有，在赤壁之戰後擁有荊州南郡（不包括曹操的襄陽）、南郡、長沙、零陵、武陵、桂陽及宜都領有權。
215年，孫權率軍數萬至十萬北征合肥，是為第二次合肥之戰。孙权進軍時與數名部將作為先頭部隊到達前線扎寨立營，城中守軍七千人，守將張遼趁其「未合」（可能是未交戰、未到齊等多種含義）而率領八百死士偷襲成功，孫權人馬望風披靡，沒有敢阻擋張遼的，陳武戰死，宋謙、徐盛逃走，徐盛丟失牙旗（一說其矛）。孫權逃上高大的墳丘，以長戟兵守衛，張遼叱令孫權下山交戰，孫權不敢迴應。潘璋嚴懲手段回復戰線士氣，賀齊引後方中部隊拒擊。張遼完成摧毀孫權軍士氣的任務，撤回城內。此戰令張遼之名傳遍江東，亦受到曹操極大稱讚。之後圍攻十餘日，城池不可攻克，發生瘟疫，孫權撤退。撤军时孫權親自與四名部將的部曲（淩統率領300人，基本覆沒）及虎士1000人殿後，敵軍已經拆毀橋樑，張遼於是率不明數量曹軍追擊，當時孫權主力已經撤出，呂蒙、蔣欽、凌统、甘宁等在逍遥津以北被张辽所袭击，呂蒙、凌统等拼死保护孙权，最後在牙將谷利幫助下孫權骑马飛躍津桥撤出。此戰被稱為「逍遙津之戰」，張遼「幾复獲權」，孫權到了幾乎危亡地步。張遼在戰後問降卒那個便馬善射的將軍是誰，當知道這個弓騎勇將就是孫權後，張遼嘆曰不早知道，不然「急追自得」了，魏軍都悔恨沒有捉到孫權。
建安二十二年（216年）冬，曹操率二十六大軍（十幾萬人以上）再次伐吳出濡須，丹阳四郡（今安徽定量城）民帅尤突、费栈受曹操授權联合山越，聚集數萬人起兵反叛。孙权即命賀齊和陆逊进兵征讨。賀齊和陆逊大破尤突及费栈等眾，降服丹阳、吴郡、故鄣等三郡山越，得精兵数万人。曹操屯军至居巢（今安徽巢县东北）準備進軍。孫曹交戰，關羽聯絡長沙郡縣長吳碭、袁龍再次發起叛亂，孫權派鎮守陸口的魯肅前去幫助呂岱，最終平定了叛亂。217年，曹操進攻濡須口，孫權便以吕蒙為督，與蔣欽共同擔任此戰的全軍指揮。孙权首先在前方築城保護濡須塢，二月，曹操軍開始進攻，孫權的築城部隊被逼攻，在城未完成之下被攻破而後退。曹操率大軍嘗試進攻濡須附近的橫江陸岸，孫權眾將乘船前往迎擊。當時遇上暴風，徐盛等人落到敵人大軍的陸岸之下，眾人不敢上陸，唯獨徐盛一人率將兵上岸突擊曹操大軍，曹操軍披靡敗走而且受到徐盛所重傷。之後呂蒙据守之前的濡須坞，并设置万张强弓硬弩，以拒曹操。趁著曹操大軍被徐盛擊退，先鋒尚未安然立屯的時候，吕蒙乘此攻破了曹操大軍。周泰再追擊把曹操擊退，最終曹操攻不下孫權的濡須塢，亦被孫權軍等人擊敗而引大軍撤退。
孫權擊敗曹操取得此戰勝利後，因為對荊州方面處理不滿以及後方山越問題，使得孫權更改外交戰略，藉謀略休戰來休養生息，對曹操詐降修好；而曹操信以為真故與孫權重結交好。魯肅非常後悔借出荊州給劉備，同時也怒斥劉備、關羽沒有信用。

#### 聯曹抗劉
漢建安二十三年（218年），魯肅死後呂蒙接替他在前線總指揮職務，並向孫權提出要警惕關羽，襲取荊州，全據長江，不依靠劉備獨立對抗曹操的建議，孫權認為劉備等人態度反復，雖然皆有反曹戰略，但其占據荊州上游且因荊州問題關係不睦，就是優先級更高的威脅，也讚同呂蒙提議，與關羽表面交好，內轉向敵對。
漢建安二十三年（218年），侯音在宛城發動反曹起義，聯絡關羽。建安二十四年（219年），孫權攻合肥過去了四年，曹操治下的州郡都各自屯兵防衛，曹仁在平定侯音起義時孤軍深入，關羽乘著曹仁勢孤、宛城地區民心背曹而北伐襄樊。諸侯身份的孫權打算以兒子向关羽女兒聯姻，但關羽素來厭惡孫權等人，拒絕並辱罵使者。後来關羽在樊城之戰俘虜于禁三萬降兵，並立馬把所有人送到江陵關押，城池還未攻下。曹操部下指出孫權與關羽內相齟齬，關羽得志，孫權必然不滿，於是派人聯絡孫權，以割江南（包括荊州，也包括正被关羽围攻的襄樊地区）分封為條件希望孫權相助偷襲關羽後方。此前，孫權跟呂蒙分析局勢時，孫權想打徐州，但呂蒙認為應該打關羽的荊州，分析認為曹軍多為騎兵善於陸戰，徐州雖然拿得下來，但也守不住。不如著手準備拿下荊州，完全控制整條長江，對外進可攻退可守，對內下游的吳國也會十分安全。關羽俘虜于禁圍攻樊城曹仁後，僅有《典略》記載孫權向關羽提出派兵增援後關羽憤怒於其增援慢而口頭大罵：「狢子（對東吳人的貶稱），等樊城攻克之後，我不能把你消滅嗎？」。孫權知道關羽傲慢輕視自己，便假意寫信道歉麻痺關羽，許諾自己親自前往。裴松之認為此段記載不可信，《典略》及其作者魚豢的著史聲譽亦常遭受非議。
十月，孫權對曹操稱藩屬，靈活對待輔漢伐曹的孫劉同盟及其戰略目標，向曹控制的漢朝廷申請討伐關羽以效命，孫權和曹操兩軍從合肥撤兵引還，並命呂蒙等實施偷襲計劃。关羽以俘虜人數數萬、食糧不足為由，擅自奪取吳人湘關糧倉的米。孙权以吕蒙為大督兼任先鋒，陆逊为右部督，孫皎為殿後，孫權則潛軍一同北上，正式撕毀湘水之盟、偷襲劉屬荊州領地。呂蒙以白衣渡江之策計，在夜半時分計破連綿不斷的烽火台屏障，然後再占据南郡。關羽被徐晃等人擊退後，荊州辎重又被孫權襲擊，呂蒙當時留在南郡指揮大局，陆逊则另率军攻取宜都郡房陵等。呂蒙廣施善政安撫荊州民心，把蜀漢軍家人的情況告訴給關羽軍，頓時間關羽部下失去戰意四散，關羽軍數萬人有的向孫軍投降，有的被孫軍的將軍吸納。關羽返還到當陽駐守麥城。孫權派使者對關羽勸降，關羽假裝答應，在城上立旗後逃跑。孫權知道後派潘璋和朱然截擊，最後在臨沮馬忠擒獲了關羽、關平等人。孫權想用關羽制衡曹劉打算再次招降關羽，左右文臣此時對主子孫權說狼子不可養，曹操當年收留關羽，如今換來幾乎遷都的惡果。孫權聽後把關羽斬首，並把首級送去給曹操，孫權則以諸侯的禮遇安葬關羽的遺體在當陽。自此荊州南北為曹、孫兩家佔有，于是孙权免除荆州百姓的所有租税。曹操向傀儡漢獻帝上表任命孙权为骠骑将军，假节兼任荆州牧，封南昌侯，同時也征召了张承、劉基等人。

#### 受封吴王
漢建安二十五年（220年）年初，魏王曹操及吳大督呂蒙等名將相繼病故。曹丕继位为魏王，適逢孫權軍還經過樊城和襄陽，朝中認為襄樊沒有穀糧所以不能與孫權對抗，而司馬懿認為孫權剛破關羽與魏結好不會與我們為敵，同時認為襄樊是水陸要衝不能放棄。但曹丕不聽還命曹仁焚烧襄、樊棄二城撤走。孫權起初沒有佔領，曹丕很後悔。後來孫權派陳邵佔領襄阳，曹丕派曹仁、徐晃重奪襄樊，而孫權因為與劉備大戰在即，且當時襄樊因為大水和戰爭破壞城壁已經接近崩壞，因此孫權並未與暫時結為宗主的曹魏為敵，曹仁奪回了城池。建安二十五年十月，曹丕逼迫漢獻帝禪讓，自己登基稱帝，建立魏朝。劉備宣稱繼承漢室法統並稱獻帝被害，於建安二十六年（221年）4月也登基稱帝。同年7月，以為關羽報仇的名義討伐孫權，發動夷陵之戰，孫權自公安都鄂縣，以鄂縣等六县设置武昌郡，進入備戰。孫權讓諸葛瑾寫信給劉備勸說他不要開戰希望和睦相處，並陳說利害分清楚敵人主次，不要上了曹魏的當，如果真要開戰他們也不會手軟，劉備不聽發兵東佂。孫權命都尉趙咨出使魏国承認曹丕的禪讓帝位，並以諸侯身份复稱為魏國藩屬，再將于禁等敗將送回北方，利用魏國確保北方安全，而當時曹丕對江東沒有任何實際支配權。孙权又派遣陈化、沈珩为使节進行外交事宜，曹丕派邢貞冊封孙权为魏國藩王吴王爵，以魏大将军使持节的身份监督交州，兼任荆州牧，孫權立长子孙登为王世子。當時，群臣勸孫權不應該受封吳王，應該自稱九州伯、上將軍，孫權則說當年劉邦也是受封了項羽的漢王，最後還是成就了偉業。
孫權派周泰準備向白帝城作攻防姿態，任命陆逊为大都督，率领朱然、韓當、駱統、潘璋、孫桓等领兵前往抵抗。曹丕處事浮華，在他守喪期間向孫權索求雀頭香、大貝、明珠、象牙、犀角、玳瑁、孔雀、翡翠、鬥鴨、長鳴雞，吳群臣聽後說這些是珍稀貴重的玩物、不合本地進貢的禮制，勸孫權不要給，孫權則認為現在大戰在即應該分清楚輕重，曹丕索求的珍品，對自己來說只是瓦片石頭罷了，我為什麼要愛惜？如果他在守喪所求的是這些，我們寧肯與他談禮制嗎？自負與虛榮的曹丕過於天真相信孫權而拒絕劉曄伐吳的建議，還說如果打投誠的人，將來就沒有人會來投誠。黃初三年（222年）六月，陆逊彻底击败蜀军。蜀军被斩杀和放下武器投降者有几万人。刘备被孫桓追至差點被擒獲，最後仅保得自身不死。當時，徐盛、潘璋、宋謙等人認為只要繼續追擊劉備，必能把他殺掉，但陸遜、朱然、駱統等認為不要追擊，他們察覺到曹丕有進攻江東的態勢。孫權下令不要對逃往白帝城方向的劉備展開追擊。聽說劉備就停步駐紮於靠近邊境的白帝城後，孫權感到憂懼，對劉備進行書信聯絡商討和平。

### 开创孫吴

#### 建元黄武

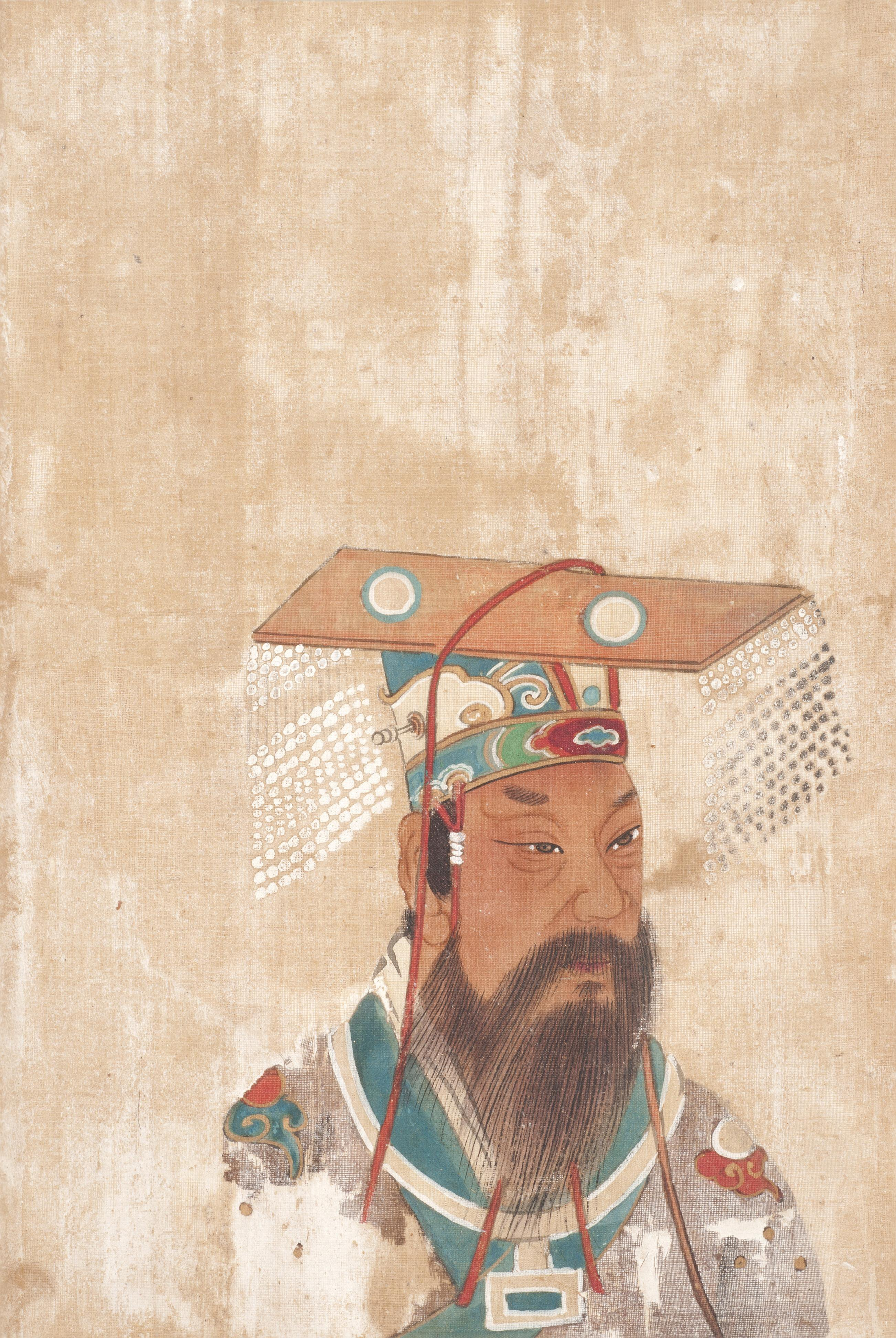
孫權像

夷陵之戰後，孫權一直在自己領地橫江屯兵提防曹魏，曹丕派曹休襲擊孫權的領地曆陽又派兵進攻居巢，而周泰和全琮臨時交鋒，魏吳雙方大有殺傷。曹丕打算控制孫權，派侍中辛毗、尚书桓阶前来东吴要求孫權將孫登送到魏國都城做人質，孫權知道其用意以藉口多次玩弄曹丕拖延時間，曹丕認為孫權誠心不款，於是發兵攻打江東，劉曄認為不會成功。夷陵之戰一結束，吴魏之间就開始有交戰態勢，曹丕派出三十萬大軍，命令曹休、张辽、臧霸出兵洞口，曹仁出兵濡须口，曹真、夏侯尚、张郃、徐晃率军围攻南郡。當時要處理揚州境內的山越問題，孙权故意示弱，謙卑上書誘騙曹丕，只是為了拖延曹丕進軍期限爭取平定山越內亂的時間，曹丕則相信他送兒子而沒有進軍，而另一方，孫權則派遣吕範、朱然、朱桓率領其他部將暗中部署。黃初三年（222年）十月，孫權把魏國捨棄，曹丕見孫權沒有送兒子來，正式開戰。孫權命呂範率領徐盛、孫韶、全琮、賀齊等人在水路抵御曹休等，孫盛、诸葛瑾、潘璋、杨粲前往南郡增援朱然，朱桓接替周泰以濡须督的身份在濡須塢抵擋曹仁。三方面戰鬥中，中線曹仁被朱桓多個戰術配搭被打得大敗；東線洞口方面，孫權聽說張遼也在，甚為恐懼，敕令部下說「張遼雖然生病，但無可抵擋」，曹休、張遼、臧霸、王凌、賈逵、趙儼起先大敗呂範，吳軍損失數千人，或記載損失了一半，吳軍逃回江南，臧霸又追擊吳軍攻擊徐陵，殺略數千人，曹休水軍以多擊少進攻徐盛不力，各自退回，臧霸部尹禮又遭徐盛、全琮反擊戰死，損失數百人，最後曹休忌憚吳援軍賀齊的艦隊規模，自行北退，吳軍總共戰死一萬人、損失戰艦千萬；西線，曹丕親自率軍在宛增兵支援前線，曹真、夏侯尚、徐晃、張郃、文聘、滿寵等則包圍了江陵，擊退徐盛等援軍，切斷了朱然與外部的所有聯絡，但仍然久攻不下被關羽修建的極其堅固的江陵，城中只有受到瘟疫困擾的朱然部五千人，反被朱然出城擊破兩個軍屯，相持半年朱然仍然屹立不倒，兵少糧食將盡因此出現叛徒，朱然察覺異樣後將叛徒處刑，最終魏軍攻不下朱然而全軍撤退，此時諸葛瑾等追擊撤退的魏軍，進攻他們的浮橋，魏軍被逼退；此戰朱然名震敵國。最終在次年三月春，魏軍全部撤走，江南國境皆得安寧。戰事結束，孙权改年号为黄武，建立东吴，也是取代曹魏的延康、黄初二年号，三国鼎立正式开始。另一邊，孫權收到在白帝城休養的劉備的求和信後，稱信中提及劉備對自己的所作所為感到慚愧，於是十二月派遣太中大夫鄭泉出使蜀汉，吳、蜀兩國開始有重新友好的跡象。

#### 登基称帝
黃武二年（223年），孙权在江夏修筑山城。改用乾象历。夏四月，孙权的大臣们进劝他称帝，孙权不答应。此前，魏國令吳領地的戲口太守晉宗造反殺同僚王直，騷擾江南國境，孫權因為三方面大戰分身不下而不能馬上消滅他。六月孫權派賀齊、胡綜等人率軍平定，最終擒獲晉宗。劉備死後，諸葛亮派鄧芝向東吳再次確立聯盟關係，孫權知道諸葛亮用意，也非常器重鄧芝，所以答應修好。孫權便斷絕同曹魏來往，派辅义中郎将张温回訪蜀漢:19。
黃武五年（226年），孙权下令各州郡守，对百姓实行宽容安息政策。这时陆逊因驻守的地方缺粮，上表孙权，命令诸将广开农田。七月，孙权听说曹丕去世，率領五萬人進攻江夏郡。自己圍攻石阳城，另外派孫奐封鎖淮水的退路。曹叡派荀禹侵擾孫權後方陣地，因此撤退。另一方孫奐親率鮮于丹等攻降江夏郡高城，捕獲三名敵將。孙权任命全琮为东安郡太守，讨伐山越的反叛。孙权分交州另置广州，不久又复合为交州。
黃武七年（228年）五月，孙权命鄱阳太守周鲂以斷髮詐降，假装叛离东吴，引诱魏将曹休。爆发石亭之战，秋八月，孙权前往皖口，派征西将军陆逊率领朱桓、全琮在石亭大败曹休。
黃龍元年（229年）夏四月十三日丙申（5月23日），統治江東三十年的孙权在南郊正式登基为帝，放棄當初「兾以輔漢」的志向，改年号为黄龙。四月，孫權大赦改年，在南郊拜天，即皇帝位，諸葛亮派衛尉陳震去東吳祝賀孫權登皇帝位，3個月後孫權把國都從武昌遷回建業:22-25。追谥父亲孙坚为武烈皇帝，母亲吴氏为武烈皇后，長兄孙策为长沙桓王。立吴王太子孙登为皇太子。将军官吏都晋爵加赏。六月，蜀漢派人前来庆贺孙权登基。孙权還禮，正式承認東西二帝共存、蜀漢政權為漢朝，並与蜀漢使節商议平分天下。其中，豫、青、徐、幽四州属吴；兖、冀、并、凉四州歸漢。司州的土地，以函谷关为界分属两国，雙方制定盟书，共同声讨曹叡。秋九月，孙权從武昌遷都到建業，就住在原来的府第中，不再另建新宫殿，征召上大将军陆逊辅佐太子孙登，掌管武昌事宜。

#### 即位早期

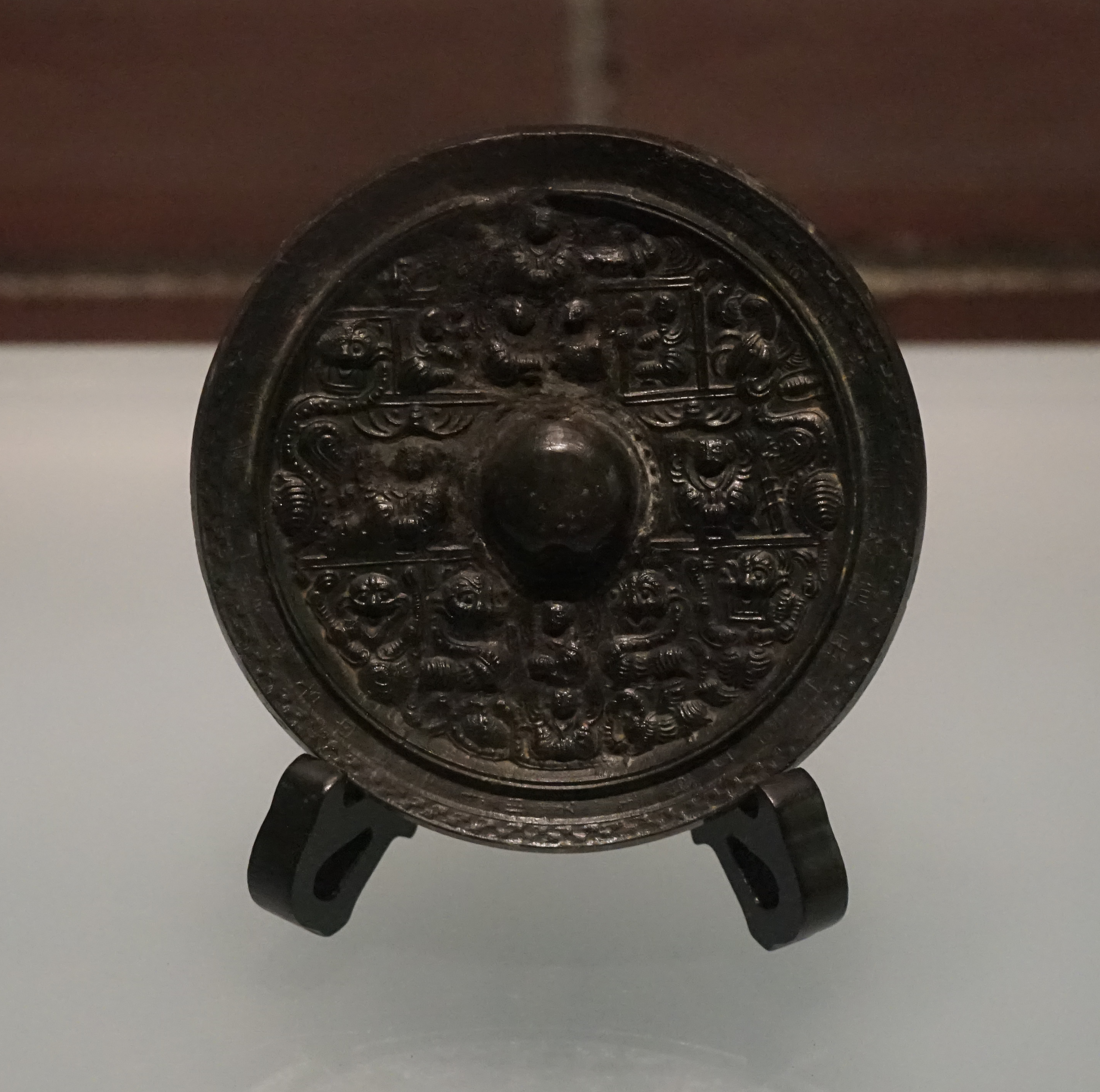
重列神兽镜 吴黄龙元年。1966年鄂城水泥厂出土。

孙权即位後，曾多次派人出海。黃龍二年（230年），他派衛溫、諸葛直等航行到達夷洲。同年，孫權發動第三次合肥之戰，被滿寵擊敗；242年，他又派聶友等航行到珠崖儋耳（指現今的海南島）。
嘉禾元年（232年），孙权派遣将军周贺等率領百艘船的艦隊航海到辽东向遼東太守公孫淵求馬。虞翻反對，但不敢再進諫，後來又被流放蒼梧郡並死於之。周賀返回時遇到風雨，避風擱淺於成山，遭魏將田豫伏擊身死，兵多被俘，艦隊幾乎覆沒。十二月，公孙渊向孙权称藩。
嘉禾二年（233年），孙权派太常张弥、贺达等万人，带上金银财宝奇货异物，加上九锡，经海路送给公孙渊。举朝大臣全都规劝孙权，认为公孙渊其人不可信，对他的恩宠礼遇不要太过分。孙权一意孤行，没有接受规劝。后来公孙渊果然将张弥等杀死，以其首級並東吳賜予的金印送往曹魏邀功。孙权聞之，大感慚恨，企图亲自征讨公孙渊，尚书仆射薛综等极力谏阻，最终中止了这个计划。同年，孫權發動第四次合肥之戰，圍攻合肥新城，因為城距離河水遠，二十天不敢下船，滿寵知道孫權雖然不敢前來作戰，必然上岸耀武揚威，於是伏兵六千，孫權果派軍隊上岸炫耀武力，被滿寵伏兵大敗，斬首數百，有逃入河中死者。
嘉禾三年（234年）二月，諸葛亮再次與兵北伐:237。诸葛亮集中在漢中十萬大軍全部出動，木牛流馬，運糧不停，同時相約東吳東西並舉:237。五月，東吳出兵，七月退兵:240。衛臻指出，孫權表面響應伐曹的同盟戰略，實際只是坐觀成敗。孙权下诏放宽徭役，夏五月，孙权派遣陆逊、诸葛瑾等驻军江夏、沔口，派孙韶、张承等进军广陵、淮阳，孙权自己亲率大军第五次进围合肥新城，爆发合肥新城之战，守將張穎與滿寵力戰，孫權侄子孫泰戰死。七月，曹叡親率大軍前來，才抵達尋陽，距離合肥還有數百里，孫權便退兵回返，孙韶和陸遜也撤退了。這是孫權最後一次嘗試占領合肥，至此，其對合肥的所有征伐皆告失敗，不過後兩次皆缺乏戰略決心與作戰意志，對於伐曹同盟信心缺乏。秋八月，孙权任命诸葛恪为丹杨太守，讨伐山越部族。次年，孙权派吕岱领兵讨伐贼寇李桓等。
嘉禾六年（237年），孙权让群臣讨论奔丧立科、丞相顾雍奏请违法奔丧应处以死罪。此后吴县县令孟宗违法奔母丧归家，事后在武昌将自己拘禁起来听候处罚。陆逊向孙权说明孟宗的平时作为，并借机为孟宗求情，孙权于是给孟宗减刑一等，并申明下不为例，于是违法奔丧的事绝迹。

#### 即位后期
赤烏元年（238年），改年号为赤乌。当时，吕壹糾正豪族不法濫用私刑，吕壹本性苛刻残忍，执法严酷。太子孙登屡次进谏，孙权都不采纳，大臣们于是都不敢进言。后来吕壹奸邪的罪行败露被处死，孙权自我批评，认错误，派中书郎袁礼代自己向曾經規勸但未被採納的大臣們致歉。
赤烏二年（239年），公孙渊不滿曹魏對其待遇不高，便又復叛魏國，自立为燕王，结果受到魏国司马懿攻击。公孙渊派遣使者向吴国求助。当时吴人都对公孙渊的反复无常历历在目，劝说孫權斩杀使者。唯有羊衜说：“陛下，斩首公孙渊的使者固然能讓您出口恶气，可这样做是出了匹夫的怒气，而放弃了霸王之计。臣以为，朝廷不如借此机会，出奇兵前往以观动静。如果魏国进攻公孙渊失败，那么我军远赴辽东解救，是恩结于远夷，义盖于万里；如果魏军和公孙渊相持不下，公孙渊首尾不能相顾，那我军正好进攻辽东，这样也足以让上天惩罚公孙逆贼，一雪往日之耻。”羊衜此言深得孙權赞许，于是派遣使者羊衜、郑胄、将军孙怡以海军前往辽东。到達後遼東已經被魏軍攻下，公孫淵也被殺，同時當地人慘遭司馬懿屠城。因此，吳軍击败魏国守将张持、高虑等人，與當地百姓一同歸還。十月，孙权派遣将军吕岱、唐咨前往平定叛乱。

### 皇儲之爭
赤乌四年（241年），太子孙登去世。孙权後立三子孙和为太子。孙权听从百官封建诸子的意见，但只立孙和之弟孙霸为王爵鲁王，恩寵不分，孙霸始终不服孙和。遂召集手下宾客及结交诸大臣，常与围绕在孙和一侧的太子党分庭抗礼。赤乌十三年（250年），孙权决定废黜太子孙和并赐死鲁王孙霸，同时改立七子孙亮为皇太子，第二年册立孙亮之母潘氏为皇后，期間因孫權屢聽讒言而逼害、處死與誅殺多名大臣（如陸遜、吾粲、顧譚、張休等），導致孫吳晚期人才流失甚鉅。

### 去世
太元元年（251年），冬十一月，孙权祭祀南郊回来后，就因風疾（相當於今稱中風）生病卧床。十二月，遣驿使传书召大将军诸葛恪回京，拜为太子太傅，孙权下诏省徭役、减征赋、去除百姓所苦者，将国家大事交给诸葛恪管理。
太元二年（252年），孫權立原太子孙和为南阳王、五子孙奋为齐王、六子孙休为琅琊王。二月，大赦，改年号为神鳳。孙权曾有意召回孙和，但被孙鲁班、孙峻等人阻止未果。
神鳳元年四月二十六日（公元252年5月21日），執掌江東政權長達五十二年的孫權於太初宮内殿中駕崩，享壽六十九歲。滕胤與太子太傅諸葛恪、少傅孫弘、蕩魏將軍呂據、侍中孫峻等人一同受遺詔輔佐太子。孫權稱帝後在位23年。葬於建業蔣陵，謚大皇帝，廟號太祖。

## 主要成就

### 政治

#### 稳定东南

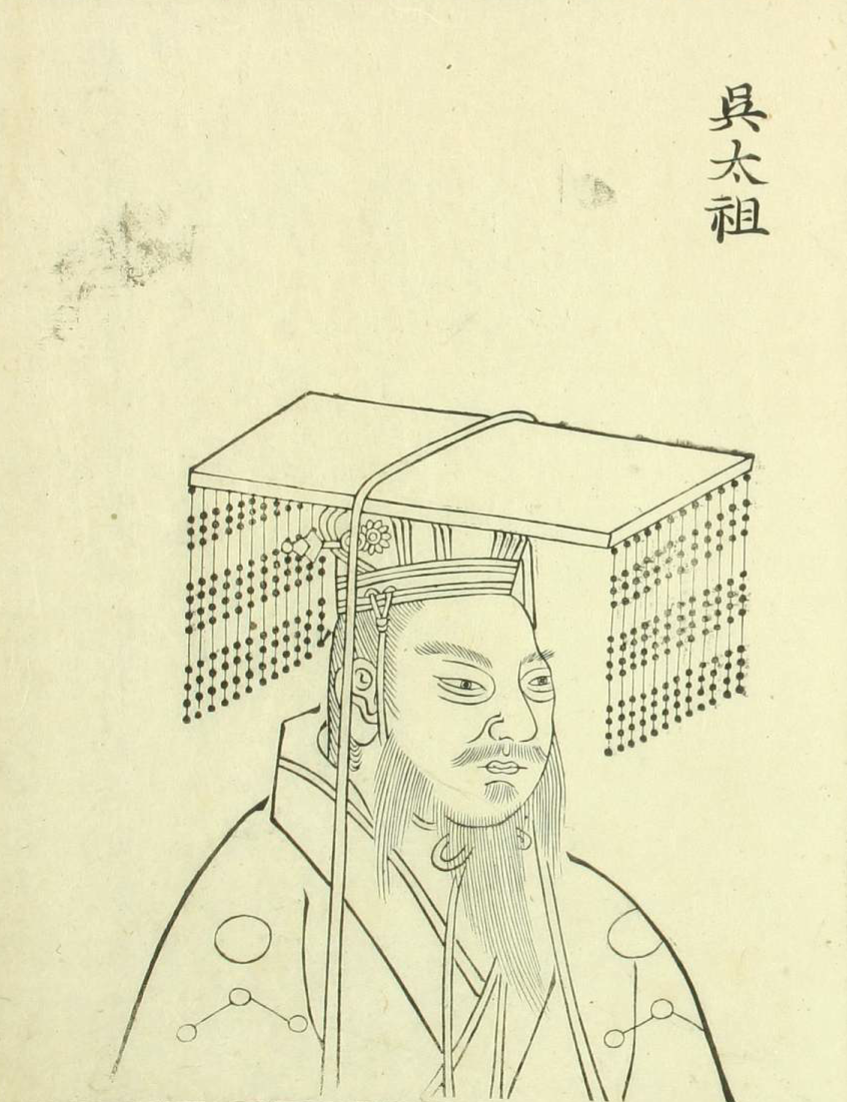
孙权

孫權擔任家督弱冠繼承江南政權以来，對外招納人才培養部下、懷柔策略籠絡不服從孫家的江南豪族，以白手興家之勢統合內部對抗外壓，鞏固孫家政權在江南的地位。另一方面平定揚越叛亂藉以進行強兵吸收老幼弱者補戶政策，同時創造讓山越民接觸漢文化的機會。諸侯時期的孫權不屬於任何一方，不拘泥於輔漢降曹的政治表態，故此可以根據時勢局勢發展，判斷哪一方有利用價值，並進行自由外交戰略獲取自己的利益，不執著於中國之統一，不效忠於舊朝的君主，不甚尊重漢儒傳統禮法，提拔南渡僑寓人士打壓士族，在乎當下不在意子孫長遠，令其統治具有割據士族集團和集權專制政府的複合特徵。作為開創基業的帝王，孫權以出色的政治智慧及戰略判斷，深諳縱橫捭闔，最終締造一方霸業。赤壁之戰後加強控制江東，并将江東六郡扩展到揚、荆、交三州，積極開發南方的荒蕪之地，穩健控制中國東南。

#### 用人方面
孫權在數年間將國土政權安定，以適才適所為第一原則，而不以輩分、資歷、交情、名氣為優先，深知人無完人，故此不追究缺點而用其優點的用人風格，處事也是嚴罰主義者，就算親族或功臣的家族犯罪，也會給予嚴刑處分。例如選擇寒門出身的周泰為平虜將軍，與孫權為同窗的朱然则身居其下，在夷陵之戰任命资历尚浅的陸遜为大都督，許多人因是孫策舊將或者公室貴戚，一度有所不滿，但最终都心服口服，步骘虽然出身豪族，但是避難到江東而家道中落，但卻長期為孫吳鎮守一方，最终做到丞相一职。孙权亦能主动培养部下，同時對待功臣的態度是忘其短而貴其長。孙权以顧雍為丞相而非眾人所推薦的張昭，就是因为丞相位置處理的事情多且繁重，而張昭性情剛烈固執，不遵從他的意見則會埋怨歸咎到底，到時反而對公事沒有益處。对一众孫氏宗親孙瑜孙桓孙韶皆委以重任，孫氏宗女皆嫁于国家重臣，即使是谋反者的后代也能不计前嫌。可见孙权对于同族亲戚的重视。陈寿因此赞曰“况此诸孙，或赞兴初基，或镇据边陲，克堪厥任，不忝其荣者乎”。
孙权擅長用人，更能信人，称呼臣下常用表字，較少直呼其名，君臣关系之亲密可见一斑。

#### 崇尚節儉
孫權崇尚節儉，並效法大禹以卑宮為美，原本住的建業宮其實只是孙权早期的將軍府而已，一直住到赤烏十年(247年)建材腐朽，還詔令將武昌宮拆了，把木材運來建業修繕，但其實當時武昌宮也有二十八年的歷史不堪使用，這麼做的目的是節省木料避免妨礙農桑工作，由此也可知孫權對農業的重視。陆凯向孙皓劝谏时也称孙权时代“后宫列女，及诸织络，数不满百，米有畜积，货财有余”。

#### 法家思想
孫權認為法律可以遏恶防邪，主張以刑法治国，即使面對愛将之子如凌烈、周胤，潘平等人犯罪也是法律優先從不循私。愛子孫霸更因圖危太子，而被賜死。

#### 治世
早期对内廣納諫言，任用父兄旧部稳定局面，平定叛徒和山越，攻滅殺父仇人黃祖，吸納北方難民。在一片降曹之声时果斷与曹操一战並與刘备结盟，任用周瑜打败曹操穩定江南地盤，吸收淮南逃避曹操強制遷徙的十餘萬戶百姓。後來因為與劉備在荊州歸屬問題上理解分歧、荊州對江東安全構成威脅等原因而撕毀湘水之盟，從此放棄輔漢志向、靈活於抗曹戰略，暫時投降曹操、曹丕，連本帶利偷襲奪取劉屬荊州並在夷陵之战重創劉備，最終確立了三分天下的局面。黄龙元年（229年），孫權于武昌称帝，建国为吴，孙吴建立。称帝以后他分部諸將，鎮撫山越，增設縣邑，編制戶籍，設置農官，推行軍屯與民屯；收容南遷移民，興修水利，增廣農田；親自下田採用牛耕，大幅度改良農業生產技術，大興佛教，奠定了六朝的經濟與文化基礎。
在晚年犯下一系列錯誤，發行虛值大錢，推出過大泉五百、大泉當千乃至大泉直萬的高面額，是王莽之後的最大虛值貨幣，造成民間通貨膨脹，最後下詔廢止；任用奸臣呂壹；對於繼承人問題遲疑不定，對太子孫和、魯王孫霸的態度含糊不清，聽信全公主讒言，造成二宮之爭，其時東吳政局缺乏信任、互相攻訐謀私成風，百姓疲煩，大批豪族和新一代大臣藉機插手孫權立儲的家事，而且分黨立派，造成政局动荡不安，孫權對此非常不滿。之後孫權得知自己繼承人意向的消息外洩之後大為憤怒，並將相關人員等捉拿問罪致死，斥責陸遜使其憂憤而亡。。245年，孫權查獲魏降臣馬茂等人未實施的暗殺計劃。黨爭後期，孫權意識到繼承人之間衝突的危害，做出認錯，最終廢太子孫和之位，下令或被權臣孫弘擅自處死甚至族滅一批勸諫的大臣，賜死孫霸，立孫亮為太子。從陸遜一族陸抗、陸凯和陸機的著作来看，孫陸二家情誼仍然十分深厚，陸氏不計廬江圍城戰陸家死亡近半、陸遜憤死之前嫌，對孫氏十分肯定。
由於孫權大力開拓海上事業並且開拓江南，因此在中國史上有非常重要的地位，很多南方縣市的歷史都是起源於孫吳。然而他死後像很多帝王一樣遺蹟與事蹟不被人銘記，詩人曾極在其作品《吳大帝陵》中提到“四十帝中功第一，壞陵無主使人愁”，劉克莊也在《吳大帝廟》中嘆息“今人渾忘卻，江左是誰開”。

### 军事
孫權一生中勝多負少，战果往往显赫而敗績也少有損失。19歲即位之初就平定廬江太守李術之亂俘虏三万余人。在江夏之战擊殺江夏太守黃祖，樊城之戰兵不血刃取得荊州並擊殺關羽，皖城之战擊敗廬江太守朱光，俘虏数万人。而在曹氏入侵的防禦戰赤壁之战、濡须口之战、曹丕三次伐吴、曹叡三方面伐吳等戰役皆取得勝利，以致曹氏終世不能过江，不果而还。劉備入侵的夷陵之战中選擇當時不被人看好的陸遜为大都督，使得劉備全軍覆沒，「仅以身免」。合肥之戰雖然不能克，但傷亡亦不大。

### 经济
北方戰亂，孫權也吸納南渡的北方民眾，其北方的手工技術也在江南得到發揚及應用。另外由於孫權積極擴張海上事業，並曾發兵遼東，因此江南造船業大大興盛。
孫權晚年嘉禾、赤烏年間（236-246年）發行虛值大錢，包括大泉五百、大泉當千、大泉二千、大泉五千、大泉直萬等面額為王莽之後最大的虛值貨幣。造成通貨膨脹、市場混亂後孫權命令廢止。
首都建業原名秣陵，最初是一小縣，因孫權定都建業並開鑿運河而成為一流都市，被稱為六朝古都，現名南京。

### 外交
《吳曆》曰，黃武四年，扶南諸外國來獻琉璃。這是中國最早與南海諸國交流的記載。孫權主動派出朱應與康泰出訪南海各國，先後到過林邑（今越南中南部）、扶南（今柬埔寨）、西南大海州（今南洋群島）、大秦（羅馬）、天竺（今印度），並記下各國物產以利貿易奠定了南海貿易的基礎，回國後，二人分別撰寫《扶南異物志》及《外國傳》（又稱《吳時外國傳》），之後繼續派出使節進行南國宣化，同扶南、林邑、堂明（今柬埔寨）建立關係。，這是史無前例的事情，雖然南海諸國之前已與中國有接觸，但是由官方政府主動派出官員積極尋求國際貿易，孫權卻是創舉，貿易的範圍甚至到達了羅馬，並在建業接見了羅馬商人秦論。
《吴书》曰，孫權曾派使者出使遼東公孫淵，而後使者前往高句麗（今朝鮮及遼東一帶），成功說服高句麗王向孫權稱臣上貢。後高句麗被曹魏威脅殺吳使，使者謝宏提前得到消息後，先下手為強，直接動用武力劫持了三十多位高句麗貴族，高句麗王只能向吳賠禮謝罪，並獻上馬匹數百，謝宏遂放回高句麗人帶贡品回国。

## 容貌
《江表传》中记载孙权方頤大口，眼神非常清澈明亮。漢朝遣使者劉琬為孫策加錫命之時看見孫權，形容孫權的相貌高大挺拔。刘备和张辽都看到孙权坐着时显得很高，认为他躯干较长，中国民国学者黎东方分析，只有不需要站著伺候人，而是坐著讓人伺候的貴人才會是所謂軀幹長而雙腿短的外形，古代这被視為大貴之相，劉備被形容為手長過膝也是基於同樣的道理。東晉名將桓溫的雄姿與氣質被劉惔評價為與孫權和司馬懿相同的人物。
《三國演義》里孫權则被记载“碧眼紫髯，堂堂一表人才”。
在閻立本《十三帝王圖》之中，孫權為站姿，此為開國之君之意，身著的冕服應有天子十二章，在圖中有被畫出來的有「日、月、藻、火、黼」五章，其中日月為明，明火三章表示的是孫權振興經濟，教化百姓，讓其光明之面普照天下之意，藻則代表孫權稱帝隨時代順應天意而起，黼則表示孫權「能斷割」，這與三國志中孫權好俠養士仁而多斷的人格特質圖中孫權手持麈尾扇，表現了他的帝王風度，為十三帝王圖中唯一持扇者，“麈”是領隊大鹿尾，魏晉以來，尚清談，手執麈尾有“領袖群倫”含意，藝文類聚亦記載司馬懿見諸葛亮乘素輿、葛巾毛扇指揮三軍，嘆諸葛亮為名士，諸葛亮在《三國演義》中也常持羽扇指揮軍隊，扇子有善戰之意，因此蘇軾在《念奴嬌》形容周瑜時亦說周瑜「羽扇綸巾」談笑間強虜灰飛煙滅，孫權在位期間，赤壁與夷陵之戰均以少勝多，甚至取荊州而兵不血刃，足見他用人正確調度有方的善戰特質，因此辛棄疾會說「天下英雄誰敵手？曹劉，生子當如孫仲謀」。

## 性格

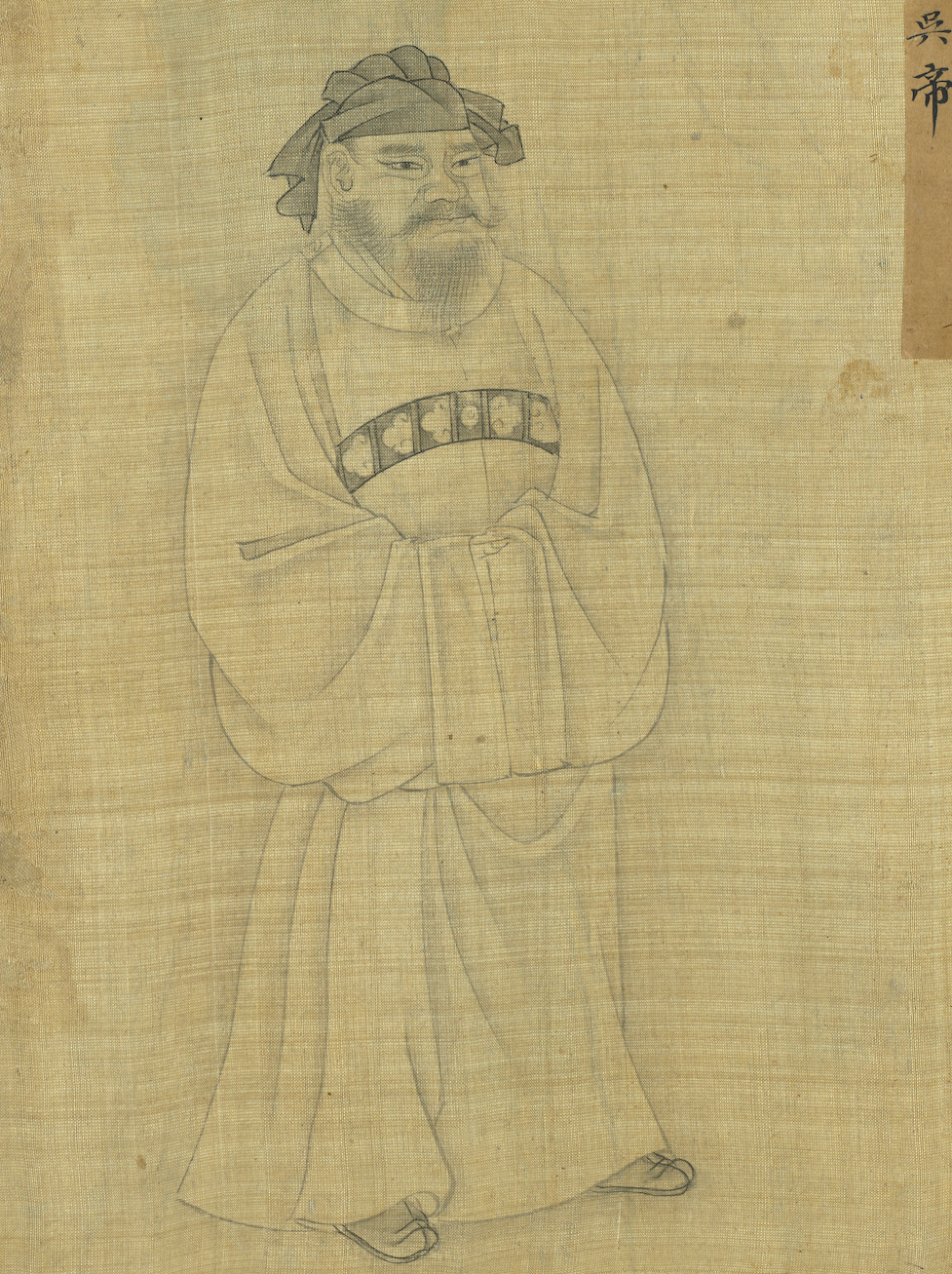
孙权

- 孙权性格宽宏开朗，仁愛而有决断力，好侠养士，因此很早就与父兄齐名[131]。由于非常重视集体的力量[132]，能毫无保留地信任臣下[133][134]，甚至部下死後代為教養其孤兒[135]贍養其妻儿[136]及其父母[137]。也會調解部屬糾紛[138][139]，亦下诏勿杀叛逃将领的妻子子女[140]。孙权与臣下的亲密关系也体现在称呼其表字上，甚至是对于初见的潘濬[141][142]，曾與陸遜當眾對舞，又将自身所穿衣物皆赐之[143]。对于他国贤才，孙权也毫不掩饰地表达喜爱，如诸葛亮费祎邓芝宗预等[144][145][146]。孫盛因而稱許孫權盡心關愛部下，令其甘心為自己拚命，是東吳能夠立於江東的原因[147]。
- 陳壽在《三國志•吳書•吳主傳》評價孫權「然性多嫌忌，果於殺戮，曁臻末年，彌以滋甚」。體現在因為不能為己所用便殺死被誣陷的沈友；看到虞翻裝醉不受自己勸酒後拔劍欲殺、後因虞翻言行不討喜而貶謫流放之，使其不敢再言，直至赴遼東艦隊覆沒後、虞翻病死時方悔悟；晚年任用奸臣酷吏呂壹、南魯黨爭時，聽從讒言，多疑忌而拒聽勸諫、輕於刑戮。
- 孙权天性活潑奔放，不很在意漢代禮法，常常肆无忌惮地恶作剧、戏弄人[148]，经常开些无关紧要的玩笑[149][150]，即使是面对蜀汉来使也不例外[151]（對於費禕的戲弄，與其說是「無關緊要的玩笑」，不如說更接近有意刁難，使諸葛恪出頭在口舌上壓過蜀漢，也可能有提攜諸葛恪之意）。其本人亦参与配合部下的戏谑[152]。
- 孫權善於外交，為避免在夷陵之戰兩面受敵先以諸侯身份向曹魏稱臣，[153]。劉備落敗後乞求再次結盟所以孫權答應再次與蜀國結盟[154]。三國之中，也是東吳最晚稱帝。「臥薪嘗膽」一詞出自蘇軾的[155]《史記》原文為：「越王勾踐返國，乃苦身焦思，置膽於坐，坐臥即仰膽，飲食亦嘗膽也。」沒有特指「臥薪」，這是蘇軾為孫權而創作出來的成語，詩內蘇軾代入孫權，形容不求功名，一直密謀待發，養精蓄銳。陳壽亦提過「孫權屈身忍辱，任才尚計，有句踐之奇，英人之傑矣」，趙咨答曹丕時亦說「屈身於陛下，是其略也」。因孫權處世手段極其柔軟，曹丕和鍾繇也曾以嫵媚形容孫權[156]，所以有詩歌詠孫權時說「孝廉嫵媚還能霸」。
- 孙权善于判断国内外形勢，如认定魏延和杨仪会在诸葛亮死后内讧[157]。也预见到曹魏亡国的先兆[158]。在步騭、朱然聽信謠言上書稱蜀漢背盟與魏聯合圖吳時，孫權亦能明辨是非指出不可信[159]。諸葛瑾亦称其「神鑒沉深」。孙权對王朝興衰一事很看淡。知道孫吳會在未來滅亡而并不在意，反而還挺開心，毕竟自己重視的是當下，而未來的事已经跟他没有关系了[160]。

## 逸闻
孙权擅长骑術和弓術，在合肥逍遙津以一千虎士和四位將領及其部曲面對張遼六七千人的襲擊依然驚險突破包圍，躍馬過橋逃生，給張遼留下很深的印象，稱其便馬善射，若早知道是他，「急追自得」，令魏軍全軍嘆息。
合肥之戰期間，孫權曾號稱“派兵十萬”，但最終在張遼、李典的攻擊下被八百死士衝擊無法抵擋、奔逃不敢迴應張遼挑戰、圍城後無功而返、在逍遙津幾乎危亡，因此也被人侃為“孫十萬”。另外也有“生子當如孫仲謀，合肥十萬送人頭”的俗語。
孙权有六口宝剑，分别是白虹、紫电、辟邪、流星、青冥、百里，又有三刀稱作百錬、青犢、漏影。
關於孫權嗜好，其中射猎（射虎、射雉）與好酒和开宴会派对尤其出名。每当猛兽近前，孙权总是以亲手击打为乐趣。宴会中常常对部下进行劝酒，孙权喜好冒险，如顶着大风天坐船出航，乘轻船去见曹操军队， 密令甘宁夜袭曹营等等。
孙权也喜爱读书，以實用目的為主，其所涉猎内容涵盖《诗经》、《尚书》、《礼记》、《左传》、《国语》及三史（《史记》、《汉书》和《东观汉记》），惟不曾研读《周易》，孙权在书法上亦有成就，被认为擅长行书和草书。
在宗教方面，孙权早年信仰道术，与诸多方术之士交往甚密。主要人物为吴範、刘惇、赵达、姚光、介象等人。而被后世尊为道教天师的葛玄也与孙权有过交往。孫權晚年尊奉神人王表，但在潘皇后死、孫權臨終前，諸臣數次請王表祈福時後者找機會逃走了。孙权也对当时的新宗教佛教非常开明，赤乌年间为高僧康僧会建立建初寺。

## 争议
孫劉聯盟問題
主要圍繞荊州歸屬爭議，發展為對孫劉聯盟輔漢伐曹戰略目標的態度爭議。

### 晚年政局动荡
孫權因在家事上随心所欲，不在乎上下尊卑而招致陳壽的批評，称其可比拟春秋时代的齐桓公，对外“有识士之明”，对内却“嫡庶不分，闺庭错乱”，最终在繼承人問題上埋下祸根，導致很长一段时间内国家都动荡不安。裴松之则意見相反，認為孫權廢掉無罪的太子，雖然是開啟禍亂的前兆，但最多只是東吳滅亡的次因而非主因，畢竟東吳滅亡已是孫權死後二十八年的事情，而且滅亡主因仍是暴君孫皓，即使孫權當時傳位於孫和，最後也是孫皓登基，國之滅亡的根本問題其實是出在為政者昏虐，並非只有孫權廢黜一事就能造成，如孫亮能保住國祚，或者孫休不早死，則孫皓不得繼位，孫皓不得登上皇位，則孫吳不會滅亡。陸遜的孫子陸機更著有《辯亡論上》《辯亡論下》詳細說明東吳亡國非因蜀國滅亡，而是孫權死後的當政者用人不當。

### 冊封問題
陳壽於《三國志》认为孫策為開國奠基人但子孙未被封为王爵，孫權於義儉矣。尚书仆射存和胡综的上书可知孙权以谦虚为美德，不愿效仿汉代旧制过分尊崇皇族，在孙权諸子中，被孙权宠爱的次子孫慮也止在侯爵。另一爱子孫和在十九岁册封为太子前也未获王爵，直到被罷黜太子之後才改封為南陽王。群臣请立孙权余下四子为王时也被孙权拒绝。至于孙权的孙辈中为诸王之子者，如皇太子孙登子吴侯孙英；南阳王孙和三子乌程侯孙皓、钱塘侯孙德、永安侯孫謙；鲁王孙霸二子吴侯孫基、宛陵侯孙壹，也未有一人获封为王爵。
孫盛从国家大局方面对陈寿的看法也表示了不同意见，认为當時天下局勢尚未統一，宜正名定本貴賤疏邈，不宜給與孫策之子更高的權力與爵位製造內亂機會，此為穩定局勢之必要行為，況天倫篤愛，孫權既已將孫策宗廟立於建業，應不會刻意吝於給予地位，這明顯是為了穩定國家局勢的必要處置方式。
然而孫盛之評，純屬無稽之談，孫策子嗣雖尚未有王爵等高級爵位，孫奉仍舊被後期的流言給影響而被孫皓誅殺。孫盛既然提出此乃為正名定本之理，孫權何故將孫和被封為太子又將孫霸封為魯王給予過分待遇，從何談起正名？
从实际史料出发，孙权仍有相当多不忘旧情的举动，如孙盛所言为孙策建庙于建业并派太子祭祀。在赤乌年间再次为孙策进行厚葬，因吕范往日对其兄的帮助而对之大加溢美，以致嚴畯认为夸大其词了，孫權特別解釋後才信服。

人殉問題
陳武戰死後，孫權命令其愛妾殉葬，此時人殉已經十分罕見。孫盛對此嚴厲批評。

## 評價

### 时人評價
- 孫策臨終傳權時：「舉江東之眾，決機於兩陳（陣）之間，與天下爭衡，卿（孫權）不如我。舉賢任能，各盡其心，以保江東，我不如卿。」（《三國志·吳書·孫破虜討逆傳第一》）
- 曹操於濡須之戰：「生子當如孫仲謀，劉景升（劉表）兒子若豚犬耳！」（《三國志·吳書·吳主傳第二》裴松之註引《吳歷》）於孫權稱臣時「此兒欲踞吾著爐炭上邪！」（《晉書·宣帝紀第一》）
- 刘备：「孙车骑长上短下，其难为下，吾不可以再见之。」
- 关羽：「鰂子敢爾，如使樊城拔，吾不能滅汝邪！」（《三國志·蜀書·關張馬黃趙傳第六》）
- 周瑜：「將軍以神武雄才，兼仗父兄之烈，割據江東，地方數千里，兵精足用，英雄樂業，尚當橫行天下，為漢家除殘去穢。」（《三國志·吳書·周瑜魯肅吕蒙傳第九》）「今主人亲贤贵士，纳奇录异。」
- 魯肅：「将军神武命世。」「孫討虜聰明仁惠，敬賢禮士，江表英豪，咸歸附之」（《三國志·蜀書·先主傳第二》裴松之註引《江表傳》）
- 邢貞：「江东将相如此，非久下人者也。」(《三国志·卷五十五·吴书十·程黄韩蒋周陈董甘凌徐潘丁传第十》）
- 陸遜：「陛下（孫權）以神武之姿，涎膺期運，破操（曹操）烏林，敗備（劉備）西陵，禽羽（關羽）荊州，斯三虜者當世雄傑，皆摧其鋒。」（《三國志·吳書·陸遜傳第十三》）
- 諸葛亮：「海內大亂，將軍（孫權）起兵據有江東，劉豫州亦收眾漢南，與曹操并爭天下。今操芟夷大難，略已平矣，遂破荊州，威震四海。英雄無所用武，故豫州遁逃至此。將軍量力而處之：若能以吳、越之眾與中國抗衡，不如早與之絕﹔若不能當，何不案兵束甲，北面而事之！今將軍外託服從之名，而內懷猶豫之計，事急而不斷，禍至無日矣！」（《三國志·蜀書·諸葛亮傳第五》）「權有僭逆之心久矣」（《三國志·蜀書·諸葛亮傳第五》裴松之註引《漢晉春秋》）「孫將軍可謂人主，然觀其度，能賢亮而不能盡亮，吾是以不留。」（《三國志·蜀書·諸葛亮傳第五》裴松之註引《袁子》）「孙权据有江东，已历三世，国险而民附，贤能为之用。」「议者咸以权利在鼎足，不能并力，且志望以满，无上岸之情，推此，皆似是而非也。何者？其智力不侔，故限江自保；权之不能越江，犹魏贼之不能渡汉，非力有馀而利不取也。」
- 司馬懿：「權之稱臣，天人之意也。」（《晉書·宣帝紀第一》）
- 张辽：「向有紫髯将军，长上短下，便马善射。」
- 程昱：「权有谋。」（《三国志·魏书 ·程郭董刘蒋刘传第十四》）
- 陈琳：「夫天道助顺，人道助信，事上之谓义，亲亲之谓仁。盛孝章，君也，而权诛之，孙辅，兄也，而权杀之。贼义残仁，莫斯为甚。乃神灵之逋罪，下民所同雠。辜雠之人，谓之凶贼。」（《檄吴将校部曲文》）
- 彭羕：「仆昔有事於诸侯，以为曹操暴虐，孙权无道，振威闇弱，其惟主公有霸王之器，可与兴业致治，故乃翻然有轻举之志。」（《三国志·卷四十·蜀书十·刘彭廖李刘魏杨传第十》）
- 趙咨：「聰明仁智，雄略之主也」、「納魯肅於凡品，是其聰也；拔呂蒙於行陳，是其明也；獲於禁而不害，是其仁也；取荊州而兵不血刃，是其智也；據三州虎視於天下，是其雄也；屈身於陛下（曹丕），是其略也。」（《三國志·吳書·吳主傳第二》）
- 贾诩：「孙权识虚实，陆议见兵势。据险守要，泛舟江湖，皆难卒谋也。用兵之道，先胜后战，量敌论将，故举无遗策。臣窃料群臣，无备、权对，雖以天威臨之，未見萬全之勢也。」（《三国志·魏书·荀彧荀攸贾诩传第十》）
- 邓芝：「大王命世之英。」
- 刘晔：「權無故求降，必內有急。權前襲殺關羽，取荊州四郡，備怒，必大興師伐之。外有強寇，眾心不安，又恐中國承其釁而伐之，故委地求降，一以卻中國之兵，二則假中國之援，以強其眾而疑敵人。權善用兵，見策知變，其計必出於此。」、「權雖有雄才，故漢驃騎將軍南昌侯耳，官輕勢卑。士民有畏中國心，不可強迫與成所謀也。不得已受其降，可進其將軍號，封十萬戶侯，不可即以為王也。夫王位，去天子一階耳，其禮秩服御相亂也。彼直為侯，江南士民未有君臣之義也。我信其偽降，就封殖之，崇其位號，定其君臣，是為虎傅翼也。權既受王位，卻蜀兵之後，外盡禮事中國，使其國內皆聞之，內為無禮以怒陛下。」（《三國志·魏書·程郭董劉蔣劉傳第十四》）
- 冯熙：「吴王体量聪明，善于任使。赋政施役，每事必咨。教养宾旅，亲贤爱士。赏不择怨仇，而罚必加有罪。臣下皆感恩怀德，惟忠与义。带甲百万，谷帛如山。稻田沃野，民无饥岁。所谓金城汤池，强富之国也。」
- 刘基：「大王以能容贤蓄众，故海内望风。」
- 钟繇：「顾念孙权，了更妩媚。」（《三國志·魏書·鍾繇華歆王朗傳第十三》）
- 刘琬：「吾观孙氏兄弟虽各才秀明达，然皆禄祚不终，惟中弟孝廉，形貌奇伟，骨体不恒，有大贵之表，年又最寿，尔试识之。」
- 陆凯：「自昔先帝时，后宫列女，及诸织络，数不满百，米有畜积，货财有余。先帝崩后，幼、景在位，更改奢侈，不蹈先迹。」（《三国志·吴书·潘濬陆凯传第十六》）
- 朱治：「加討虜聰明神武，繼承洪業，攬結英雄，賙濟世務，軍眾日盛，事業日隆，雖昔蕭王之在河北，無以加也，必克成王基，應運東南。故劉玄德遠布腹心，求見拯救，此天下所共知也。」（《三國志·吳書》）

### 後世评价
- 陳壽：「孫權屈身忍辱，任才尚計，有勾踐之奇，英人之傑矣。故能自擅江表，成鼎峙之業。然性多嫌忌，果於殺戮，暨臻末年，彌以滋甚。至於讒說殄行，胤嗣廢斃，豈所謂賜厥孫謀以燕冀於者哉？其後葉陵遲，遂致覆國，未必不由此也。」「遠觀齊桓，近察孫權，皆有識士之明，傑人之志，而嫡庶不分，閨庭錯亂。」（《三國志·吳書·吳主傳第二》）「割據江東，策之基兆也，而權尊祟未至，子止侯爵，於義儉矣。」（《三國志·吳書·孫破虜討逆傳第一》）
- 孙楚：「吴之先主，起自荆州，遭时扰攘，播潜江表，刘备震惧，逃迹巴岷，遂依丘陵积石之固，三江五湖，浩汗无涯，假气游魂，迄于四纪，二邦合从，东西唱和，卒相扇动，拒捍中国。」
- 陸機：「曹氏雖功濟諸華、虐亦深矣、其民怨矣。劉公因險飾智、功已薄矣、其俗陋矣。吳桓王基之以武，太祖（孫權）成之以德，聰明睿達，懿度深遠矣。其求賢如不及，恤民如稚子，接士盡盛德之容，親仁罄丹府之愛。拔呂蒙於戎行，識潘濬於系虜。推誠信士，不恤人之我欺；量能授器，不患權之我逼。執鞭鞠躬，以重陸公之威；悉委武衛，以濟周瑜之師。卑宮菲食，以豐功臣之賞；披懷虛己，以納謨士之算。故魯肅一面而自讬，士燮蒙險而效命。高張公之德而省游田之娛，賢諸葛之言而割情欲之歡，感陸公之規而除刑政之煩，奇劉基之議而作三爵之誓，屏氣跼蹐以伺子明之疾，分滋損甘以育凌統之孤，登壇慷慨歸魯肅之功，削投惡言信子瑜之節。是以忠臣競盡其謀，志士鹹得肆力，洪規遠略，固不厭夫區區者也。故百官苟合，庶務未遑。」（《辯亡論》下）「用集我大皇帝，以奇踪袭於逸轨，叡心发乎令图，从政咨於故实，播宪稽乎遗风，而加之以笃固，申之以节俭，畴咨俊茂，好谋善断，东帛旅於丘园，旌命交于涂巷。故豪彦寻声而响臻，志士希光而影骛，异人辐辏，猛士如林。於是张昭为师傅，周瑜、陆公（陆逊）、鲁肃、吕蒙之畴入为腹心，出作股肱；甘宁、凌统、程普、贺齐、朱桓、朱然之徒奋其威，韩当、潘璋、黄盖、蒋钦、周泰之属宣其力；风雅则诸葛瑾、张承、步骘以声名光国，政事则顾雍、潘濬、吕范、吕岱以器任干职，奇伟则虞翻、陆绩、张温、张惇以讽议举正，奉使则赵咨、沈珩以敏达延誉，术数则吴范、赵达以禨祥协德，董袭、陈武杀身以卫主，骆统、刘基强谏以补过，谋无遗算，举不失策。故遂割据山川，跨制荆、吴，而与天下争衡矣。」（《辯亡論》上）
- 华谭：「赖先主承运，雄谋天挺，尚内倚慈母仁明之教，外杖子布廷争之忠，又有诸葛、顾、步、张、朱、陆、全之族，故能鞭笞百越，称制南州。」「吴武烈父子皆以英杰之才，继承大业。今以陈敏凶狡，七弟顽冗，欲蹑桓王之高踪，蹈大皇之绝轨，远度诸贤，犹当未许也。」
- 裴松之：「孙权横废无罪之子，为兆乱。」「权愎谏违众，信渊意了，非有攻伐之规，重复之虑。宣达锡命，乃用万人，是何不爱其民，昏虐之甚乎？此役也，非惟闇塞，实为无道。」
- 孙盛：「盛闻国将兴，听於民；国将亡，听於神。权年老志衰，谗臣在侧，废适立庶，以妾为妻，可谓多凉德矣。而伪设符命，求福妖邪，将亡之兆，不亦显乎！」「观孙权之养士也，倾心竭思，以求其死力，泣周泰之夷，殉陈武之妾[190]，请吕蒙之命，育凌统之孤，卑曲苦志，如此之勤也。是故虽令德无闻，仁泽（内）著，而能屈强荆吴，僭拟年岁者，抑有由也。然霸王之道，期於大者远者，是以先王建德义之基，恢信顺之宇，制经略之纲，明贵贱之序，易简而其亲可久，体全而其功可大，岂委璅近务，邀利於当年哉？语曰“虽小道，必有可观者焉，致远恐泥”，其是之谓乎！」
- 虞溥：「性度弘朗，仁而多断，好侠养士，始有知名，侔于父兄矣。」（《三國志·吳書·吳主傳第二》裴松之註引《江表傳》）
- 《荆州先德传》：“权好嘲戏以观人。”
- 虞世南：「孫主因厥兄之資，用前朝之佐，介以天險，僅得自存，比於二人（曹操、劉備），理弗能逮。」（《帝王略論》）
- 王勃：「孙仲谋承父兄之余事，委瑜肃之良图，泣周泰之痍，请吕蒙之命，惜休穆之才不加其罪，贤子布之谏而造其门。用能南开交趾，驱五岭之卒；东届海隅，兼百越之众。地方五千里，带甲数十万。」
- 谢鲲：「至於神鉴沉深，虽诸葛瑾之喻孙权不过也。」
- 朱敬则：「孙仲谋藉父兄之资，负江海之固，未敢争盟上国，竞鹿中原，自守未馀，何足言也。」（《全唐文》）
- 徐夤：「一主参差六十年，父兄犹庆授孙权。不迎曹操真长策，终谢张昭见硕贤。建业龙盘虽可贵，武昌鱼味亦何偏。秦嬴谩作东游计，紫气黄旗岂偶然。」
- 袁陟：「人苦曹瞞虐，天悲漢祿終。山河分鼎峙，氣象發江東。一旦墟京洛，彌年豢幼衝。炎精竟灰燼，紫蓋出艨艟。長策資公瑾，雄才得呂蒙。招延師友義，繼述父兄忠。舊府峨雙闕，驚濤湧半空。風雲龍虎勢，日月帝王功。地力因時險，神謀與意通。屈伸思所濟，逆順審於衷。駿足嗤交貨，靈牙耀即戎。同盟界函谷，獨斷保蠶叢。定霸葵丘劣，推心建武同。長沙兆生讖，典午賴餘風。戰守遺蹤在，登臨四望中。陵遷成萬古，世異想羣雄。歌舞居民祀，干戈逐虜功。征帆來浦外，久客愴途窮。精鋭銷孤劍，飄零若斷蓬。徘徊靈廡下，暮葉亂江楓。」（《過金陵謁吳大帝廟》宋·袁陟）
- 司马光：「文帝承父兄之烈，师友忠贤，以成前志，赤壁之役，决策定虑，以摧大敌，非明而有勇能如是乎？奄有荆扬，薄于南海，传祚累世，宜矣。」（《历代名贤确论·卷五十七》）
- 苏轼：「亲射虎，看孙郎。」（《江城子·密州出猎》）「孙权勇而有谋，此不可以声势恐喝取也。」
- 苏辙：「吴大帝方其属任贤将，抗衡中原，曹公惮之。及其老也，贤臣死亡略尽，喜诸葛恪之劲悍，越众而付以后事。闼其用兵劳民之后，继起大役，兵折于外，既归而不能自克，将复肆志于僚友。恪既以丧其躯，而孙氏因之三世绝统，吴、越之民陷于炮烙之地，国随以亡。彼以进取之资用进取之臣，以徼一时之功可耳，至于托六尺之孤，寄千里之命，而亦属之斯人，其势必至是哉。」（《栾城后集·孙仲谋》）「今夫曹操、孙权、刘备，此三人者，皆知以其才相取，而未知以不才取人也。世之言者曰：孙不如曹，而刘不如孙。」
- 謝采伯：「孫權運籌於內，劉備、諸葛亮、周瑜、關侯等，合謀並智，方拒得曹操，敗之於赤壁，亦未為竒政縁。」
- 何去非：「权之勇决进取，无以逮其父兄，然审机察变，持保江东，于权有焉。」（《何博士备论》）
- 辛弃疾：「千古江山，英雄无觅，孙仲谋处。」（《永遇乐·京口北固亭怀古》）「何处望神州，满眼风光北固楼，千古兴亡多少事，悠悠。不尽长江滚滚流。 年少万兜鍪，坐断东南战未休，天下英雄谁敌手，曹刘。生子当如孙仲谋。(南鄉子·登京口北固亭有懷)」
- 吕祖谦：「孙权起于江东，拓境荆楚，北图襄阳，西图巴、蜀而不得。北敌曹操、西敌刘备，二人皆天下英雄。所用将帅，亦一时之杰。权左右胜之而后能定其国。及权国既定，曹公已死，丕、叡继世，中原有可图之衅。权之名将死丧且尽，权亦老矣。」（《吴论》）
- 晁补之：「吴人轻而无谋，自古记之矣。孙坚、孙策皆无王霸器。虽赖周瑜、鲁肃辈辅权嗣立，亦权稍持重，故卒建吴国也。」（《鸡肋集》）
- 萧常：「权承父兄之资，勇而有谋，愤曹操窃国，尝有讨贼之志；乌林之捷，亦一时之隽功。其后关羽围襄阳，降于禁，威振北方，操大惧，欲徙都以避之。权于是时，诚能与羽协力、东西并举，则操可图而汉室可兴。今乃不然，反袭杀羽以媚曹氏，不能少降意于帝室之胄，而甘心臣贼，昭烈之不能混一区夏，由此故也。他日虽有犄角之功，亦无及矣。吁，惜哉！」（《萧氏续后汉书》）
- 叶适：「权有地数千里，立国数十年，以力战为强，以独任为能。残民以逞，终无毫髪爱利之意，身死而其后不复振，操术使之然也。」（《习学记言·读吴志》）
- 朱熹：「孫權又是兩間底人。」「學者皆知曹氏為漢賊，而不知孫權之為漢賊也。若孫權有意興復漢室，自當與先主協力並謀，同正曹氏之罪。如何先主才整頓得起時，便與壞倒！如襲取關羽之類是也。權自知與操同是竊據漢土之人。若先主事成，必滅曹氏，且覆滅吳矣。權之奸謀，蓋不可掩。平時所與先主交通，姑為自全計爾。」（《朱子語類 卷一百三十六 歷代三》）
- 元好问：「孙郎矫矫人中龙，顾盼叱咤生云风。」
- 郝经：「東漢之衰，孫權承父兄之烈，尊禮英賢，撫納豪右，誅黄祖，走曹操，襲關侯，遂奄有荆颺，今年出濡須，明年戰合肥，嶷然勢常北向，而以守爲攻，稱臣於魏，結援於漢，始忍勾踐之辱，終爲熊通之譖，保據江淮，奄征南海，卒與漢魏鼎峙而立，先起而後亡，非惟智勇足抗衡，亦國勢便利然也。」（《續後漢書》）
- 胡三省：「當方面者，當如呂岱；委人以方面者，當如孫權。」（《資治通鑒注》）
- 朱元璋：「君臣之间，以敬为主。敬者，礼之本也。故礼立而上下之分定，分定而名正，名正而天下治矣。孙权盖不知此，轻与臣下戏狎，狎其臣而亵其父，失君臣之礼。」（《明太祖宝训》）
- 罗贯中在《三國演義》有詩贊曰：「紫髯碧眼號英雄，能使臣僚肯盡忠，二十四年興大業，龍磐虎踞在江東。」
- 孙承恩：「仲谋强明，委任才智。听言能断，业乃鼎峙。倍义负汉，屈身事曹。传世四君，霸图亦消。」（《文简集·卷三十八》）
- 王夫之：「于是而知先主之知人而能任，不及仲谋远矣。」「于子瑜也、陆逊也、顾雍也、张昭也，委任之不如先主之于公，而信之也笃，岂不贤哉？」（《宋论·卷一·太祖》）
- 朱彝尊：「想當日周郎陸弟，一時聲價。乞食肯從張子布？舉杯但屬甘興霸。看尋常談笑敵曹劉，分區夏。」（《滿江紅 吳大帝廟》清·朱彝尊 ）
- 呂履恆：「仲謀才志擬難兄，江左開基事竟成。仇國稱臣緣底急，同盟歸妹卻相傾。南邦文武材何在，東鄂江山跡已更。惟有遺宮傳避暑，古苔荒草對孤城。」（沈德潛．《清詩別裁集（下冊）》）
- 王懋竑：「至权时，张昭、张紘虽见尊礼而不复任用，昭且几不免，而翻竟以窜死，惟顾雍、潘濬辈从容讽议，得安有位。陆逊有大功，而以数直谏愤恚而卒。周瑜、鲁肃幸已早死，不与陆逊同祸，而亦恩不及嗣。有所爱重者，惟吕蒙、凌统、甘宁、周泰辈，以视策万万不逮矣。其保有江东者，以有吕蒙辈为之用，得其死力，而其不能廓大基业，窥中原者，亦以此。」（《三国志集解》）
- 赵翼：「至孙氏兄弟之用人，亦自有不可及者。」「以人主而自悔其过，开诚告语如此，其谁不感泣？使操当此，早挟一‘宁我负人，勿人负我’之见，而老羞成怒矣！此孙氏兄弟之用人，所谓以意气相感也。」
- 王鸣盛：「孙权称臣事魏已久，及黄武元年春大破蜀，刘备奔走，势愈强盛，则魏欲与盟而不受，九月魏兵来征，又卑辞上书求自改悔，乞寄命交州乃随，又改年临江拒守，彼此互有杀伤，不分胜负。十二月又通聘于蜀，乃既和于蜀，又不绝于魏，且业已改元而仍称吴王。五年令曰北虏缩窜，方外无事，乃益务农亩，称帝之举，直隐忍以至魏明帝太和三年，而后发，反覆倾危，惟利是视，用柔胜刚，阴谋狡猾，史评以勾践相比，非虚语也。」（《三国志集解》）
- 何焯：「老悖昏惑，吴亡不待皓而决。」
- 李慈铭：「三国时，魏既屡兴大狱，吴孙皓之残刑以逞，所诛名臣，如贺邵、王蕃、楼玄等尤多。少帝之诛诸葛恪、滕胤，皆逆臣专制，又当别论。惟大帝号称贤主，而太子和被废之际，群臣以直谏受诛者，如吾粲、朱据、张休、屈晃、张纯等十数人，被流者顾谭、顾承、姚信等又数人，而陈正、陈象至加族诛，吁，何其酷哉！自是宫闱之衅，未有至此者也。」（《越缦堂读书笔记》）
- 許南英：「大江東去走征帆，憑弔吳峯日色銜。金粉江山初得主，英雄兄妹迥非凡。劉曹並世能分據，瑜亮同時不信讒。遺廟尚存王氣盡，秋風蕭瑟響松杉。」（《吳大帝 其一》 清末近現代初·許南英）「紫髯碧眼亦威嚴，破虜生兒自不凡。兄壽不長天意在，母懷徵異月華銜。薄情竟絕金刀婿，奇計能燒鐵鎖帆。王氣至今猶未歇，石頭城外石巉巉。」（《吳大帝 其二》 清末近現代初·許南英）
- 蔡东藩：「黄祖本无才智，而孙坚死于祖手；孙策又不能亲复父仇，命为之，势为之也。坚阻于命，策限于势；至权承父兄之业，用瑜蒙诸将，一出再出，方举黄祖而枭夷之，春秋之义大复仇，如孙仲谋者，其固不愧为令子乎？曹操谓生子至如孙仲谋，若刘景升诸儿，与豚犬等，原非虚言。」「孙权承父兄遗业，任才尚计，史谓其有勾践遗风，乃内宠相寻，晚年益愦，废长立幼，乱本已成。」（《後漢演義》）
- 盧弼：「竊謂有勾踐之志則可，無勾踐之志則終爲奴虜而已，南宋其已事也。仲謀操縱其間，以江東而抗衡大國承祚，方之勾踐其信然矣。」（《三國志集解》）
- 柏杨：「孙权是中国历史上最可爱最有人情味的皇帝之一。」
- 李宗吾：「他和刘备同盟，并且是郎舅之亲，忽然夺取荆州，把关羽杀了，心之黑，仿佛曹操，无奈黑不到底，跟著向蜀请和，其黑的程度，就要比曹操稍逊一点；他与曹操比肩称雄，抗不相下，忽然在曹丞相驾下称臣，脸皮之厚，仿佛刘备，无奈厚不到底，跟著与魏绝交，其厚的程度也比刘备稍逊一点。他虽是黑不如操，厚不如备，却是二者兼备，也不能不算是一个英雄。」
- 毛泽东：「孙权是个很能干的人。」「当今惜无孙仲谋。」（《毛泽东读古书实录》）「天下无所谓才,有能雄时者，无对手也。以言对手，则孟德、仲谋、诸葛而已。」（《讲堂录》）
- 張作耀：「孫權暮年多有失誤。一是廢立失度，並寵太子孫和與魯王孫霸，最終釀成‘二宮之變’，動搖了國之根基；二是立幼子為儲，為權臣亂政提供了歷史平台；三是誅殺大臣，罪流無辜；四是迷信異兆，崇信鬼神。」（張作耀．《孫權傳》）
- 金春澤：「夫欲滅吳蜀而一天下者，曹操也，欲討曹操以興復漢室者，劉備也，欲保守江東，未嘗敢有幷天下之志者，孫權也，未嘗敢有幷天下之志而强爲大言以自壯者，又孫權也。觀於孫策之謂權曰，擧江東之衆，决機於兩陳之間，與天下爭衡，卿不如我，擧賢任能，各盡其心，以保江東，我不如卿。知權莫如策，其所期，固不越於江東，周瑜薦魯肅，權問計，肅曰，漢室不可復興，曹操不可卒除，爲將軍計，惟有保守江東。其謀臣之計，亦止如此。嗟夫。權誠自量，而惟以江東爲意，則率周瑜、魯肅之徒，佐劉備討曹操，以定天下。身爲功臣之首，奉藩江東，世世稱孤，豈不名正理得，其身安樂，而權之慮不及此者，誠謂若是，則不能復爲大言也。是以曹、劉角立，而權於其間，反覆不常，或破曹或侵劉，或稱臣於曹，或連和於劉，其計未嘗素定而已。然坐江東而爲大言，則又自若也。觀於其所論三臣之言，亦可知已。其言曰，公瑾雄烈， 胆略兼人，遂破孟德，邈焉寡俦。子敬与孤燕语，便及大略，孟德率数十万众，水陆俱下，独劝孤呼公瑾付任，后虽劝我借玄德地，一短不足以损二长。孤常以比邓禹也。子明果敢有胆，筹策奇至，图取关羽，胜于子敬，又曰，子敬云，帝王之起，自有驱除，羽不足忌，此子敬内不能办，外为大言耳。权以区区才智，割据一隅，与数三谋臣，图议国事，其本末略具于此。夫以曹操之彊，刘备之义，关羽之勇，萃于一时，而权之臣，破孟德则为功，取关羽则为能，劝借玄德地则为短，是其势，岂不杰然特立于天下哉。而乃又以鲁肃驱除之说为大言，此所以未尝敢有幷天下之志。而其后有称臣、连和之事，亦其势然也。然权方且责人之大言，而权之大言又甚，其比鲁肃于邓禹是也。禹之初见光武曰，愿明公延揽英雄，务悦人心，立高祖之业，救万民之命。只此数言，与肃何如也。安有英雄之士，遇人主于草昧之间，而其所献计，乃曰汉室不可兴，曹操不可除。夫成大业者，举大名，未知吴之君臣所举何名。而肃而为禹，谁不为禹者，然且自谄其臣，而身欲为光武以自壮。则此权所以不肯佐刘备定天下也。”（《北轩集》卷8, 史论, 孙权三臣之论）
- 成大中：“孙权之获关羽也，宜用曹操法，待以上宾，享以美姬珍羞，而尽除其爪牙，则入圈之虎，安所用其猛哉。必自愧死尔。不然，数其罪而纵之，羽岂能去哉。羽自刎于吴纛之下也。乃获便杀之，由积畏之也。正自露吾之拙，而成彼之名也。曹操肯为此耶。使羽名烈，至今与日月争光者，权实成之也。故从古杀俊士者，适足成其名也。祢衡尚然，况关羽哉。”（《靑城杂记》卷4 醒言）

## 家庭
| \| \| \| \| \| \| \| \| \| \| \| \| \| \| \| \| \| \| \| \| 高祖父：孫國 \| \| \| \| \| \| \| \| \| \| \| \| \| \| \| \| \| \| \| \| \| \| \| \| \| \| \| \| \| \| \| \| \| \| \| \| \| \| \| \| \| \| \| \| \| \| \| \| \| \| \| \| \| \| 曾祖父：孫躭 \| \| \| \| \| \| \| \| \| \| \| \| \| \| \| \| \| \| \| \| \| \| \| \| \| \| \| \| \| \| \| \| \| \| \| \| \| \| \| \| \| \| \| \| \| \| \| \| \| \| \| \| \| \| 祖父：孙钟 \| \| \| \| \| \| \| \| \| \| \| \| \| \| \| \| \| \| \| \| \| \| \| \| \| \| \| \| \| \| \| \| \| \| \| \| \| \| \| \| \| \| \| \| \| \| \| \| \| \| \| \| \| \| 父：（追尊）始祖武烈皇帝孫堅 \| \| \| \| \| \| \| \| \| \| \| \| \| \| \| \| \| \| \| \| \| \| \| \| \| \| \| \| \| \| \| \| \| \| \| \| \| \| \| \| \| \| \| \| \| \| \| \| \| \| \| \| \| \| 祖母： \| \| \| \| \| \| \| \| \| \| \| \| \| \| \| \| \| \| \| \| \| \| \| \| \| \| \| \| \| \| \| \| \| \| \| \| \| \| \| \| \| \| \| \| \| \| \| \| \| \| \| \| \| \| 吳大帝孫權 \| \| \| \| \| \| \| \| \| \| \| \| \| \| \| \| \| \| \| \| \| \| \| \| \| \| \| \| \| \| \| \| \| \| \| \| \| \| \| \| \| \| \| \| \| \| \| \| \| \| \| \| \| \| 母：（追尊）武烈皇后吳氏 \| \| \| \| \| \| \| \| \| \| \| \| \| \| \| \| \| \| \| \| \| \| \| \| \| \| \| \| \| \| \| \| \| \| \| \| \| \| \| \| \| \| \| \| \| \| \| \| \| \| \| \| |                              |  |  |  |  |  |  |  |  |  |  |  |  |  |  |  |
| |                              |  |  |  |  |  |  |  |  |  |  |  |  |  |  |  |
| | 高祖父：孫國                 |  |  |  |  |  |  |  |  |  |  |  |  |  |  |  |
| |                              |  |  |  |  |  |  |  |  |  |  |  |  |  |  |  |
| |                              |  |  |  |  |  |  |  |  |  |  |  |  |  |  |  |
| | 曾祖父：孫躭                 |  |  |  |  |  |  |  |  |  |  |  |  |  |  |  |
| |                              |  |  |  |  |  |  |  |  |  |  |  |  |  |  |  |
| |                              |  |  |  |  |  |  |  |  |  |  |  |  |  |  |  |
| | 祖父：孙钟                   |  |  |  |  |  |  |  |  |  |  |  |  |  |  |  |
| |                              |  |  |  |  |  |  |  |  |  |  |  |  |  |  |  |
| |                              |  |  |  |  |  |  |  |  |  |  |  |  |  |  |  |
| | 父：（追尊）始祖武烈皇帝孫堅 |  |  |  |  |  |  |  |  |  |  |  |  |  |  |  |
| |                              |  |  |  |  |  |  |  |  |  |  |  |  |  |  |  |
| |                              |  |  |  |  |  |  |  |  |  |  |  |  |  |  |  |
| | 祖母：                       |  |  |  |  |  |  |  |  |  |  |  |  |  |  |  |
| |                              |  |  |  |  |  |  |  |  |  |  |  |  |  |  |  |
| |                              |  |  |  |  |  |  |  |  |  |  |  |  |  |  |  |
| | 吳大帝孫權                   |  |  |  |  |  |  |  |  |  |  |  |  |  |  |  |
| |                              |  |  |  |  |  |  |  |  |  |  |  |  |  |  |  |
| |                              |  |  |  |  |  |  |  |  |  |  |  |  |  |  |  |
| | 母：（追尊）武烈皇后吳氏     |  |  |  |  |  |  |  |  |  |  |  |  |  |  |  |
| |                              |  |  |  |  |  |  |  |  |  |  |  |  |  |  |  |
| |                              |  |  |  |  |  |  |  |  |  |  |  |  |  |  |  |

### 先人
- 孫武，有說他是孫堅和孫權的祖先。
- 孫國，字明元，高祖父
- 孫躭，字玄志，曾祖父

### 祖輩
- 孫鍾，祖父。
- 孫旃，字子之，孫鍾的兄弟。

### 外祖輩
- 吳煇，外公。

### 父母輩

#### 父母
- 孙坚 父親，孫權稱帝後追諡為武烈皇帝， 受袁術命令攻擊荊州劉表，在追擊其部將黃祖之時，遭到呂公伏擊戰死。
- 吳夫人 母親，孫權稱帝後追諡為武烈皇后。

#### 叔伯
- 孙羌：是孙權伯父，东汉末年人物。
- 孙静：东汉末年长沙太守孙坚之弟，孙策、孙权之叔。孙坚初起义军时，孙静集合乡里及宗族子弟五六百人作为孙坚的基础队伍。

### 舅親
- 徐真，孫策姑丈，父親孫堅之妹夫。
- 吳景，孫策舅父，母親吳夫人之弟。

### 兄弟姊妹

#### 兄弟
- 孫策，長兄，東吳奠基者，孫權稱帝後追諡為長沙桓王。
- 孫翊，三弟，丹楊太守，性格驍悍果烈，有孫策之風。
- 孫匡，四弟，举茂才，早逝。
- 孫朗，五弟，庶出。

#### 姐姐
- 孫氏，嫁給曲阿人弘咨，有子弘缪（一说是孙）。
- 孫氏，女儿陈氏为潘濬子潘秘妻，也有陈氏是孙权乳母女的说法。

#### 妹妹
- 孫夫人，嫁刘备，三国演义中称孙仁，戏剧中称孙尚香。

#### 親族兄弟
- 孫賁，堂兄，字伯陽，孫羌長子。
- 孫輔，堂兄，字國儀，孫羌次子。
- 孫暠，堂兄，字伯？，孫靜長子。
- 孙瑜，堂弟，字仲異，孫靜次子。
- 孫皎，堂弟，字叔朗，孫靜三子。
- 孫奐，堂弟，字季明，孫靜四子。
- 孫河，族兄，字伯海，孫堅族子。
- 孫香，族兄，字文陽，孫堅族子。
- 孫桓，族侄，字叔武，孫河三子。
- 孫韶，族侄，字公禮，孫河侄子（賜姓孫，將他列名孫氏家族祖譜之中[191]）。

#### 表親兄弟
- 徐琨（亦是徐夫人的生父）
- 吳奮
- 吳祺

#### 義兄長
- 周瑜（吴夫人命其以兄事之）

### 后妃
- 謝夫人，正室，謝煚之女，謝承之姐。
- 徐夫人，继室，徐琨之女，孫登之養母。
- 潘皇后，皇后，生少帝孫亮。
- 步夫人，妃嫔，追赠皇后，生有孫魯班、孫魯育二女。
- 王夫人，妃嫔，追諡敬懷皇后，生景帝孫休。
- 王夫人，妃嫔，追諡大懿皇后，王盧九之女，生孫和，末帝孫皓祖母。
- 袁夫人，妃嫔，袁術之女。
- 趙夫人，妃嫔，趙達之妹，為中國最早記載的女畫家，也是蚊帳的發明者，有針絕、機絕、絲絕三絕之稱的才女[192]。
- 仲姬，妃嫔，生孫奮。
- 谢姬，妃嫔，孙霸子孫基和孫壹的祖母，应是孙霸的生母[193]。
- 史书没有记载孙登、孙虑及孙权次女的生母，她们可能不在上述后妃之内。

### 子女

#### 子
- 長子：孫登，黃龍元年（229年）被立為太子。諡號宣太子。
- 次子：孫慮，官至鎮軍大將軍，封建昌侯。
- 三子：孫和，赤烏五年（242年）被立為太子，後被廢為南陽王。孫亮在位時被賜死。追諡文皇帝。
- 四子：孫霸，封魯王。後被孫權賜死。
- 五子：孫奮，歷封齊王、章安侯，孫皓在位時被殺。
- 六子：孫休，吳國第三位皇帝，諡號景皇帝。
- 七子：孫亮，吳國第二位皇帝，後被廢為會稽王、候官侯，在前往封地途中自殺（一説被毒殺）。

#### 女
- 孫魯班，字大虎，孫權長女，先配周循，後配全琮。
- 孫氏（待考），孫權次女。劉纂妻，早卒。
- 孫魯育，字小虎，孫權三女，先配朱據，後配劉纂。
- 孫氏（待考），滕胤妻[194]。

### 养子
- 凌烈，凌统长子。凌统死时只有数岁，被孙权接到宫中抚养。长大后领父兵。封为亭侯。
- 凌封，凌统次子，与兄一同被抚养。兄凌烈犯罪被免官后，袭其爵位、士兵。

### 孫子
- 孫皓，吳大帝孫權之孫，孫和子，為吳末帝

## 藝術形象

### 戲劇 / 電影

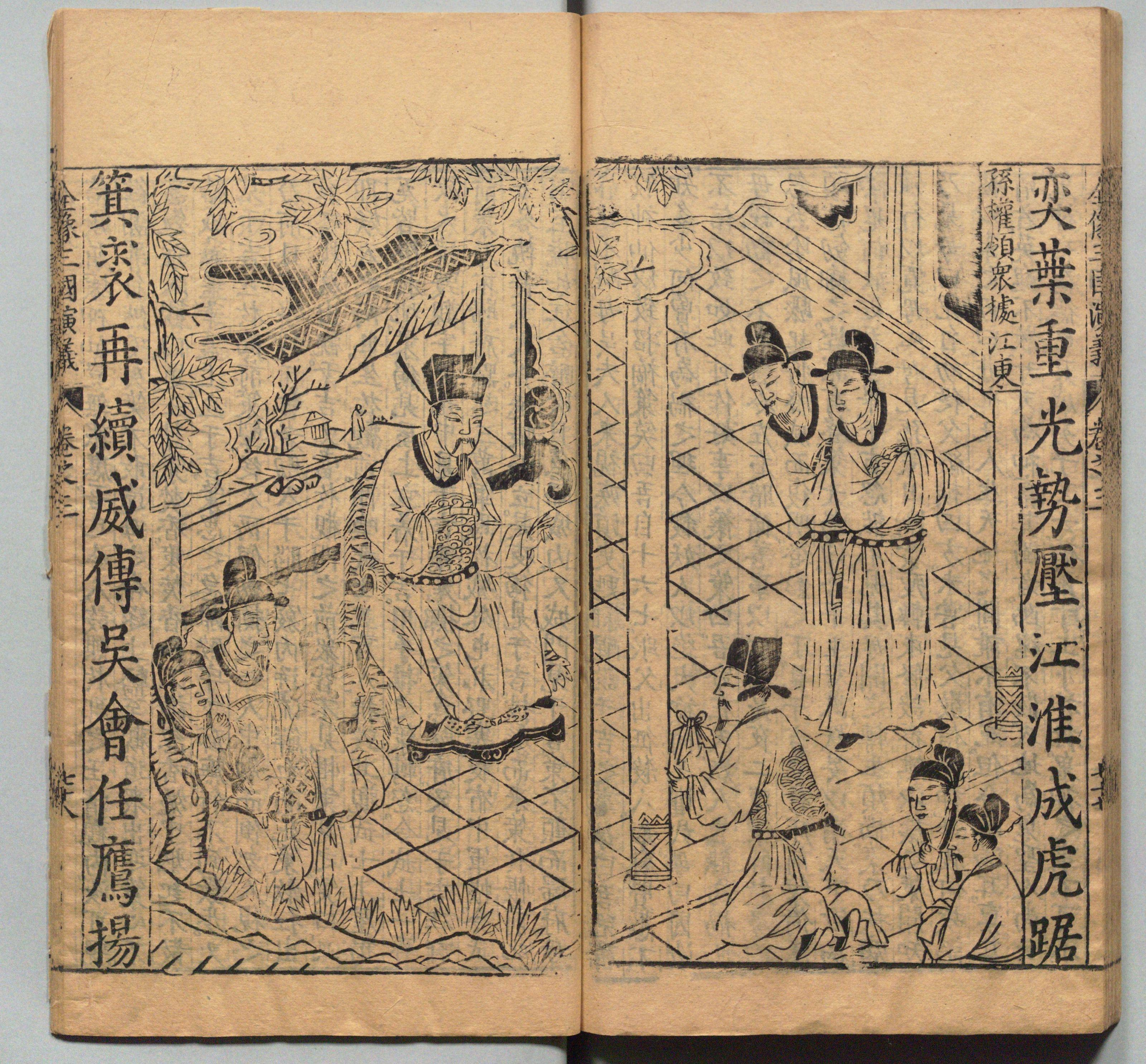
周曰校插图版《三国志通俗演义》中的孙权领江东

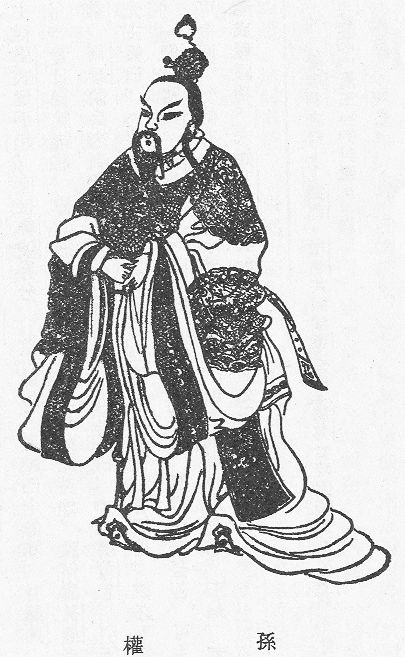
清代《三國演義》孫權繡像

- 上海大中华百合影片公司電影《美人計》（1927年）：由谢云卿飾演孫權。
- 麗的電視本港台電視劇集《三國春秋》（1976年）：由胡枫飾演孫權。
- 香港邵氏电影《神通术与小霸王》（1983年）：由邓伟豪飾演孫權。
- 亚洲电视（ATV）《諸葛亮》（1985年）：由徐正运飾演孫權。
- 香港亞洲電視電視劇《諸葛亮》（1985年）：由吴仕德飾演孫權。
- 歌仔戏《孔明三气周瑜》（1990年）：由唐美云飾演孫權。
- 香港中国长河影业公司《神通》：由马景飾演孫權。
- 湖南广播电视台電視劇《孙权轶事》（1993年）：由徐晓东飾演孫權。
- 中國中央電視台電視劇《三國演義》（1994年）：由恽浆铮（女）饰演少年孙权[195]，吳曉東飾演成年孫權。在日语版《三國演義》中由鸟海胜美为少年孙权配音，小杉十郎太为成年孙权配音。
- 中國電視劇《東方小故事之添字得驴》（1994年）：由高原飾演孫權。
- 台灣華視電視劇《三國英雄傳之關公》（1996年）：由李興文飾演孫權。
- 電影《诸葛孔明》（1996年）：由彭志义飾演孫權。
- 電影《一代枭雄曹操》（1999年）：由彭志义飾演孫權。
- 中国中央电视台电视剧《武圣关公》（2004年）：由李东桥飾演孫權。
- 電影《赤壁》（2008年）/ 電影《赤壁：決戰天下》：由張震飾演孫權。
- 台灣民視/八大電視電視劇《終極三國》（2009年）: 由修杰楷飾演。
- 中國電視劇《三国》（2010年）：由鄭偉（少年）、張博飾演孫權。
- 中國電視劇《廉石传奇》（2010年）：由罗嘉良飾演孫權。
- 香港無綫電視電視劇《回到三國》（2012年）：由敖嘉年飾演孫權。
- 中國電視劇《武神赵子龙》（2016年）：由贺刚飾演孫權。
- 中國電視劇《大軍師司馬懿之軍師聯盟》（2017年）：由丁海峰飾演孫權。
- 電影《新解釋·三國志》（2020年）：由岡田健史飾演孫權。
- 周顯揚执导電影《真·三國無雙》（2021年）：由卢展翔飾演孫权。

### 動漫作品
- 真三國無雙系列 / 無雙OROCHI系列（光榮公司開發，菅沼久義配音）
- 蒼天航路（王欣太）
- 火鳳燎原（陳某）、火鳳燎原外傳小說《伯符》（王貽興）:設定為山無陵之義弟、義姐夫為司馬懿、劉大[196]之得意弟子，於孫策討伐嚴白虎時帶領「敗將」成員徐盛和潘璋協助孫策，並於孫策攻下會稽時以「江東二喬」以脅迫喬老爺歸順孫策，其後二喬被迫分別下嫁於孫策和周瑜，晚年因孫登在狩獵時神秘中箭而死，間接釀成二宮之爭。
- 三國志（橫山光輝）
- 三國志
- 三國演義
- 《BB戰士三國傳》
- 《SD高達世界 三國創傑傳》
- 《代号鸢》

### 引用
1. ↑  . 2022-11-18  [2022-11-17]. 原始内容存档于2018-12-22.
2. ↑  . 2022-11-18  [2022-11-17]. （原始内容存档于2022-11-22）.
3. ↑  . 2022-11-20. 网址－维基内链冲突 (帮助)[]
4. ↑   . 2022-11-22  [2022-12-03]. （原始内容存档于2022-12-03）. 外部链接存在于|title= (帮助)
5. ↑  張作耀. . 人民出版社. 2007.
6. ↑  《建康实录》：闾门即吴西郭门也，夫差所造，帝即吴人。
7. 1 2 3  《吴趋行》：大皇自富春，矫手顿世罗。邦彦应运兴，粲若春林葩。
8. ↑  《搜神記》：孫堅夫人吳氏，孕而夢月入懷。已而生策。及權在孕，又夢日入懷。以告堅曰：「妾昔懷策，夢月入懷；今又夢日，何也」堅曰：「日月者，陰陽之精，極貴之象，吾子孫其興乎。」
9. ↑  . 2022-11-22  [2022-11-19]. （原始内容存档于2021-03-02）.
10. ↑  . 2022-11-22  [2024-11-19]. 原始内容存档于2024-11-12.
11. ↑  《建康實錄》：太祖大皇帝姓孫氏，諱權，字仲謀，吳郡富春人也。 其先出自周武王母弟衛康叔之後，武公子惠孫曾耳為衛上卿，因以孫為氏。
12. ↑  . 2022-11-22  [2024-11-19]. 原始内容存档于2024-11-12.
13. ↑  《后汉纪》：刘表与袁绍连和，袁术怒召孙坚攻表，战于新野。表退屯襄阳，坚悉众围之。表将黄祖自江夏来救表，坚逆击破祖，乘胜将轻骑追之，为祖伏兵所杀。坚子策、权皆随袁术。
14. ↑  《三国志·孙策传》初策在江都时，张纮有母丧......策曰：“一与君同符合契，有永固之分，今便行矣，以老母弱弟委付于君，策无复回顾之忧。”
15. ↑  《三国志·吴书·朱治朱然吕范朱桓传第十一》是时吴景已在丹杨，而策为术攻庐江，於是刘繇恐为袁、孙所并，遂构嫌隙。而策家门尽在州下，治乃使人於曲阿迎太妃及权兄弟
16. ↑  《三国志·吴书·孙破虏讨逆传第一》：刘繇既走，策入曲阿劳赐将士，遣将陈宝诣阜陵迎母及弟。
17. ↑  《三國志·吳主傳》：是時惟有會稽、吳郡、丹楊、豫章、廬陵，然深險之地猶未盡從，而天下英豪布在州郡，賓旅寄寓之士以安危去就為意，未有君臣之固。張昭、周瑜等謂權可與共成大業，故委心而服事焉。曹公表權為討虜將軍，領會稽太守，屯吳，使丞之郡行文書事。待張昭以師傅之禮，而周瑜、程普、呂范等為將率。招延俊秀，聘求名士，魯肅、諸葛瑾等始為賓客。分部諸將，鎮撫山越，討不從命。
《三国志·張紘傳》：曹公闻策薨，欲因丧伐吴。纮谏，以为乘人之丧。既非古义，若其不克，成仇弃好，不如因而厚之。曹公从其言，即表权为讨虏将军，领会稽太守
18. ↑  《三國志‧吳書‧宗室傳第六》〈孫輔傳〉策西襲廬江太守劉勳，輔隨從，身先士卒，有功。策立輔為廬陵太守，撫定屬城，分置長吏。遷平南將軍，假節領交州刺史。遣使與曹公相聞，事覺，權幽繫之。典略曰：輔恐權不能保守江東，因權出行東冶，乃遣人齎書呼曹公。行人以告，權乃還，偽若不知，與張昭共見輔，權謂輔曰：「兄厭樂邪，何為呼他人？」輔云無是。權因投書與昭，昭示輔，輔慙無辭。乃悉斬輔親近，分其部曲，徒輔置東。
19. ↑  《江表传》：初策表用李术为庐江太守，策亡之后，术不肯事权，而多纳其亡叛。权移书求索，术报曰：“有德见归，无德见叛，不应复还。”权大怒，乃以状白曹公曰：“严刺史昔为公所用，又是州举将，而李术凶恶，轻犯汉制，残害州司，肆其无道，宜速诛灭，以惩丑类。今欲讨之，进为国朝扫除鲸鲵，退为举将报塞怨仇，此天下达义，夙夜所甘心。术必惧诛，复诡说求救。明公所居，阿衡之任，海内所瞻，愿敕执事，勿复听受。”是岁举兵攻术於皖城。术闭门自守，求救於曹公。曹公不救。粮食乏尽，妇女或丸泥而吞之。遂屠其城，枭术首，徙其部曲三万馀人
20. ↑  《三國志》：劉子揚與肅友善，遺肅書，曰：“方今天下豪傑並起，吾子姿才，尤宜今日。急還迎老母，無事滯於東城。近鄭寶者，今在巢湖，擁眾萬餘，處地肥饒，廬江間人多依就之，况吾徒乎？觀其形勢，又可博集，時不可失，足下速之。”肅答然其計。葬畢還曲阿，欲北行。會瑜已徙肅母到吳，肅具以狀語瑜。時孫策已薨，權尚住吳，瑜謂肅曰：“昔馬援答光武雲‘當今之世，非但君擇臣，臣亦擇君’。今主人親賢貴士，納奇錄异，且吾聞先哲秘論，承運代劉氏者，必興於東南，推步事勢，當其歷數，終構帝基，以協符，是烈士攀龍附鳳馳騖之秋。吾方達此，足下不須以子揚之言介意也。”肅從其言。瑜因薦肅才宜佐時，當廣求其比，以成功業，不可令去也。
21. ↑  《三国志·魏书·刘馥传》：孙权率十万众攻围合肥城百馀日，
22. ↑  《三国志·魏书·蒋济传》：建安十三年，孙权率众围合肥。时大军征荆州，遇疾疫，唯遣将军张喜单将千骑，过领汝南兵以解围，颇复疾疫。济乃密白刺史伪得喜书，云步骑四万已到雩娄，遣主簿迎喜。三部使赍书语城中守将，一部得入城，二部为贼所得。权信之，遽烧围走，城用得全。
23. ↑  《呂蒙傳》於是將士形勢自倍，乃渡江立屯，與相攻擊，曹仁退走，遂據南郡，撫定荊州。
《周泰傳》後與周瑜、程普拒曹公於赤壁，攻曹仁於南郡。荊州平定，將兵屯岑。
《晉書》後漢獻帝建安十三年，魏武盡得荊州之地，分南郡以北立襄陽郡，又分南陽西界立南鄉郡，分枝江以西立臨江郡。及敗於赤壁，南郡以南屬吳，吳後遂與蜀分荊州。於是南郡、零陵、武陵以西為蜀，江夏、桂陽、長沙三郡為吳，南陽、襄陽、南鄉三郡為魏。而荊州之名，南北雙立。蜀分南郡，立宜都郡，劉備沒後，宜都、武陵、零陵、南郡四郡之地悉覆屬吳。
24. ↑  《周瑜傳》權拜瑜偏將軍，領南郡太守。以下雋、漢昌、劉陽、州陵為奉邑，屯據江陵。
《郡國志》荊州長沙郡下雋。
《宋書·州郡志》長沙內史劉陽，吳立。
《方輿紀要》今湖南長沙府瀏陽縣東。
《郡国志》荆州南郡州陵。
《州郡志》巴陵太守州陵，汉旧县，属南郡。
25. ↑  《程普傳》拜裨將軍，領江夏太守，治沙羨，食四縣。
26. ↑  《全琮傳》柔嘗使琮賫米數千斛到吳，有所市易。
27. ↑  《黃蓋傳》武陵蠻夷反亂，攻守城邑，乃以蓋領太守。時郡兵才五百人，自以不敵，因開城門，賊半入，乃擊之，斬首數百，余皆奔走，盡歸邑落。誅討魁帥，附從者赦之。自春訖夏，寇亂盡平，諸幽邃巴、醴、由、誕邑侯君長，皆改操易節，奉禮請見，郡境遂清。後長沙益陽縣為山賊所攻，蓋又平討。
28. ↑  《蔣欽傳》會稽冶賊呂合、秦狼等為亂，欽將兵討擊，遂禽合、狼，五縣平定，徙討越中郎將，以涇拘、昭陽為奉邑。
《方輿紀要》昭陽在寶慶府東五十裏，後漢析昭陵縣置，屬零陵郡。
29. ↑  《江表傳》周瑜為南郡太守，分南岸地以給備。備別立營於油江口，改名為公安。劉表吏士見從北軍，多叛來投備。備以瑜所給地少，不足以安民，後復從權借荊州數郡。
30. ↑  《三國志•吳書•魯肅傳》：后备诣京见权，求都督荆州，惟肃劝权借之，共拒曹公。
31. ↑  《吳主傳》十五年，分豫章為鄱陽郡；分長沙為漢昌郡，以魯肅為太守，屯陸口。
《資治通鑒》權以魯肅為奮武校尉，代瑜領兵，令程普領南郡太守。魯肅勸權以荊州借劉備，與共拒曹操，權從之。乃分豫章為番陽郡，分長沙為漢昌郡；覆以程普領江夏太守，魯肅為漢昌太守，屯陸口。
《漢晉春秋》呂範勸留備，肅曰："不可。將軍雖神武命世，然曹公威力實重，初臨荊州，恩信未洽，宜以借備，使撫安之。多操之敵，而自為樹黨，計之上也。"權即從之。
32. ↑  《程普傳》周瑜卒，代領南郡太守。權分荊州與劉備，普復還領江夏，遷盪寇將軍，卒。
33. ↑  《荀攸傳》攸從征孫權，道薨。太祖言則流涕。魏書曰：時建安十九年，攸年五十八。
《甘寧傳》後曹公出濡須，寧為前部督，受勑出斫敵前營。權特賜米酒衆殽，寧乃料賜手下百餘人食。食畢，寧先以銀盌酌酒，自飲兩盌，乃酌與其都督。都督伏，不肯時持。寧引白削置膝上，呵謂之曰：「卿見知於至尊，孰與甘寧？甘寧尚不惜死，卿何以獨惜死乎？」都督見寧色厲，即起拜待酒次，通酌兵各一銀盌。至二更時，銜枚出斫敵。敵驚動，遂退。寧益貴重，增兵二千人。江表傳曰：「曹公出濡須，號步騎四十萬，臨江飲馬。權率衆七萬應之，使寧領三千人為前部督。權密勑寧，使夜入魏軍。寧乃選手下健兒百餘人，徑詣曹公營下，使拔鹿角，踰壘入營，斬得數十級。北軍驚駭鼓譟，舉火如星，寧已還入營，作鼓吹，稱萬歲。因夜見權，權喜曰：「足以驚駭老子否？聊以觀卿膽耳。」即賜絹千匹，刀百口。權曰：「孟德有張遼，孤有興霸，足相敵也。」停住月餘，北軍便退。（甘寧傳濡須口之戰時間在建安十九年-二十年間，即是214-215年間）
《九州春秋》建安十九年秋七月，曹操征孫權。干為參軍,諫曰：「治天下之大具有二，文與武也；用武則先威，用文則先德，威德足以相濟，而後王道備矣。往者天下大亂，上下失序，明公用武攘之，十平其九。今未承王命者，吳與蜀也，吳有長江之險，蜀有崇山之阻，難以威服，易以德懷。愚以為可且按甲寢兵，息軍養士，分土定封，行賞，若此則內外之心固，有功者勸，而天下知制矣。然後漸興學校，以導其善性而長其義節。公神武震於四海，若脩文以濟之，則普天之下，無思不服矣。今舉十萬之眾，頓之長江之濱，若賊負固深藏，則士馬不能逞其能，奇變無所用其權，則大威有屈而敵心未能服矣。唯明公思虞舜舞干戚之義，全威養德，以道制勝。」公不從，軍遂無功。
34. ↑  《三國志•吳書•魯肅傳》：备旣定益州，权求长沙、零、桂，备不承旨，权遣吕蒙率衆进取。
35. 1 2  《三國志•蜀書•先主傳》：先主言：“须得凉州，当以荆州相与。”权忿之，乃遣吕蒙袭夺长沙、零陵、桂阳三郡。先主引兵五万下公安，令关羽入益阳。是岁，曹公定汉中，张鲁遁走巴西。先主闻之，与权连和，分荆州，江夏、长沙、桂阳东属，南郡、零陵、武陵西属，引军还江州。
36. ↑  . ctext.org.   [2025-07-26] （中文（中国大陆））.
37. ↑  《龐統傳》吳將周瑜助先主取荊州，因領南郡太守。
《呂蒙傳》於是將士形勢自倍，乃渡江立屯，與相攻擊，曹仁退走，遂據南郡，撫定荊州。
《周泰傳》後與周瑜、程普拒曹公於赤壁，攻曹仁於南郡。荊州平定，將兵屯岑。
《黃蓋傳》武陵蠻夷反亂，攻守城邑，乃以蓋領太守。時郡兵才五百人，自以不敵，因開城門，賊半入，乃擊之，斬首數百，余皆奔走，盡歸邑落。誅討魁帥，附從者赦之。自春訖夏，寇亂盡平，諸幽邃巴、醴、由、誕邑侯君長，皆改操易節，奉禮請見，郡境遂清。後長沙益陽縣為山賊所攻，蓋又平討。
《吳主傳》十五年，分豫章為鄱陽郡；分長沙為漢昌郡，以魯肅為太守，屯陸口。
，後來採納魯肅建議借荊州給劉備。孫權分荊州給劉備，程普還領江夏太守
《程普傳》周瑜卒，代領南郡太守。權分荊州與劉備，普復還領江夏，遷盪寇將軍，卒。
《漢晉春秋》呂範勸留備，肅曰："不可。將軍雖神武命世，然曹公威力實重，初臨荊州，恩信未洽，宜以借備，使撫安之。多操之敵，而自為樹黨，計之上也。"權即從之。
《資治通鑒》權以魯肅為奮武校尉，代瑜領兵，令程普領南郡太守。魯肅勸權以荊州借劉備，與共拒曹操，權從之。乃分豫章為番陽郡，分長沙為漢昌郡；覆以程普領江夏太守，魯肅為漢昌太守，屯陸口。
《晉書》後漢獻帝建安十三年，魏武盡得荊州之地，分南郡以北立襄陽郡，又分南陽西界立南鄉郡，分枝江以西立臨江郡。及敗於赤壁，南郡以南屬吳，吳後遂與蜀分荊州。於是南郡、零陵、武陵以西為蜀，江夏、桂陽、長沙三郡為吳，南陽、襄陽、南鄉三郡為魏。而荊州之名，南北雙立。蜀分南郡，立宜都郡，劉備沒後，宜都、武陵、零陵、南郡四郡之地悉覆屬吳。
38. ↑  《三国志·吴书·潘璋传》：合肥之役，张辽奄至，诸将不备，陈武斗死，宋谦、徐盛皆披走，璋身次在后，便驰进，横马斩谦、盛兵走者二人，兵皆还战。

《三国志·吴书·贺齐传》：二十年，从权征合肥。时城中出战，徐盛被创失牙，齐中兵拒击，得盛所失牙。
39. ↑  . ctext.org.   [2025-07-26] （中文（臺灣））.
40. ↑  《三国志·吴书·凌统传》：时权彻军，前部已发，魏将张辽等奄至津北。权使追还前兵，兵去已远，势不相及，统率亲近三百人陷围，扶扞权出。敌已毁桥，桥之属者两版，权策马驱驰，统复还战，左右尽死，身亦被创，所杀数十人，度权已免，乃还。桥败路绝，统被甲潜行。权既御船，见之惊喜。统痛亲近无反者，悲不自胜。权引袂拭之，谓曰："公绩，亡者已矣，苟使卿在，何患无人？"
41. ↑  《三国志•吳書•賀齊傳》注引《江表傳》：權征合肥還，為張遼所掩襲於津北，幾至危殆。
42. ↑  《献帝春秋》：张辽问吴降人："向有紫髯将军，长上短下，便马善射，是谁？"降人答曰："是孙会稽。"辽及乐进相遇，言不早知之，急追自得，举军叹恨。
43. ↑  《呂岱傳》：安成長吳碭及中郎將袁龍等首尾關羽，復為反亂。碭據攸縣，龍在醴陵。權遣橫江將軍魯肅攻攸，碭得突走。岱攻醴陵，遂禽斬龍，遷廬陵太守。
《走馬長沙吳簡》：曹操晉封魏王，是年呂岱平定有功，遷升廬陵太守。
44. ↑  《資治通鑒》孫權保濡須，二月，操進攻之。（孫權所保者，十七年所築濡須塢也。）
45. ↑  《徐盛傳》曹公出濡須，從權禦之。魏甞大出橫江，盛與諸將俱赴討。時乘蒙衝，遇迅風，船落敵岸下，諸將恐懼，未有出者，盛獨將兵，上突斫敵，敵披退走，有所傷殺，風止便還，權大壯之。
46. ↑  《呂蒙傳》：後曹公又大出濡須，權以蒙為督，據前所立塢，置彊弩萬張於其上，以拒曹公。曹公前鋒屯未就，蒙攻破之，曹公引退。拜蒙左護軍、虎威將軍。
《冊府元龜·卷三百四十三·卷三百四十三》後曹公又大出濡須權以蒙為督拒破之曹公引退拜蒙左護軍虎威將軍。
47. ↑  《漢晉春秋》曹操五攻昌霸不下，四越巢湖不成。
《周泰傳》曹公出濡須，泰復赴擊，曹公退，留督濡須，拜平虜將軍。
《晉·古今刀劍録》周幼平，擊曹公，勝，拜平虜將軍。
《讀史方輿紀要·卷十九南直一》：二十年，操軍居巢，孫權保濡須塢，操攻之，不克，引還。權使周泰督濡須塢。
《方輿紀要》卷二十九：三國鼎立，南北瓜分之際，兩淮間常為戰場。孫仲謀立塢濡須，曹操先計後戰，不能爭也。
《通典卷·一百八十一·州郡十一》：建安十七年，築濡須塢，呂蒙、周泰皆為守將。二十一年，曹公自來攻圍。吳黃武二年，魏軍又攻，不拔。
《資治通鑒》胡三省在217年濡須口之戰引注《讀史方輿紀要·卷二十六》：軍本巢縣之無為鎮，曹操攻吳，筑城於此，無功而還，因號無為。
48. ↑  《建康實錄》二十二年春，權令都尉徐祥詣曹操詐降，將謀息兵，操信之，使修好結婚。
49. ↑  《魯肅傳》：肅欲與羽會語，諸將疑恐有變，議不可往。肅曰：「今日之事，宜相開譬。劉備負國，是非未決，羽亦何敢重欲干命！」乃趨就羽。羽曰：「烏林之役，左將軍身在行間，寢不脫介，戮力破魏，豈得徒勞，無一塊壤，而足下來欲收地邪？」肅曰：「不然。始與豫州觀於長阪，豫州之眾不當一校，計窮慮極，志勢摧弱，圖欲遠竄，望不及此。主上矜愍豫州之身，無有處所，不愛土地士人之力，使有所庇廕以濟其患，而豫州私獨飾情，愆德隳好。今已藉手於西州矣，又欲翦并荊州之土，斯蓋凡夫所不忍行，而況整領人物之主乎！肅聞貪而棄義，必為禍階。吾子屬當重任，曾不能明道處分，以義輔時，而負恃弱眾以圖力爭，師曲為老，將何獲濟？」羽無以答。
50. ↑  《溫恢傳》：建安二十四年，孫權攻合肥，是時諸州皆屯戍。恢謂兖州刺史裴潛曰：「此閒雖有賊，不足憂，而畏征南方有變。今水生而子孝縣軍，無有遠備。關羽驍銳，乘利而進，必將為患。」於是有樊城之事。
51. ↑  《吳主傳》二十四年，關羽圍曹仁於襄陽，曹公遣左將軍于禁救之。會漢水暴起，羽以舟兵盡虜禁等步騎三萬送江陵，惟城未拔。
52. ↑  《三國志•蜀書•關羽傳》注引典略曰：羽围樊，权遣使求助之，勑使莫速进，又遣主簿先致命于羽。羽忿其淹迟，又自已得于禁等，乃骂曰：“狢子敢尔，如使樊城拔，吾不能灭汝邪！”权闻之，知其轻己，伪手书以谢羽，许以自往。 

臣松之以为荆、吴虽外睦，而内相猜防，故权之袭羽，潜师密发。按吕蒙传云：“伏精兵于𦩷𦪇之中，使白衣摇橹，作商贾服。”以此言之，羽不求助于权，权必不语羽当往也。若许相援助，何故匿其形迹乎？
53. ↑  《魏略》先王以權推誠已驗，軍當引還，故除合肥之守，著南北之信，令權長驅不覆後顧。
54. ↑  《呂蒙傳》魏使于禁救樊，羽盡禽禁等，人馬數萬，託以糧乏，擅取湘關米。
55. ↑  《吳主傳》：關羽還當陽，西保麥城。權使誘之。羽偽降，立幡旗為象人於城上，因遁走，兵皆解散，尚十餘騎。
《武帝紀》：孫權遣使上書，以討關羽自效。王自洛陽南征羽，未至，晃攻羽，破之，羽走，仁圍解。
《徐晃傳》：羽圍仁於樊，又圍將軍呂常於襄陽。晃所將多新卒，以羽難與爭鋒，遂前至陽陵陂屯。太祖復還，遣將軍徐商、呂建等詣晃，令曰：「須兵馬集至，乃俱前。」賊屯偃城。晃到，詭道作都塹，示欲截其後，賊燒屯走。晃得偃城，兩面連營，稍前，去賊圍三丈所。未攻，太祖前後遣殷署、朱蓋等凡十二營詣晃。賊圍頭有屯，又別屯四冢。晃揚聲當攻圍頭屯，而密攻四冢。羽見四冢欲壞，自將步騎五千出戰，晃擊之，退走，遂追陷與俱入圍，破之，或自投沔水死。
《關羽傳》：而曹公遣徐晃救曹仁，羽不能克，引軍退還。權已據江陵，盡虜羽士衆妻子，羽軍遂散。
《趙儼傳》：羽軍既退，舟船猶據沔水，襄陽隔絕不通，而孫權襲取羽輜重，羽聞之，即走南還。
56. ↑  《三國志》引《吳錄》：權送羽首於曹公，以諸侯禮葬其屍骸。
 《當陽縣誌》：孫權以諸侯禮葬之。
57. ↑  《滿寵傳》羽急攻樊城，樊城得水，往往崩壞，衆皆失色。
58. ↑  《曹仁傳》及即王位，拜仁車騎將軍，都督荊、揚、益州諸軍事。後召還屯宛。孫權遣將陳邵據襄陽，詔仁討之。仁與徐晃攻破邵，遂入襄陽。
《晉書》會孫權帥兵西過，朝議以樊、襄陽無穀，不可以禦寇。時曹仁鎮襄陽，請召仁還宛。帝曰：「孫權新破關羽，此其欲自結之時也，必不敢為患。襄陽水陸之衝，禦寇要害，不可棄也。」言竟不從。仁遂焚棄二城，權果不為寇，魏文悔之。
59. ↑  《江表傳》：是歲魏文帝遣使求雀頭香、大貝、明珠、象牙、犀角、瑇瑁、孔雀、翡翠、鬪鴨、長鳴雞。羣臣奏曰：「荊、揚二州，貢有常典，魏所求珍玩之物非禮也，宜勿與。」權曰：「昔惠施尊齊為王，客難之曰：『公之學去尊，今王齊，何其倒也？』惠子曰：『有人於此，欲擊其愛子之頭，而石可以代之，子頭所重而石所輕也，以輕代重，何為不可乎？』方有事於西北，江表元元，恃主為命，非我愛子邪？彼所求者，於我瓦石耳，孤何惜焉？彼在諒闇之中，而所求若此，寧可與言禮哉！」皆具以與之。
60. ↑  《三国志·魏书·张辽传》：孙权复叛，帝遣辽乘舟，与曹休至海陵，临江。权甚惮焉，敕诸将：“张辽虽病，不可当也，慎之！”是岁，辽与诸将破权将吕范。辽病笃，遂薨于江都。
61. ↑  《三国志·魏书·曹休传》：帝征孙权，以休为征东大将军，假黄钺，督张辽等及诸州郡二十馀军，击权大将吕范等于洞浦，破之。

《三国志·魏书·王凌传》：与张辽等至广陵讨孙权。临江，夜大风，吴将吕范等船漂至北岸。凌与诸将逆击，捕斩首虏，获舟船，有功，封宜城亭侯，加建武将军。

《三国志·魏书·贾逵传》：黄初中，与诸将并征吴，破吕范於洞浦，进封阳里亭侯，加建威将军。

《三国志·魏书·赵俨传》：黄初三年，赐爵关内侯。孙权寇边，征东大将军曹休统五州军御之，徵俨为军师。权众退，军还。
62. ↑  《三国志·吴书·吕范传》：曹休、张辽、臧霸等来伐，范督徐盛、全琮、孙韶等，以舟师拒休等于洞口。迁前将军，假节，改封南昌侯。时遭大风，船人覆溺，死者数千。
63. 1 2  《三国志·吴书·贺齐传》：黄武初，魏使曹休来伐，齐以道远后至，因住新市为拒。会洞口诸军遭风流溺，所亡中分，将士失色，赖齐未济，偏军独全，诸将倚以为势。齐性奢绮，尤好军事，兵甲器械极为精好，所乘船雕刻丹镂，青盖绛襜，干橹戈矛，葩瓜文画，弓弩矢箭，咸取上材，蒙冲斗舰之属，望之若山。休等惮之，遂引军还。
64. ↑  《三国志·吴书·吴主传》：冬十一月，大风，范等兵溺死者数千，馀军还江南。曹休使臧霸以轻船五百、敢死万人袭攻徐陵，烧攻城车，杀略数千人。将军全琮、徐盛追斩魏将尹卢，杀获数百。
65. ↑  《三国志·吴书·徐盛传》：曹休出洞口，盛与吕范、全琮渡江拒守。遭大风，船人多丧，盛收馀兵，与休夹江。休使兵将就船攻盛，盛以少御多，敌不能克，各引军退。
66. ↑  《三国志·魏书·刘放传》裴松之注引《资别传》：昔文皇帝尝密论贼形势，言洞浦杀万人，得船千万。
67. ↑  《三國志朱然傳》：魏遣曹真、夏侯尚、張郃等攻江陵，魏文帝自住宛，為其勢援，連屯圍城。權遣將軍孫盛督萬人備州上，立圍塢，為然外救。郃渡兵攻盛，盛不能拒，即時却退，郃據州上圍守，然中外斷絕。權遣潘璋、楊粲等解，而圍不解。時然城中兵多腫病，堪戰者裁五千人。真等起土山，鑿地道，立樓櫓，臨城弓矢雨注，將士皆失色，然晏如而無恐意，方厲吏士，伺間隙攻破兩屯。魏攻圍然凡六月日，未退。江陵令姚泰領兵備城北門，見外兵盛，城中人少，穀食欲盡，因與敵交通，謀為內應。垂發，事覺，然治戮泰。尚等不能克，乃徹攻退還。由是然名震於敵國，改封當陽侯。
《浙江通志》：魏遣曹真夏侯尚張郃等攻江陵，文帝自住宛為其勢援，連屯圍城然中外斷絶，城中兵多腫病，堪戰者裁五千人，真等起土山，鑿地道，立樓櫓，臨城弓矢雨注，將士皆失色，然宴如無恐意厲吏士，伺間隙攻破兩屯，魏攻圍然凡六月未退，不能克，乃徹攻退還，然名震敵國改封當陽侯。
68. 1 2 3 4 5  朱大渭、梁滿倉. . 台北市: 麥田出版. 2009 [2007]. ISBN 978-986-173-856-7.
69. ↑  .   [2021-02-06]. （原始内容存档于2018-06-15）.
70. ↑  陈, 寿.  . 维基文库 （中文）. 黃龍二年，遣將軍衛溫諸葛直將甲士萬人浮海求夷洲及亶洲。亶洲在海中，……所在絕遠，卒不可得至，但得夷洲數千人還。
71. ↑  《三国志·魏书·满宠传》：四年，拜宠征东将军。其冬，孙权扬声欲至合肥，宠表召兖、豫诸军，皆集。贼寻退还，被诏罢兵。宠以为“今贼大举而还，非本意也，此必欲伪退以罢吾兵，而倒还乘虚，掩不备也”。表不罢兵。后十余日，权果更来，到合肥城，不克而还。
72. ↑  陈, 寿.  . 维基文库 （中文）. 赤烏五年秋七月，遣將軍聶友校尉陸凱以兵三萬討珠崖儋耳。
73. ↑  《三国志·魏书·满宠传》：其年，权自出，欲围新城，以其远水，积二十日不敢下船。宠谓诸将曰：“权得吾移城。必于其众中有自大之言，今大举来欲要一切之功，虽不敢至，必当上岸耀兵以示有余。”乃潜遣步骑六千，伏肥城隐处以待之。权果上岸耀兵，宠伏军卒起击之，斩首数百，或有赴水死者。

《三国志·吴书·吴主传》：是岁，权向合肥新城，遣将军全琮征六安，皆不克还。
74. ↑  《三国志·魏书二十一·卫臻传》：帝欲自东征，臻曰："权外示应亮，内实观望。且合肥城固，不足为虑。车驾可无亲征，以省六军之费。"帝到寻阳而权竟退。
75. ↑  《三国志·魏书·明帝纪》：秋七月壬寅，帝亲御龙舟东征，权攻新城，将军张颖等拒守力战，帝军未至数百里，权遁走，议、韶等亦退。

《三国志·魏书·满宠传》：明年，权自将号十万，至合肥新城。宠驰往赴，募壮士数十人，折松为炬，灌以麻油，从上风放火，烧贼攻具，射杀权弟子孙泰。贼于是引退。
76. ↑  《晉書宣帝本紀》：襄平既破入城，男子年十五已上七千餘人皆殺之，以為京觀。偽公卿已下皆伏誅，戮其將軍畢盛等二千餘人。
77. ↑  . 神鳳元年夏四月乙未，帝崩於內殿。
78. ↑  《三國志‧吳書‧程黃韓蔣周陳董甘凌徐潘丁傳第十》曹公出濡須，泰復赴擊，曹公退，留督濡須，拜平虜將軍。時朱然、徐盛等皆在所部，並不伏也，權特為案行至濡須鄔，因會諸將，大為酣樂。權自行酒到泰前，命泰解衣，權手自指其創痕，問以所起。泰輒記昔戰鬬處以對，畢，使復服，歡讌極夜。其明日，遣使者授以御蓋。江表傳曰：權把其臂，因流涕交連，字之曰：「幼平，卿為孤兄弟戰如熊虎，不惜軀命，被創數十，膚如刻畫，孤亦何心不待卿以骨肉之恩，委卿以兵馬之重乎！卿吳之功臣，孤當與卿同榮辱，等休戚。幼平意快為之，勿以寒門自退也。」即勑以己常所用御幘青縑蓋賜之。坐罷，住駕，使泰以兵馬導從出，鳴鼓角作鼓吹。於是盛等乃伏。
79. ↑  《三國志‧吳書‧陸遜傳第十三》當禦備時，諸將軍或是孫策時舊將，或公室貴戚，各自矜恃，不相聽從。
80. ↑  《三国志·卷五十二·吴书七·张顾诸葛步传第七》：世乱，避难江东，单身穷困。
81. ↑  《三国志·卷五十二·吴书七·张顾诸葛步传第七》：赤乌九年，代陆逊为丞相。
82. ↑  《三國志‧吳書‧周瑜魯肅呂蒙傳第九》江表傳曰：初，權謂蒙及蔣欽曰：「卿今並當塗掌事，宜學問以自開益。」蒙曰：「在軍中常苦多務，恐不容復讀書。」權曰：「孤豈欲卿治經為博士邪？但當令涉獵見往事耳。卿言多務孰若孤，孤少時歷詩、書、禮記、左傳、國語，惟不讀易。至統事以來，省三史、諸家兵書，自以為大有所益。
83. ↑  《三國志‧吳書‧朱治朱然呂範朱桓傳第十一》〈呂範傳〉性好威儀，州民如陸遜、全琮及貴公子，皆脩敬虔肅，不敢輕脫。其居處服飾，於時奢靡，然勤事奉法，故權恱其忠，不怪其侈。江表傳曰：人有白範與賀齊奢麗夸綺，服飾僭擬王者，權曰：「昔管仲踰禮，桓公優而容之，無損於霸。今子衡、公苗，身無夷吾之失，但其器械精好，舟車嚴整耳，此適足作軍容，何損於治哉？」告者乃不敢復言。
84. ↑  《三國志‧吳書‧張顧諸葛歩傳第七》初，權當置丞相，衆議歸昭。權曰：「方今多事，職統者責重，非所以優之也。」後孫邵卒，百寮復舉昭，權曰：「孤豈為子布有愛乎？領丞相事煩，而此公性剛，所言不從，怨咎將興，非所以益之也。」乃用顧雍。
85. ↑  《三国志·吴书·宗室传第六》遣使与曹公相闻，事觉，权幽系之。数岁卒。子兴、昭、伟、昕，皆历列位
86. ↑  《三国志·卷五十七》权嘉之，召为功曹，行骑都尉，妻以从兄辅女。
87. ↑  《三国志·吴书三·卷六十四·诸葛滕二孙濮阳传》暠生恭，为散骑侍郎。恭生峻。少便弓马，精果胆决。孙权末，徙武卫都尉，为侍中。权临薨，受遗辅政，领武卫将军，故典宿卫，封都乡侯
88. ↑  《三國志‧吳書‧吳主傳第二》江表傳載權詔曰：「建業宮乃朕從京來所作將軍府寺耳，材柱率細，皆以腐朽，常恐損壞。今未復西，可徙武昌宮材瓦，更繕治之。」有司奏言曰：「武昌宮已二十八歲，恐不堪用，宜下所在通更伐致。」權曰：「大禹以卑宮為美，今軍事未已，所在多賦，若更通伐，妨損農桑。徙武昌材瓦，自可用也。」
89. ↑  《三國志‧吳書‧吳主傳第六》权报曰："夫法令之设，欲以遏恶防邪，儆戒未然也，焉得不有刑罚以威小人乎？此为先令后诛，不欲使有犯者耳。君以为太重者，孤亦何利其然，但不得已而为之耳。今承来意，当重谘谋，务从其可。且近臣有尽规之谏，亲戚有补察之箴，所以匡君正主明忠信也。书载'予违汝弼，汝无面从'，孤岂不乐忠言以自裨补邪？而云"不敢极陈"，何得为忠谠哉？若小臣之中，有可纳用者，宁得以人废言而不采择乎？但谄媚取容，虽闇亦所明识也。至於发调者，徒以天下未定，事以众济。若徒守江东，脩崇宽政，兵自足用，复用多为？顾坐自守可陋耳。若不豫调，恐临时未可便用也。又孤与君分义特异，荣戚实同，来表云不敢随众容身苟免，此实甘心所望於君也。"
90. ↑  《三國志‧吳書‧吳主五子傳第十四》〈孫霸傳〉時全寄、吳安、孫奇、楊竺等陰共附霸，圖危太子。譖毀旣行，太子以敗，霸亦賜死。
91. ↑  《三国志‧吳書‧張顾诸葛步传第七》（诸葛瑾）与权谈说谏喻，未尝切愕，微见风彩，粗陈指归，如有未合，则舍而及他，徐复托事造端，以物类相求，于是权意往往而释。
92. ↑  《三國志‧吳書‧吳主傳第二》江表傳載曹公與權書曰：「近者奉辭伐罪，旄麾南指，劉琮束手。今治水軍八十萬衆，方與將軍會獵於吳。」權得書以示羣臣，莫不嚮震失色。惟瑜、肅執拒之議，意與權同。瑜、普為左右督，各領萬人，與備俱進，遇於赤壁，大破曹公軍。
93. ↑  《三國志‧吳書‧吳主傳》《三國志‧吳書‧陸遜傳》《三國志‧吳書‧諸葛恪傳》等均有記載。
94. ↑  《晉志·總序》孫權赤烏五年（242），亦取中州嘉號封建諸王。其戶五十二萬三千，男女口二百四十萬。《長沙走馬樓三國吳簡》走馬樓吳簡為地方官府檔案文書，內容涉及佃田、賦稅、戶籍、司法和官府上下行文書等不同方面。
95. 1 2  《三國志‧吳書‧陸遜傳》孫權為將軍，遜年二十一，始仕幕府，歷東西曹令史，出為海昌屯田都尉，並領縣事。縣連年亢旱，遜開倉谷以振貧民，勸督農桑，百姓蒙賴。《三國志‧吳書‧諸葛瑾傳》附錄《諸葛融傳》赤烏中，諸郡出部伍，新都都尉陳表、吳郡都尉顧承各率所領人會佃毗陵，男女各數萬口。《三國志‧吳書‧諸葛恪傳》恪乞率眾佃廬江、皖口，因輕兵襲舒，掩得其民而還。
96. ↑  《三國志‧吳書‧吳主傳第二》令曰：“軍興日久，民離農畔，父子夫婦，不聽相恤，孤甚湣之。今北虜縮竄，方外無事，其下州郡，有以寬息。”；是時陸遜以所在少穀，表令諸將增廣農畝。權報曰：“甚善。”
97. ↑  《三國志‧吳書‧吳主傳第二》初，曹公恐江濱郡縣為權所略，徵令內移。民轉相驚，自廬江、九江、蘄春、廣陵戶十餘萬皆東渡江，江西遂虛，合肥以南惟有皖城。
98. ↑  《南京通史‧六朝卷》南京市地方誌編纂委員會辦公室著，南京出版社2009-12-1；《建康實錄‧卷二》赤烏三年十二月，使左臺侍禦史郗儉監鑿城西南，自秦淮北抵倉城，名運瀆。：《吳書》建康宮城即吳苑城，城內有倉名曰苑倉，故開北瀆，通轉運於倉所，時人亦呼為倉城。晉咸和中，修苑城為宮，惟倉不毀，故名太倉，在西華門內道北。《建康實錄‧卷二》冬十一月，詔鑿東渠，名青溪，通城北塑潮溝。（潮溝亦帝所開，所引江潮，其舊跡在天寶寺後，長壽寺前。東發青溪，西行經都古承明、廣莫、大夏等三門外，西極都城墻，對今歸善寺西南角，南出經閶闔、西明等二門，接運瀆，在西州之東南流入秦淮。其北又開一瀆，在歸善寺東，經棲玄寺門，北至後湖，以引湖水，至今俗為運瀆。其實古城西南行者是運瀆，自歸善寺門前東出至青溪者，名曰潮溝。其溝東頭，今已湮塞，才有處所，西頭則見通。運瀆北轉至後湖，其青溪北源，亦通後湖，出鐘山西，今建元寺東南角。度溪有橋，名募士橋，吳大帝募勇士處。其橋西南角過溝有埭，名雞鳴埭。齊武帝早遊鐘山，射雉至此，雞始鳴，因名焉。其溝是吳郗儉所開，在苑陵，後晉修苑城為建康宮，即城北塹也。東自平昌門西出，經閶闔門，註運瀆。今東頭見，在建元寺門西頭，出今夏公亭前，驀路西至孝義橋，入運瀆。運瀆舊有六橋。孝義，本名甓子橋。次南有楊烈橋，宋王僧達觀鬥雞鴨處。次南出有西州橋，今縣城東南角，路東出何後寺門。次南有高曄橋，建康西尉在此橋西，今延興寺北路東度此橋。次南運瀆臨淮有一新橋，對禪靈渚渡，今之過淮水，橋名新橋，本名萬歲橋。其青溪上亦有七橋。最北樂遊苑東門橋。次南有尹橋，今潮大巷東出度此橋。次南有雞鳴橋，即《輿地誌》所謂今新安寺南，東度開聖寺路度此橋。次南有募士橋。次南有菇首橋，一名走馬橋。橋東燕雀湖，湖連齊文惠太子博望苑，隋末輔公祏築其地為城，唐朝陸彥恭為江寧令，開金華坊，坊於郭東，東逼青溪，乃廢菇首橋路，而於興業寺門前東度溪立橋，名曰金華橋。次南有青溪中橋，今湘宮寺門前巷東出度溪，東有桃花園，是齊太祖舊宅，即位後，修為園，亦名芳林園。王元長《曲水詩序》云“載懷平圃，乃睠芳林”，即此園也。次南青溪大橋，今縣東出向句容大路經此橋，東即陳五兵尚書孫玚宅，西即陳尚書令江總宅，與玚對夾青溪，俱在路北。陶季直《京都記》云：典午時，京師鼎族，多在青溪左及潮溝北。俗說郗僧施泛舟青溪，每一曲作詩一首，謝益壽聞之曰：“青溪中曲複何窮盡也。”）《三國志‧吳書‧吳主傳第二》赤烏八年八月，大赦，遣校尉陳勛將屯田及作士三萬人鑿句容中道，自小其至云陽西城，通會市，作邸閣。《建康實錄卷二》赤烏八年八月，大赦，使校尉陳勛作屯田，發屯兵三萬鑿句容中道至云陽西城，以通吳會船艦，號破崗瀆，上下一十四埭，通會市，作邸閣。
99. ↑  《三國志‧吳書‧吳主傳第二》今孤父子親自受田，車中八牛以為四耦，雖未及古人，亦欲與眾均等其勞也。
100. ↑  《三國志‧吳書‧鐘離牧傳》少爰居永興，躬自墾田，種稻二十餘畝。臨熟，縣民有識認之，牧曰：“本以田荒，故墾之耳。”得“六十斛米”
101. ↑  高僧傳卷一 （页面存档备份，存于）權大嘆服。即為建塔。以始有佛寺故號建初寺。因名其地為佛陀里。由是江左大法遂興。《梁書》卷五十四　列傳第四十八　諸夷阿育王卽鐵輪王，王閻浮提，一天下，佛滅度後，一日一夜，役鬼神造八萬四千塔，此卽其一也。吳時有尼居其地，為小精舍，孫綝等毀除之，塔亦同泯。吳平後，諸道人復於舊處建立焉。晉中宗初度江，更脩飾之，至簡文咸安中，使沙門安法師程造小塔，未及成而亡，弟子僧顯繼而修立。至孝武太元九年，上金相輪及承露。
102. ↑  《三國志•吳書•步騭傳》：今之小臣，动与古异，狱以贿成，轻忽人命，归咎于上，为国速怨；官寮多阙，虽有大臣，复不信任；诸县并有备吏，吏多民烦，俗以之弊。

《三國志•吳書•諸葛恪傳》：方今人物雕尽，守德业者不能复几；世俗好相谤毁，使已成之器，中有损累。
103. ↑  《三國志‧吳書‧陸遜傳第十三》遜上疏陳：「太子正統，宜有盤石之固，魯王藩臣，當使寵秩有差，彼此得所，上下獲安。謹叩頭流血以聞。」書三四上，及求詣都，欲口論適庶之分，以匡得失。旣不聽許，而遜外生顧譚、顧承、姚信，並以親附太子，枉見流徙。太子太傅吾粲坐數與遜交書，下獄死。權累遣中使責讓遜，遜憤恚致卒，時年六十三，家無餘財。
104. ↑  《三國志‧吳書‧張顧諸葛步傳第七》〈張昭傳〉權以公孫淵稱藩，遣張彌、許晏至遼東拜淵為燕王，昭諫曰：「淵背魏懼討，遠來求援，非本志也。若淵改圖，欲自明於魏，兩使不反，不亦取笑於天下乎？」權與相反覆，昭意彌切。權不能堪，案刀而怒曰：「吳國士人入宮則拜孤，出宮則拜君，孤之敬君，亦為至矣，而數於衆中折孤，孤嘗恐失計。」昭孰視權曰：「臣雖知言不用，每竭愚忠者，誠以太后臨崩，呼老臣於牀下，遺詔顧命之言故在耳。」因涕泣橫流。權擲刀致地，與昭對泣。然卒遣彌、晏往。昭忿言之不用，稱疾不朝。權恨之，土塞其門，昭又於內以土封之。淵果殺彌、晏。權數慰謝昭，昭固不起，權因出過其門呼昭，昭辭疾篤。權燒其門，欲以恐之，昭更閉戶。權使人滅火，住門良乆，昭諸子共扶昭起，權載以還宮，深自克責。昭不得已，然後朝會。
105. ↑  《三國志‧吳書‧陸遜傳第十三》〈陸抗傳〉太元元年，就都治病。病差當還，權涕泣與別，謂曰：「吾前聽用讒言，與汝父大義不篤，以此負汝。前後所問，一焚滅之，莫令人見也。」
106. ↑  《後漢書•郭杜孔張廉王蘇羊賈陸列傳》：術大怒，遣其將孫策政康，圍城數重。康固守，吏士有先受休假者，皆遁伏還赴，暮夜緣城而入。受敵二年，城陷。月餘，發病卒，年七十。宗族百餘人，遭離饑厄，死者將半。
107. ↑  《中國古代的造船與航海》[永久]〈 十 江南造船業的興盛和中日的海上交往〉孙吴所据之江东，历史上就是造船业发达的吴越之地，政权新建不久就有船舰5000余艘。吴在永宁（今浙江温州市）、横阳（今浙江平阳县）、温麻（今福建连江县）等处都设有“船屯”以发展造船业。吴国有很多技术高超、熟练的造船工匠，还在建安设了管理造船的官员——典船校尉。吴国造的战船，最大的上下五层，可载300O名士兵。孙权乘坐的“飞云”、“盖海”等大船更是雄伟壮观。孙吴能多次派出大船队远航辽东及南海海域。孙吴的民船业也很发达，如位于今江西省南昌市西南的“䑦𦪇洲”就由于建造过“䑦𦪇大艑”而得名。“舸”、“艑艇”、“艑舟”、“轻舟”、“舲舟”、“舫舟”都是民船的名称。最有名的温麻船屯造的“温麻五合”海船，由于是并用五个大板做的，所以以“五合”为名。“晨凫”又名“青桐大舡”，就是诸葛恪造的“鸭头舡”。这些大船选材考究，多用“豫章楠㭠”上好硬木制成，极为坚固。卫温、诸葛直去开辟跨东海通日的航线没有成功，吴国便想绕过曹魏直接控制区，从海上与魏辽东太守公孙渊建立联系，开辟从长江口北航朝鲜再转赴日本的航路。第一次：吴嘉禾元年（公元232年）三月，孙权派将军周贺、校尉裴潜从海上潜航辽东，以待今后南北夹攻魏。此事被曹魏发现，就命魏将田豫率青州兵讨公孙渊，并在山东成山角设伏，截击由辽东返东吴的周贺等人。适遇大风，东吴舰队皆触礁，几乎全军覆没，周贺被斩。十月，公孙渊派校尉宿舒、阆中令孙综称藩于孙权，并献貂马，此事受到曹魏责难。第二次：吴嘉禾二年（公元233年）三月，孙权又派张弥等带大量珍宝财货、水军万人送宿舒、孙综回辽东。时公孙渊已重投曹魏，就将张弥杀死，俘虏了全部随行吴军，只有随员秦旦等逃亡到高句丽。高句丽王派人送秦旦等返回东吴。第三次：吴赤乌二年（公元239年）春，吴再派将军孙怡到辽东，击败曹魏守将，“虏得男女”而回。东吴三次大规模出动船队开辟了自长江口直达朝鲜的航线。虽未能达到日本，却为南朝时形成的中日南道航线打下基础。
108. ↑  《三國志•吳書•吳主傳》：五年春，鑄大錢，一當五百……赤烏元年春，鑄當千大錢。
109. ↑  . m.shouxi.com.   [2025-07-30].
110. ↑  《三國志•吳書•吳主傳》注引《江表傳》曰：是歲，權詔曰：謝宏往日陳鑄大錢，云以廣貨，故聽之。今聞民意不以為便，其省息之，鑄為器物，官勿復出也。
111. ↑  《三國志‧吳書‧張紘傳》注引江表傳：「紘謂權曰，秣陵楚武王所置，名為金陵，地勢岡阜連石頭，訪問故老云，昔秦始皇東巡會稽，經此縣，望氣者云，金陵地形有王者都邑之氣，故掘斷連岡，改名秣陵。……」《漢書地理志》丹揚郡：「縣十七，宛陵、於、江乘、春谷、秣陵、…：．」《續漢書郡國志》揚州丹陽郡：「秣陵南有牛渚。」《三國志‧吳書‧吳主傳》孫權從張紘計，徒治秣陵，改秣陵為建業，秣陵乃為江東六郡之首邑；建安十六年：「權徙治秣陵，明年城石頭，改秣陵為建業。」《三國志‧吳書‧張紘傳》紘建計宜出都秣陵，權從之。
112. ↑  《隋書‧經籍志》：扶南異物志一卷朱應撰。
113. ↑  由於康泰的著作被水經注以及其後的大量書籍引用，書名有較多出入，例如康泰《扶南傳》（或康泰《扶南記》）、《吳時外國傳》、康泰《外國傳》、康泰《扶南土俗》，侯康在《補三國藝文志》“泰遍歷百數十國，必不止專記扶南一方，其大名當是《吳時外國傳》，而《扶南傳》則其中之一種，《扶南土俗》又《扶南傳》之別名也”
114. ↑  《梁書海南傳》 （页面存档备份，存于）《梁書》卷五十四　列傳第四十八　諸夷〈總敘〉及吳孫權時，遣宣化從事朱應、中郞康泰通焉。其所經及傳聞，則有百數十國，因立記傳。〈扶南國〉吳時，遣中郞康泰、宣化從事朱應使於尋國，國人猶裸，唯婦人著貫頭。泰、應謂曰：「國中實佳，但人褻露可怪耳。」尋始令國內男子著橫幅。橫幅，今干漫也。大家乃截錦為之，貧者乃用布。〈中天竺國〉漢桓帝延熹九年，大秦王安敦遣使自日南徼外來獻，漢世唯一通焉。其國人行賈，往往扶南、日南、交趾，其南徼諸國人少有到大秦者。孫權黃武五年，有大秦賈人字秦論來到交趾，交趾太守吳邈遣送詣權，權問方土謠俗，論具以事對。時諸葛恪討丹陽，獲黝、歙短人，論見之曰：「大秦希見此人。」權以男女各十人，差吏會稽劉咸送論，咸於道物故，論乃徑還本國。漢和帝時，天竺數遣使貢獻，後西域反叛，遂絕。至桓帝延熹二年，四年，頻從日南徼外來獻。魏、晉世，絕不復通。唯吳時扶南王范旃遣親人蘇物使其國，從扶南發投拘利口，循海大灣中正西北入歷灣邊數國，可一年餘到天竺江口，逆水行七千里乃至焉。天竺王驚曰：「海濱極遠，猶有此人。」卽呼令觀視國內，仍差陳、宋等二人以月支馬四匹報旃，遣物等還，積四年方至。其時吳遣中郎康泰使扶南，及見陳、宋等，具問天竺土俗，云「佛道所興國也。人民敦厖，土地饒沃。其王號茂論。所都城郭，水泉分流，繞于渠壍，下注大江。其宮殿皆雕文鏤刻，街曲市里，屋舍鏤觀，鐘鼓音樂，服飾香華，水陸通流，百賈交界，奇玩珍瑋，恣心所欲。左右嘉維、舍衞、葉波等十六大國，去天竺或二三千里，共尊奉之，以為在天地之中也。」
115. ↑  《吴书二吴主传第二》引《吴书》曰： 初，张弥、许晏等俱到襄平，官属从者四百许人。渊欲图弥、晏，先分其人众，置辽东诸县，以中使秦旦、张群、杜德、黄疆等及吏兵六十人，置玄菟郡。玄菟郡在辽东北，相去二百里，太守王赞领户二百，兼重可三四百人。旦等皆舍於民家，仰其饮食。积四十许日，旦与疆等议曰：“吾人远辱国命，自弃於此，与死亡何异？今观此郡，形势甚弱。若一旦同心，焚烧城郭，杀其长吏，为国报耻，然后伏死，足以无恨。孰与偷生苟活长为囚虏乎？”疆等然之。於是阴相约结，当用八月十九日夜发。其日中时，为部中张松所告，赞便会士众闭城门。旦、群、德、疆等皆逾城得走。时群病疽创著膝，不及辈旅，德常扶接与俱，崎岖山谷。行六七百里，创益困，不复能前，卧草中，相守悲泣。群曰：“吾不幸创甚，死亡无日，卿诸人宜速进道，冀有所达。空相守，俱死於穷谷之中，何益也？”德曰：“万里流离，死生共之，不忍相委。”於是推旦、疆使前，德独留守群，捕菜果食之。旦、疆别数日，得达句骊，因宣诏於句骊王宫及其主簿，诏言有赐为辽东所攻夺。宫等大喜，即受诏，命使人随旦还迎群、德。其年，宫遣皂衣二十五人送旦等还，奉表称臣，贡貂皮千枚，鹖鸡皮十具。旦等见权，悲喜不能自胜。权义之，皆拜校尉。间一年，遣使者谢宏、中书陈恂拜宫为单于，加赐衣物珍宝。恂等到安平口，先遣校尉陈奉前见宫，而宫受魏幽州刺史讽旨，令以吴使自效。奉闻之，倒还。宫遣主簿笮咨、带固等出安平，与宏相见。宏即缚得三十余人质之，宫於是谢罪，上马数百匹。宏乃遣咨、固奉诏书赐物与宫。是时宏船小，载马八十匹而还。
116. ↑  《三國志‧吳書‧吳主傳第二》江表傳曰：堅為下邳丞時，權生，方頤大口，目有精光，堅異之，以為有貴象。
117. ↑  《三國志‧吳書‧吳主傳第二》漢以策遠脩職貢，遣使者劉琬加錫命。琬語人曰：「吾觀孫氏兄弟雖各才秀明達，然皆祿祚不終，惟中弟孝廉，形貌奇偉，骨體不恒，有大貴之表，年又最壽，爾試識之。」
118. ↑  《三國志·蜀書·先主傳第二》山陽公載記曰：備還，謂左右曰：「孫車騎長上短下，其難為下，吾不可以再見之。」
119. 1 2  《三國志‧吳書‧吳主傳第二》獻帝春秋曰：張遼問吳降人：「向有紫髯將軍，長上短下，便馬善射，是誰？」降人荅曰：「是孫會稽。」
120. ↑  《三國志·蜀書·先主傳第二》先主不甚樂讀書，喜狗馬、音樂、美衣服。身長七尺五寸，垂手下膝，顧自見其耳。
121. ↑  《晉書》劉惔：「鬚如反蝟毛，眼如紫石稜，自是孫仲謀、司馬宣王一流人。
122. ↑  《三國演義第二十九回小霸王怒斬于吉碧眼兒坐領江東》孫權生得方頤大口，碧眼紫髯。
123. ↑  《三國演義第三十四回》孔明致玄德之意毕，偷眼看孙权：碧眼紫髯，堂堂一表。孔明暗思：“此人相貌非常，只可激，不可说。等他问时，用言激之便了。”
124. ↑  《閻立本的《十三帝王圖》初探-以冕服「十二章」紋飾為基準》The Initiative Study of Yan Li Ben’s “Shi-San-Di-Wang-Tu” use mian-fu「shi-er-zhang」of the emblazonry as a basis 陳文曦，書畫藝術學刊 第四期--作畫者藉由穿著的冕服和便服的不同、站姿和坐姿的不同，初步地劃分帝王的評價高低、褒貶之意，開國之君與亡國之君的差異。
125. ↑  《閻立本的《十三帝王圖》初探-以冕服「十二章」紋飾為基準》The Initiative Study of Yan Li Ben’s “Shi-San-Di-Wang-Tu” use mian-fu「shi-er-zhang」of the emblazonry as a basis 陳文曦，書畫藝術學刊 第四期--在冕冠上有十二章者，第二者要討論的是，吳主孫權「日、月、藻、火、黼」五章。月方面意義在賈公彥的說法中為「明」，在楊炯的說法中為「明光照下士」，而火方面意義在賈公彥的說法中為「明」，在楊炯的說法中為「陶冶烹飪象聖王至德日新」故月和火皆含有明之意義，「蓋聖王之法，以德設爵，以功制祿，勞太者祿厚，德盛者德豐，故叔旦有夾。……」39「蓋山河朕甚嘉焉，今封君為吳王使，使持節，太常高平疾首綬君璽，綬策書，金虎符第一至第十五，左竹使符第一至第十，以大將軍使持節督交州。……」在此反映出藻的現象「逐水上下象聖王隨代而應」稱帝之情況是隨著時代，順著天應而起。「君務財，勸農倉庫盈積，是用錫君袞冕之服，赤舄副焉，君化民以徳禮教興行，是用錫君軒縣之樂，君宣導休風，懷柔百越，是用錫君納陛，以登君忠勇並奮，清除姦慝是用，錫君虎賁之士百人，君振威陵。……」41為「明」、「火」彰顯之處，能振興經濟，教化百姓，讓其光明之面普照天下之人。 孫權在黼的方面，賈公彥的說法為「能斷割」、楊炯的說法為「能斷割象聖王臨事能決」，在史書上的記載「遣都尉趙咨使魏，魏帝問曰，吳王何等主也，咨對曰聰明仁智，雄才大略之主也，帝問其狀，咨曰，納魯肅於凡品是其聰也，拔呂蒙於行陣，是其明也，獲于禁而不害是其仁也，取荊州而兵不血刃，是其智也。據三州虎視於天下，是其雄也，屈身於陛下是其略也。」更能顯現出能斷之能決，除此之外，關於明的部分也再次被強調。
126. ↑  《三國志·吳書·吳主傳第二》江表傳曰：堅為下邳丞時，權生，方頤大口，目有精光，堅異之，以為有貴象。及堅亡，策起事江東，權常隨從。性度弘朗，仁而多斷，好俠養士，始有知名，侔於父兄矣。每參同計謀，策甚奇之，自以為不及也。
127. ↑  《閻立本的《十三帝王圖》初探-以冕服「十二章」紋飾為基準》The Initiative Study of Yan Li Ben’s “Shi-San-Di-Wang-Tu” use mian-fu「shi-er-zhang」of the emblazonry as a basis 陳文曦，書畫藝術學刊 第四期--關於麈尾，其外形與扇相似，稱麈尾扇，亦稱毛扇。麈似鹿，比鹿大，其尾可避麈，用麈尾毛製成似拂麈。魏晉時期文人雅士喜尚清談，人各執麈尾，因而亦稱清談為「麈談」。66如《藝文纇聚》說，諸葛亮手中經常手持毛扇指揮軍隊進取，而不是後來小說中手持羽扇。魏晉时除文人對手持麈尾愛不能釋外，不少咤叱風雲的將軍手持麈尾來示其風度。故吳主孫權在此手持麈尾表風度，更加提高帝王的形象。
128. ↑  《扇子史話》沈從文--“塵”是領隊大鹿尾，魏晉以來，尚清談，手執塵尾有“領袖群倫”含意
129. ↑  《藝文類聚卷六十七》語林曰：諸葛武侯與宣皇在渭濱將戰，宣皇戎服蒞事，使人視武侯，乘素輿，葛巾毛扇，指麾三軍，皆隨其進止。宣皇聞而歎曰：可謂名士矣。
130. ↑  《荀子·議兵》此四帝兩王，皆以仁義之兵行於天下也。故近者親其善，遠方慕其德，兵不血刃，遠邇來服，德盛於此，施及四極。
131. ↑  《江表传》性度弘朗，仁而多断，好侠养士，始有知名，侔于父兄矣。
132. ↑  《三國志‧吳書‧吳主傳第二》記載孫權的話：“天下無粹白之狐，而有粹白之裘，眾之所積也。……故能用眾力，則無敵於天下矣；能用眾智，則無畏於聖人矣。
133. ↑  《三國志·吳書·諸葛瑾傳》時或言瑾別遣親人與備相聞，權曰：『孤與子瑜有死生不易之誓，子瑜之不負孤，猶孤之不負子瑜也。』裴注《江表傳》寫孫權向陸遜說：「子瑜與孤從事積年，恩如骨肉，深相明究，其為人非道不行，非義不言。玄德昔遣孔明至吳，孤甞語子瑜曰：『卿與孔明同產，且弟隨兄，於義為順，何以不留孔明？孔明若留從卿者，孤當以書解玄德，意自隨人耳。』子瑜答孤言：『弟亮以生身於人，委質定分，義無二心。弟之不留，猶瑾之不往也。』其言足貫神明。今豈當有此乎？孤前得妄語文疏，即封示子瑜，并手筆與子瑜，即得其報，論天下君臣大節，一定之分。孤與子瑜，可謂神交，非外言所間也。知卿意至，輒封來表，以示子瑜，使知卿意。」
134. ↑  《三國志‧吳書‧陸遜傳》會稽太守淳于式表遜枉取民人，愁擾所在。遜後詣都，言次，稱式佳吏，權曰：「式白君而君薦之，何也？」遜對曰：「式意欲養民，是以白遜。若遜復毀式以亂聖聽，不可長也。」權曰：「此誠長者之事，顧人不能為耳。」
135. ↑  《三國志·吳書·凌統傳》会病卒，时年四十九。权闻之，拊床起坐，哀不能自止，数日减膳，言及流涕，使张承为作铭诔。二子烈、封，年各數歲，權內養於宮，愛待與諸子同，賓客進見，呼示之曰：『此吾虎子也。』及八九歲，令葛光教之讀書，十日一令乘馬，追錄統功，封烈亭侯，還其故兵。後烈有罪免，封復襲爵領兵。
136. ↑  《三國志·吳書·呂岱傳》岱清身奉公，所在可述。初在交州，歷年不餉家，妻子飢乏。權聞之歎息，以讓羣臣曰：『呂岱出身萬里，為國勤事，家門內困，而孤不早知。股肱耳目，其責安在？』於是加賜錢米布絹，歲有常限。」
137. ↑  《三國志·吳書·蔣欽傳》權甞入其堂內，母踈帳縹被，妻妾布裙。權歎其在貴守約，即敕御府為母作錦被，改易帷帳，妻妾衣服悉皆錦繡。
138. ↑  《孫權勸孫皎疏》
139. ↑  《三國志·吳書·甘寧傳》凌統怨寧殺其父操，寧常備統，不與相見。權亦命統不得讎之。
140. ↑  《江表传》记载权诏曰：“督将亡叛而杀其妻子，是使妻去夫，子弃父，甚伤义教，自今勿杀也。
141. ↑  《江表传》初，权於群臣多呼其字，惟呼张昭曰张公，纮曰东部，所以重二人也
142. ↑  《江表传》权克荆州，将吏悉皆归附，而濬独称疾不见。权遣人以床就家舆致之，濬伏面著床席不起，涕泣交横，哀咽不能自胜。权慰劳与语，呼其字曰：“承明，昔观丁父，鄀俘也，武王以为军帅；彭仲爽，申俘也，文王以为令尹。此二人，卿荆国之先贤也，初虽见囚，后皆擢用，为楚名臣。卿独不然，未肯降意，将以孤异古人之量邪？”使亲近以手巾拭其面，濬起下地拜谢。
143. ↑  《太平御覽卷六百八十六〈樂部十二〉》《吳書》又曰：陸遜破曹休。上與群僚大會，酒酣，命遜舞，解所著白鼯子裘賜之。〈服章部十一〉《吳志》曰：陸遜破曹休，上為郡僚大會酒，與遜對舞，解所著白鼯子裘賜遜。
144. ↑  《三国志·卷四十五·蜀书十五·邓张宗杨传第十五》及亮卒，吴虑魏或承衰取蜀，增巴丘守兵万人，一欲以为救援，二欲以事分割也。蜀闻之，亦益永安之守，以防非常。预将命使吴，孙权问预曰：“东之与西，譬犹一家，而闻西更增白帝之守，何也？”预对曰：“臣以为东益巴丘之戍，西增白帝之守，皆事势宜然，俱不足以相问也。”权大笑，嘉其抗直，甚爱待之，见敬亚於邓芝、费祎。
145. ↑  《三国志·卷四十五·蜀书十五·邓张宗杨传第十五》蜀复令芝重往，权谓芝曰：“若天下太平，二主分治，不亦乐乎！”芝对曰：“夫天无二日，土无二王，如并魏之后，大王未深识天命者也，君各茂其德，臣各尽其忠，将提枹鼓，则战争方始耳。”权大笑曰：“君之诚款，乃当尔邪！”权与亮书曰：“丁友掞张阴化不尽；和合二国，唯有邓芝。”。
146. ↑  《祎别传》权乃以手中常所执宝刀赠之，祎答曰：“臣以不才，何以堪明命？然刀所以讨不庭、禁暴乱者也，但愿大王勉建功业，同奖汉室，臣虽闇弱，终不负东顾。”
147. ↑  《三國志·吳書·凌統傳》裴松之引孫盛曰：「觀孫權之養士也，傾心竭思，以求其死力，泣周泰之夷，殉陳武之妾，請呂蒙之命，育凌統之孤，卑曲苦志，如此之勤也。是故雖令德無聞，仁澤內著，而能屈彊荊吳，僭擬年歲者，抑有由也。然霸王之道，期於大者遠者，是以先王建德義之基，恢信順之宇，制經略之綱，明貴賤之叙，易簡而其親可久，體全而其功可大，豈踒璅近務，邀利於當年哉？《語》曰『雖小道，必有可觀者焉，致遠恐泥』，其是之謂乎！」
148. ↑  《三国志·蒋琬费祎姜维传第十四》孙权性既滑稽，嘲啁无方。
149. ↑  《三國志‧吳書‧諸葛滕二孫濮陽傳第十九》〈諸葛恪傳〉恪父瑾面長似驢，孫權大會羣臣，使人牽一驢入，長檢其面，題曰諸葛子瑜。恪跪曰：「乞請筆益兩字。」因聽與筆。恪續其下曰「之驢。」舉坐歡笑，乃以驢賜恪。
150. ↑  《三國志‧吳書‧吴主传第二》权以为郎中。尝与之言：“卿好於众中面谏，或失礼敬，宁畏龙鳞乎？”对曰：“臣闻君明臣直，今值朝廷上下无讳，实恃洪恩，不畏龙鳞。”后侍宴，权乃怖之，使提出付有司促治罪。泉临出屡顾，权呼还，笑曰：“卿言不畏龙鳞，何以临出而顾乎？”对曰：“实侍恩覆，知无死忧，至当出閤，感惟威灵，不能不顾耳。”
151. ↑  《三國志‧吳書‧諸葛滕二孫濮陽傳第十九》〈諸葛恪别傳〉权尝飨蜀使费祎。先逆饰群臣。使至伏食勿起。祎至。权为辍食。而群下不起。
152. ↑  《三國志‧吳書‧朱治朱然呂範朱桓傳第十一》〈朱桓傳〉吳錄曰：桓奉觴曰：「臣當遠去，願一捋陛下鬚，無所復恨。」權馮几前席，桓進前捋鬚曰：「臣今日真可謂捋虎鬚也。」權大笑。
153. ↑  《三國志‧魏書‧武帝紀第一》魏略曰：孫權上書稱臣，稱說天命。王以權書示外曰：「是兒欲踞吾著爐火上邪！」《三國志‧魏書‧文帝紀第二》秋八月，孫權遣使奉章，并遣于禁等還。丁巳，使太常邢貞持節拜權為大將軍，封吳王，加九錫。
154. ↑  《吳書》《資治通鑒》權雲：“近得玄德書，已深引咎，求復舊好。前所以名西為蜀者，以漢帝尚存故耳。今漢已廢，自可名為漢中王也。十二月，權使太中大夫鄭泉聘劉備於白帝，始複通也。使蜀，劉備問曰：“吳王何以不答吾書？得無以吾正名不宜乎？”泉曰：“曹操父子淩轢漢室，終奪其比特。殿下既為宗室，有維城之責，不荷戈執殳為海內率先，而於是自名，未合天下之議，是以寡君未複書耳。”備甚慚恧。
《吳錄》遜答曰：'但恐軍新破，創痍未複，始求通親，且當自補，未暇窮兵耳。若不惟算，欲複以傾覆之餘，遠送以來者，無所逃命。'
《晉書》吳藐然坐乘其弊，故魏人請好，漢氏乞盟，遂躋天號，鼎峙而立。
155. ↑  《擬孫權答曹操書 （页面存档备份，存于）》
156. ↑  《三國志·魏書·鍾繇華歆王朗傳第十三》〈鍾繇傳〉魏略曰：孫權稱臣，斬送關羽。太子書報繇，繇答書曰：「臣同郡故司空荀爽言：『人當道情，愛我者一何可愛！憎我者一何可憎！』顧念孫權，了更嫵媚。」太子又書曰：「得報，知喜南方。至於荀公之清談，孫權之嫵媚，執書嗢噱，不能離手。若權復黠，當折以汝南許邵月旦之評。權優游二國，俯仰荀、許，亦已足矣。」
157. ↑  《襄阳记》孙权尝大醉问祎曰：“杨仪、魏延，牧竖小人也。虽尝有鸣吠之益於时务，然既已任之，势不得轻，若一朝无诸葛亮，必为祸乱矣。诸君愦愦，曾不知防虑於此，岂所谓贻厥孙谋乎？”祎愕然四顾视，不能即答。
158. ↑  ‧《吴书‧陆逊传第十三》又别咨瑾曰：“近得伯言表，以为曹丕已死，毒乱之民，当望旌瓦解，而更静然。闻皆选用忠良，宽刑罚，布恩惠，薄赋省役，以悦民心，其患更深于操时。孤以为不然。操之所行，其惟杀伐小为过差，及离闲人骨肉，以为酷耳。至于御将，自古少有。丕之于操，万不及也。今睿之不如丕，犹丕不如操也。其所以务崇小惠，必以其父新死，自度衰微，恐困苦之民一朝崩沮，故强屈曲以求民心，欲以自安住耳，宁是兴隆之渐邪！闻任陈长文、曹子丹辈，或文人诸生，或宗室戚臣，宁能御雄才虎将以制天下乎？夫威柄不专，则其事乖错，如昔张耳、陈余，非不敦睦，至于秉势，自还相贼，乃事理使然也。又长文之徒，昔所以能守善者，以操笮其头，畏操威严，故竭心尽意，不敢为非耳。逮丕继业，年已长大，承操之后，以恩情加之，用能感义。今睿幼弱，随人东西，此曹等辈，必当因此弄巧行态，阿党比周，各助所附。如此之日，奸谗并起，更相陷怼，转成嫌贰。一尔已往，群下争利，主幼不御，其为败也焉得久乎？所以知其然者，自古至今，安有四五人把持刑柄，而不离刺转相蹄啮者也！强当陵弱，弱当求援，此乱亡之道也。子瑜，卿但侧耳听之，伯言常长于计校，恐此一事小短也。”
159. ↑  《三國志•吳書•吳主傳》：是歲，步隲、朱然等各上疏云：「自蜀還者，咸言背盟與魏交通，多作舟舩，繕治城郭。又蔣琬守漢中，聞司馬懿南向，不出兵乘虛以掎角之，反委漢中，還近成都。事已彰灼，無所復疑，宜為之備。」權揆其不然，曰：「吾待蜀不薄，聘享盟誓，無所負之，何以致此？又司馬懿前來入舒，旬日便退，蜀在萬里，何知緩急而便出兵乎？昔魏欲入漢川，此閒始嚴，亦未舉動，會聞魏還而止，蜀寧可復以此有疑邪？又人家治國，舟船城郭，何得不獲？今此閒治軍，寧復欲以禦蜀邪？人言苦不可信，朕為諸君破家保之。」
160. ↑  《建康實錄》：初，大帝黃武年中，魏軍大舉，文帝自至廣陵，臨江。朝廷危懼，乃召術人趙達筮之。達布算曰：“吳衰在庚子，今賊無能為。”帝問庚子遠近，曰：“後五十八年。”帝笑曰：“朕憂當身，不及子孫也。”
161. ↑  《江表傳》魏將張遼帥六七千人奄至，圍遮數重
162. ↑  《三國志‧吳書‧吳主傳》江表傳曰：權乘駿馬上津橋，橋南已見徹，丈餘無版。谷利在馬後，使權持鞍緩控，利於後著鞭，以助馬勢，遂得超渡。
163. ↑  《古今注》卷上：吴大皇帝有宝剑六，一曰白虹，二曰紫电，三曰辟邪，四曰流星，五曰青冥，六曰百里。刀一曰百鍊，二曰青犊，三曰漏景
164. ↑  《三國志‧吳書‧張顧諸葛歩傳第七》〈張昭傳〉後劉備表權行車騎將軍，昭為軍師。權每田獵，常乘馬射虎，虎嘗突前攀持馬鞌。昭變色而前曰：「將軍何有當爾？夫為人君者，謂能駕御英雄，驅使羣賢，豈謂馳逐於原野，校勇於猛獸者乎？如有一旦之患，柰天下笑何？」權謝昭曰：「年少慮事不遠，以此慙君。」然猶不能已，乃作射虎車，為方目，閒不置蓋，一人為御，自於中射之。時有逸羣之獸，輒復犯車，而權每手擊以為樂。昭雖諫爭，常笑而不答。
165. ↑  《三國志‧吳書‧吳主傳第二》建安二十三年十月，權將如吳，親乘馬射虎於庱亭。庱音攄陵反。馬為虎所傷，權投以雙戟，虎却廢，常從張世擊以戈，獲之。
166. ↑  《三国志·吴书·潘濬陆凯传第十六》〈江表傳〉权数射雉，濬谏权，权曰：“相与别后，时时蹔出耳，不复如往日之时也。”濬曰：“天下未定，万机务多，射雉非急，弦绝括破，皆能为害，乞特为臣故息置之。”濬出，见雉翳故在，乃手自撤坏之。权由是自绝，不复射雉。
167. ↑  《三國志‧吳書‧張顧諸葛歩傳第七》〈張昭傳〉權於武昌，臨釣臺，飲酒大醉。權使人以水灑羣臣曰：「今日酣飲，惟醉墮臺中，乃當止耳。」昭正色不言，出外車中坐。權遣人呼昭還，謂曰：「為共作樂耳，公何為怒乎？」昭對曰：「昔紂為糟丘酒池長夜之飲，當時亦以為樂，不以為惡也。」權默然，有慙色，遂罷酒。
168. ↑  《三國志‧吳書‧諸葛滕二孫濮陽傳第十九》〈諸葛恪傳〉昭先有酒色，不肯飲，曰：「此非養老之禮也。」權曰：「卿其能令張公辭屈，乃當飲之耳。」恪難昭曰：「昔師尚父九十，秉旄仗鉞，猶未告老也。今軍旅之事，將軍在後，酒食之事，將軍在先，何謂不養老也？」昭卒無辭，遂為盡爵。
169. ↑  《三國志‧吳書‧虞陸張駱陸吾朱傳第十二》〈虞翻傳〉權旣為吳王，歡宴之末，自起行酒，翻伏地陽醉，不持。權去，翻起坐。權於是大怒，手劒欲擊之，侍坐者莫不惶遽，惟大司農劉基起抱權諫曰：「大王以三爵之後，手殺善士，雖翻有罪，天下孰知之？且大王以能容賢畜衆，故海內望風，今一朝棄之，可乎？」權曰：「曹孟德尚殺孔文舉，孤於虞翻何有哉？」基曰：「孟德輕害士人，天下非之。大王躬行德義，欲與堯、舜比隆，何得自喻於彼乎？」翻由是得免。權因赦左右，自今酒後言殺，皆不得殺。
170. ↑  《三国志·吴主传》 <江表传>权於武昌新装大船，名为长安，试泛之钓台圻。时风大盛，谷利令柂工取樊口。权曰：“当张头取罗州。”利拔刀向柂工曰：“不取樊口者斩。”工即转柂入樊口，风遂猛不可行，乃还。权曰：“阿利畏水何怯也？”利跪曰：“大王万乘之主，轻於不测之渊，戏於猛浪之中，船楼装高，邂逅颠危，奈社稷何？是以利辄敢以死争。”权於是贵重之。」
171. ↑  《吴历》：曹公出濡须，作油船，夜渡洲上。权以水军围取，得三千余人，其没溺者亦数千人。权数挑战，公坚守不出。权乃自来，乘轻船，从灞须口入公军。诸将皆以为是挑战者，欲击之。公曰：此必孙权欲身见吾军部伍也。敕军中皆精严，弓弩不得妄发。"权行五六里，回还作鼓吹。
172. ↑  《江表传》曹公出濡须，号步骑四十万，临江饮马。权率众七万应之，使宁领三千人为前部督。权密敕宁，使夜入魏军。宁乃选手下健儿百馀人，径诣曹公营下，使拔鹿角，逾垒入营，斩得数十级。北军惊骇鼓噪，举火如星，宁已还入营，作鼓吹，称万岁。因夜见权，权喜曰：“足以惊骇老子否？聊以观卿胆耳。”即赐绢千疋，刀百口。权曰：“孟德有张辽，孤有兴霸，足相敌也。”停住月馀，北军便退。
173. ↑  《江表传》初，权谓蒙及蒋钦曰：‘卿今并当涂掌事，宜学问以自开益。’蒙曰：‘在军中常苦多务，恐不容复读书。’权曰：‘孤岂欲卿治经为博士邪？但当令涉猎见往事耳。卿言多务，孰若孤？孤少时历《诗》《书》《礼记》《左传》《国语》，惟不读《易》。至统事以来，省三史、诸家兵书，自以为大有所益。如卿二人，意性朗悟，学必得之，宁当不为乎？宜急读《孙子》《六韬》《左传》《国语》及三史。孔子言：“终日不食，终夜不寝以思，无益，不如学也。”光武当兵马之务，手不释卷，孟德亦自谓老而好学，卿何独不自勉勗邪？’蒙始就学，笃志不倦，其所览见，旧儒不胜。
174. ↑  《书小史》吴大帝姓孙讳权字仲谋，吴郡富春人，性度宏朗，仁而多智。善行草书，南齐王僧虔尝得大帝及景帝、归命侯法书，上之齐高帝
175. ↑  《建康实录》帝初好道术，有事仙者葛玄，尝与游处，或止石头四望山所，或游于列洲。时忽遇风，玄船倾溺，帝悲怨久之。俄见玄曳履从江上行来，衣不濡而有酒色。玄性好酒。尝饮醉卧门前陂水中，竟日醒乃止，帝重之，为方山立洞玄观，后玄白日升天。今方山犹有玄煮药铛及药臼在。案，《舆地志》赤乌二年，为玄于方山立观。又《吴录》有术人姚光，自言火仙，帝焚之，火灭，光坐灰中，手持一卷，帝看之，不识。初，在武昌日，征方士会稽介象者，帝为立第，给御帐，号为介君。帝每从学匿形法，前后所言皆验。帝曾问象：“鲙鱼何者为上？”象日：“鲻。”帝曰：“海中鱼不可卒得，且言近者。”象曰：“易得。”因埳地灌水其中，钓之，得鲻，以为鲙。仍请使往蜀市姜为齑，初作鲙而去，欲了而还。使者于蜀见张温，温附家书面归
176. ↑  《高僧传》孙权闻其才慧。召见悦之。拜为博士。使辅导东宫。与韦曜诸人共尽匡益。但生自外域。故吴志不载。谦以大教虽行。而经多梵文未尽翻译。已妙善方言。乃收集众本译为汉语。从吴黄武元年至建兴中。所出维摩大般泥洹法句瑞应本起等四十九经。曲得圣义。辞旨文雅又依无量寿中本起。制菩提连句梵呗三契。并注了本生死经等。皆行于世。
177. ↑  《三國志·吴書·妃嫔传第五》远观齐桓，近察孙权，皆有识士之明，杰人之志，而嫡庶不分，闺庭错乱，遗笑古今，殃流后嗣
178. ↑  《三國志‧吳書‧吳主傳》臣松之以為孫權橫廢無罪之子，雖為兆亂，然國之傾覆，自由暴皓。若權不廢和，皓為世適，終至滅亡，有何異哉？此則喪國由於昏虐，不在於廢黜也。設使亮保國祚，休不早死，則皓不得立。皓不得立，則吳不亡矣。
179. ↑  《三國志‧吳書‧孫破虜討逆傳第一》且割據江東，策之基兆也，而權尊崇未至，子止侯爵，於義儉矣。
180. ↑  《三国志·卷五十九·吴书十四·吴主五子传第十四》：久之，尚书仆射存上疏曰：“帝王之兴，莫不褒崇至亲，以光群后，故鲁卫於周，宠冠诸侯，高帝五王，封列于汉，所以籓屏本朝，为国镇卫。建昌侯虑禀性聪敏，才兼文武，於古典制，宜正名号。陛下谦光，未肯如旧，群寮大小，咸用於邑。方今奸寇恣睢，金鼓未弭，腹心爪牙，惟亲与贤。辄与丞相雍等议，咸以虑宜为镇军大将军，授任偏方，以光大业。
181. ↑  光武中兴，四海扰攘，众诸制度未遍，而九子受国，明章即位，男则封王，女为公主，故《诗》曰：「既受帝祉，施于孙子。」陛下践阼以来十有二载，皇后无号，公主无邑，臣下叹息，远近失望。是以屡献愚怀，依据典礼，庶请具陈，足寤圣心，深辞固拒，不蒙进纳，恐天下有识之士，将谓吴臣暗於礼制，不知陛下谦以失之也。加今仰夏，盛德在上，大吴之庆，于是乎始，开国建号，吉莫大焉。唯陛下割谦谦之德，副兆民之望，留神祐许，天下幸甚！（《艺文类聚·五十一》）
182. ↑  《三国志‧吳書‧吴主五子传》后二年，丞相雍等奏虑性聪体达，所尚日新，比方近汉，宜进爵称王，权未许。
183. ↑  《三国志‧吳書‧吴主五子传》赤乌五年，立为太子，时年十九。
184. ↑  《三国志•吴书•吴主传》百官奏立皇后及四王，诏曰："今天下未定，民物劳瘁，且有功者或未录，饥寒者尚未恤，猥割土壤以丰子弟，祟爵位以宠妃妾，孤甚不取。其释此议。
185. ↑  孫盛曰：孫氏兄弟皆明略絕羣。創基立事，策之由也，自臨終之日，顧命委權。夫意氣之間，猶有刎頸，況天倫之篤愛，豪達之英鑒，豈吝名號於旣往，違情本之至實哉？抑將遠思虛盈之數，而慎其名器者乎？夫正本定名，為國之大防；杜絕疑貳，消釁之良謨。是故魯隱矜義，終致羽父之禍；宋宣懷仁，卒有殤公之哀。皆心存小善，而不達經綸之圖；求譽當年，而不思貽厥之謀。可謂輕千乘之國，蹈道則未也。孫氏因擾攘之際，得奮其縱橫之志，業非積德之基，邦無磐石之固，勢一則祿祚可終，情乖則禍亂塵起，安可不防微於未兆，慮難於將來？壯哉！策為首事之君，有吳開國之主；將相在列，皆其舊也，而嗣子弱劣，析薪弗荷，奉之則魯桓、田巿之難作，崇之則與夷、子馮之禍興。是以正名定本，使貴賤殊邈，然後國無陵肆之責，後嗣罔猜忌之嫌，羣情絕異端之論，不逞杜覬覦之心；於情雖違，於事雖儉，至於括囊遠圖，永保維城，可謂為之于其未有，治之于其未亂者也。陳氏之評，其未達乎！
186. ↑  《宋书·礼志三》（孙权）于建邺立兄长沙桓王策庙于朱爵桥南。权疾，太子所祷，即策庙也
187. ↑  《桓王墓》城南盗发桓王墓，遗物书年见赤乌。群酗扬兵俱叛汉，弟兄汗马竟开吴。但思密隧藏弓剑，宁谓阴房出兔狐。英气如生风满树，莙蒿凄怆不能无。
188. ↑  《三国志·卷五十六·吴书十一·朱治朱然吕范朱桓传第十一》初，权移都建业，大会将相文武，时谓严畯曰：“孤昔叹鲁子敬比邓禹，吕子衡方吴汉，间卿诸人未平此论，今定云何？”畯退席曰：“臣未解指趣，谓肃、范受饶，褒叹过实。”权曰：“昔邓仲华初见光武，光武时受更始使，抚河北，行大司马事耳，未有帝王志也。禹劝之以复汉业，是禹开初议之端矣。子敬英爽有殊略，孤始与一语，便及大计，与禹相似，故比之。吕子衡忠笃亮直，性虽好奢，然以忧公为先，不足为损，避袁术自归於兄，兄作大将，别领部曲，故忧兄事，乞为都督，办护脩整，加之恪勤，与吴汉相类，故方之。皆有指趣，非孤私之也。”畯乃服。
189. ↑  《三國志•陳武傳》注引江表傳曰：權命以其愛妾殉葬，復客二百家。孫盛曰：昔三良從秦穆師以之不征；魏妾旣出，杜回以之僵仆。禍福之報，如此之效也。權仗計任術，以生從死，世祚之促，不亦宜乎！
190. ↑  孫盛在《三國志·吳志·陳武傳》中《江表傳》註釋孫權殉葬陳武愛妾一事評價：「昔三良從秦穆師以之不征；魏妾旣出，杜回以之僵仆。禍福之報，如此之效也。權仗計任術，以生從死，世祚之促，不亦宜乎！」
191. ↑  《三國志·吳書·宗室傳第六》：孫韶字公禮。伯父河，字伯海，本姓俞氏，亦吳人也。孫策愛之，賜姓為孫，列之屬籍。
192. ↑  《拾遺記》《太平廣記》吳主趙夫人，丞相達之妹。善畫，巧妙無雙。能於指間以彩絲織雲霞龍蛇之錦，大則盈尺，小則方寸，宮中謂之“機絕”。孫權常嘆魏、蜀未夷，軍旅之隙，思得善畫者，使圖作山川地勢軍陣之像。達乃進其妹。權使寫九州五嶽之勢，夫人曰：“丹青之色，甚易歇滅，不可久寶。妾能刺繡，作列國於方帛之上，寫以五嶽河海城邑行陣之形。”既成，乃進於吳主。時人謂之“針絕”。雖棘刺木猴，雲梯飛鳶，無過此麗也。權居昭陽宮，倦暑，乃褰紫綃之帷。夫人曰：“此不足貴也。”權使夫人指其意思焉，答曰：“妾欲窮慮盡思，能使下綃帷而清風自入，視外無有蔽礙。列侍者飄然自涼，若馭風而行也。”權稱善。夫人乃析發，以神膠續之。神膠出郁夷國，接弓弩之斷弦者，百斷百續也。乃織為羅縠，累月而成，裁為幔。內外視之，飄飄如煙氣輕動，而房內自涼。時權常在軍旅，每以此幔自隨，以為征幕。舒之則廣縱一丈，卷之則可納於枕中。時人謂之“絲絕”。故吳有三絕，四海無儔其妙。後有貪寵求媚者，言夫人幻耀於人主，因而致退黜。雖見疑墜，猶存錄其巧工。及吳亡，不知所在。《歷代名畫記》敘自古畫人名自軒轅至唐會昌年間，凡三百七十一人。吳二人：曹不興、吳王趙夫人。
193. ↑  《三国志 吴书十四 吴主五子传》称孙霸为孙和“同母弟”，《三国志 吴书五 妃嫔传第五》王夫人传中未记其生孙霸。《三国志 吴书十四 吴主五子传》中与孙霸子孙基和孙壹相关的内容有“（孙皓）削基、壹爵土，与祖母谢姬俱徙会稽乌伤县”一句。疑谢姬为孙霸生母
194. ↑  《滕胤传》“弱冠尚公主”，注引《吴书》云“权以胤故，增重公主之赐，则亦当为权女也”孙奂女或为滕胤继室
195. ↑  .   [2015-02-02]. （原始内容存档于2020-12-12）.
196. ↑  殘兵之初任首領、敗將之現任首領

### 书目
- 《三國志‧吳書‧吳主傳》
- 《史傳所見三國人物曹操劉備孫權之研究》吳玉蓮著，文史哲出版社印行，1989年4月
- 《吳大帝孫權與南京》明孝陵博物館編，2012年1月

## 延伸阅读
[在维基数据编辑]
 在维基文库阅读此作者作品（ 在维基共享资源阅览影像、分类）
 《三國志·卷47》，出自陳壽《三國志》
| 前任者： 兄孫策     | 江东首领 200年—222年       | 繼任者： 称王         |
| 前任： 首任         | 曹魏吴王 222年             | 繼任： 曹彪           |
| 前任者： 首任       | 吳王 222年—229年           | 繼任者： 称皇帝       |
| 前任者： 首任       | 吳國皇帝 229年—252年       | 繼任者： 子吳廢帝孙亮 |
| 前任者： 汉献帝劉協 | 中国東南部君主 220年—252年 | 繼任者： 子吳廢帝孙亮 |